# 東急バス

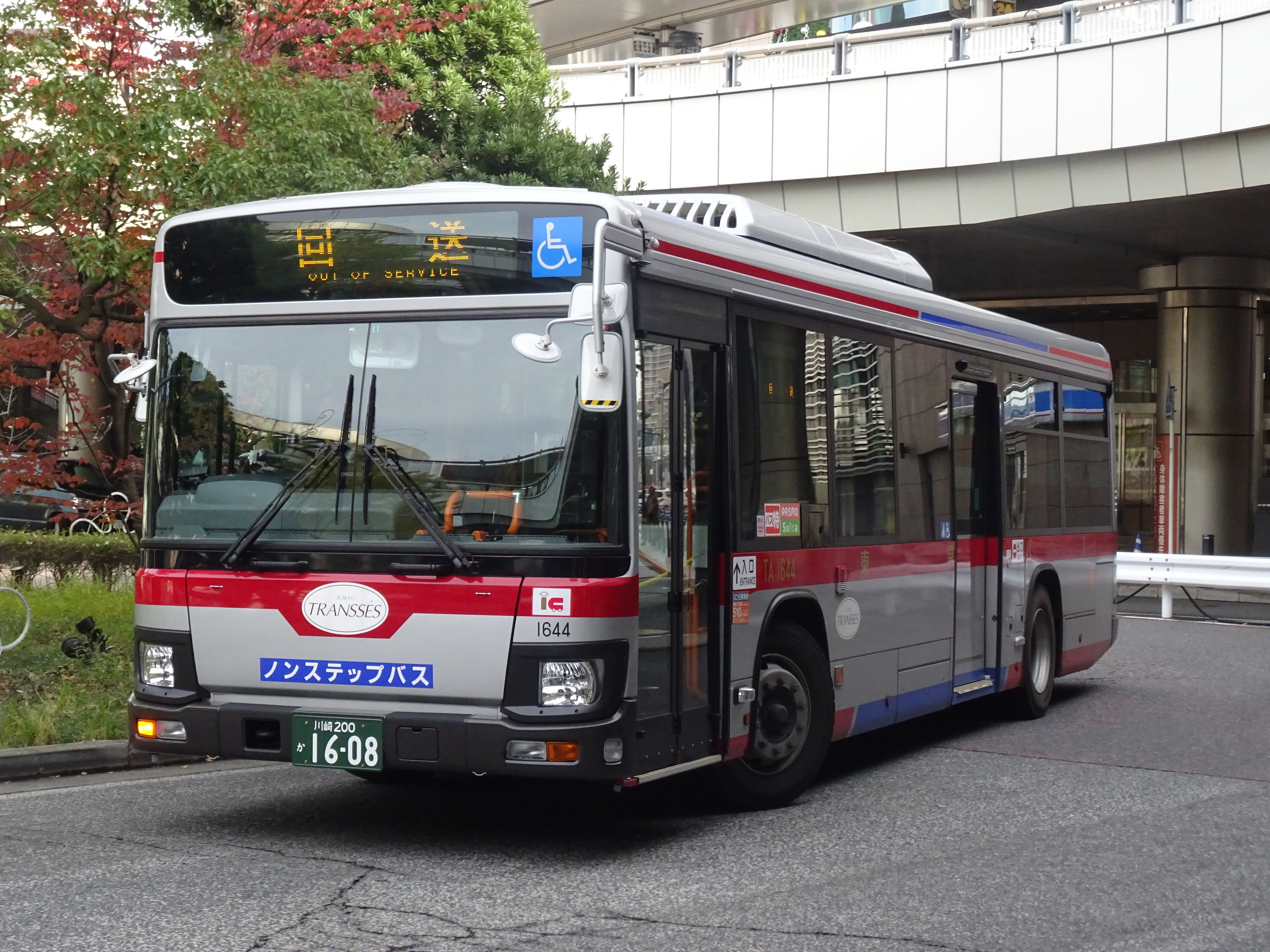
一般路線車（いすゞ・エルガ）

東急バス株式会社（とうきゅうバス、英: TOKYU BUS CORPORATION）は、東京都目黒区に本社を置く東急グループのバス事業者。東急の完全子会社。東急電鉄沿線を中心に、都内城南地区・川崎市・横浜市北部を主な運行エリアとする。
戦前より東京急行電鉄が直営で行ってきたバス事業を分社化するため、1991年（平成3年）5月21日に東急バス株式会社を設立、同年10月1日より営業開始した。分社化以前は、東京急行電鉄のバス部門を指して「東急バス」の呼称が使用されていた。本項では分社化前の電鉄直営のバス事業についても記述する。
1998年（平成10年）4月8日には、東急バスの100%子会社として東急トランセを設立、東京都内を中心に一部の営業所を東急トランセへ管理委託していた。しかし、2024年（令和6年）4月1日、東急トランセを吸収合併し委託を解消したが、以降一部事業には「TOKYU TRANSSÉS」ブランドとして残している。
グループスローガンは「美しい時代へ」、社是は「ココロをのせて、明日へ。」。

## 概要

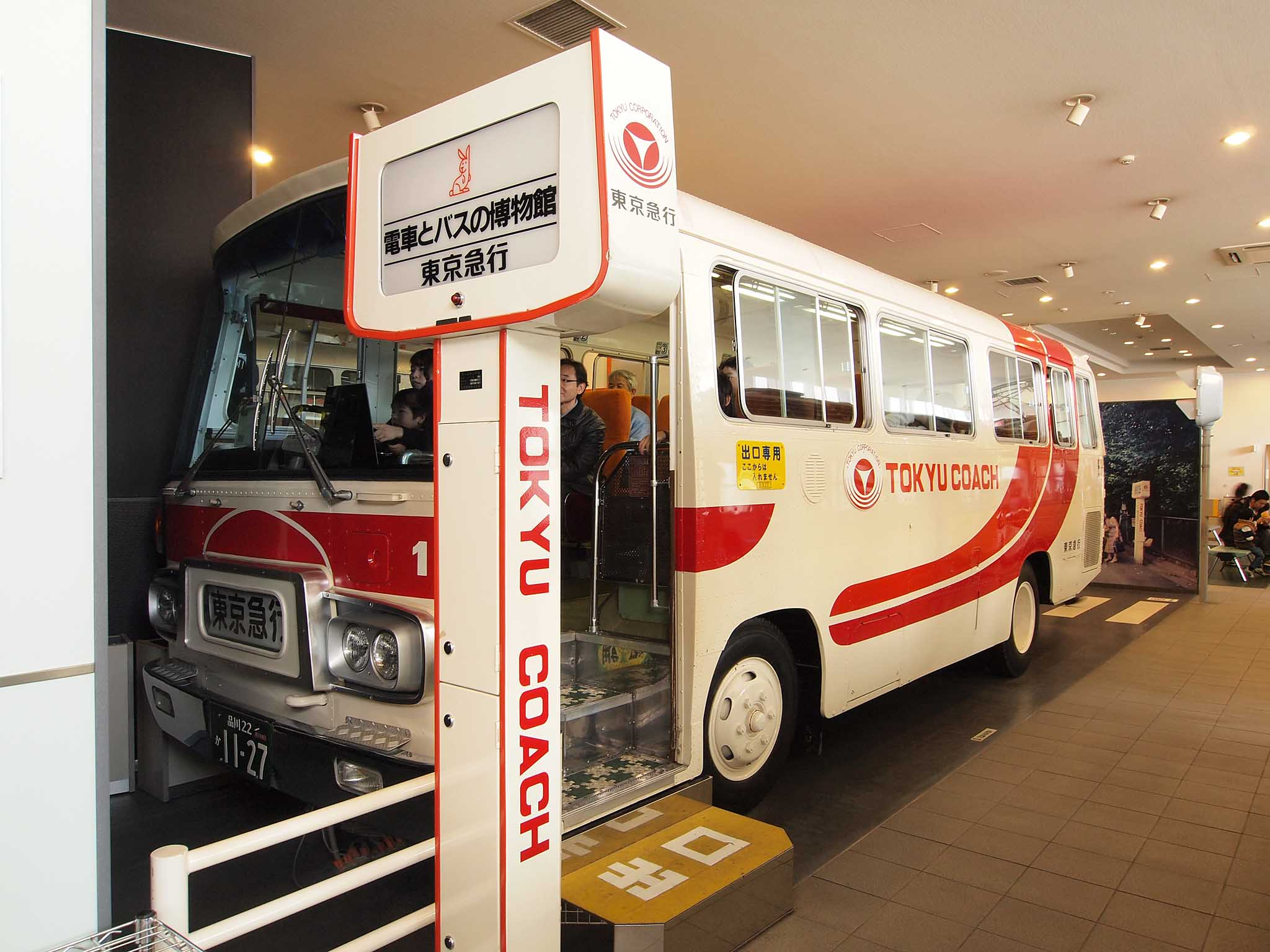
東急コーチ1号車
「電車とバスの博物館」展示車両

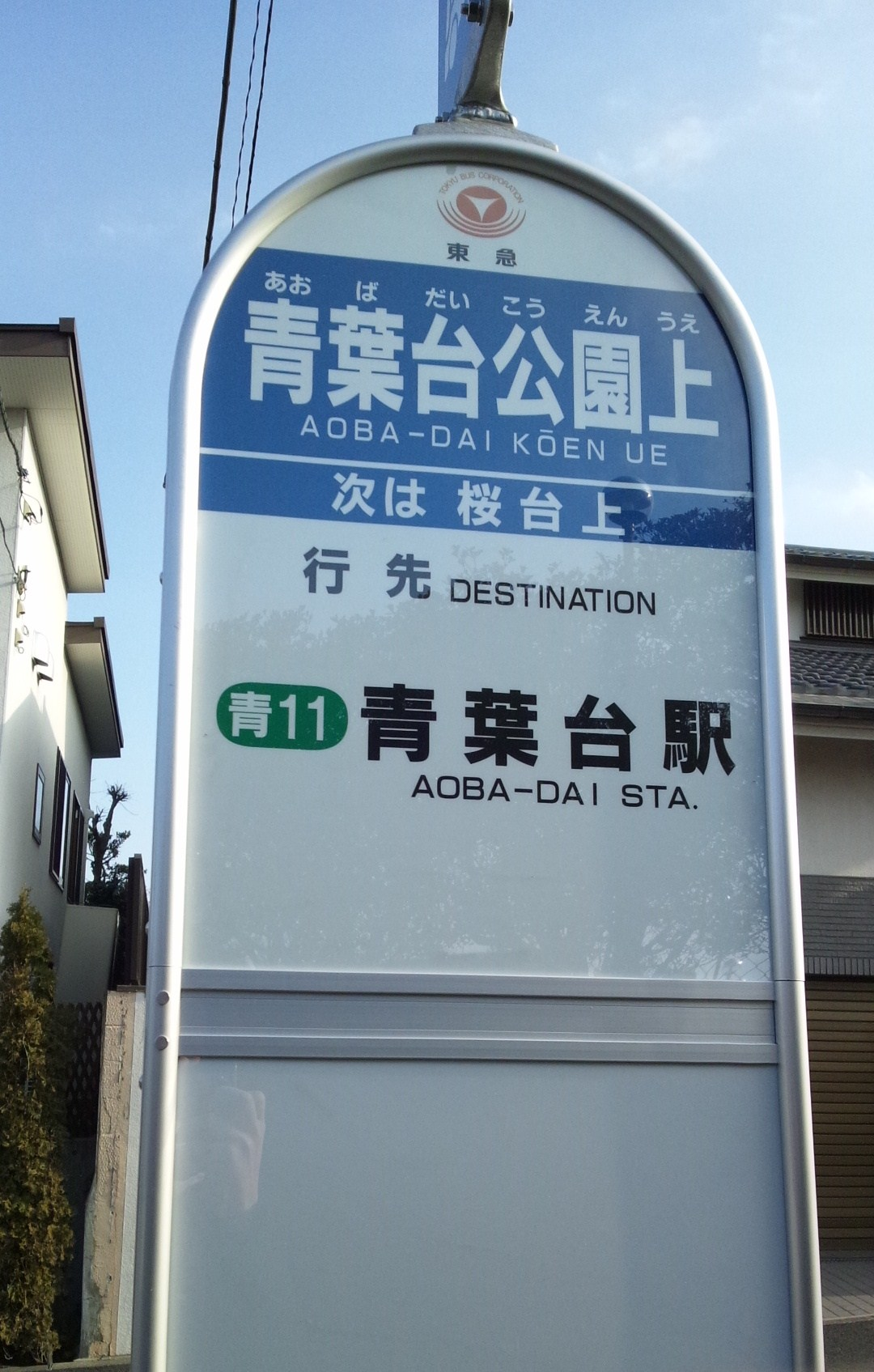
東急バス仕様のバス停ポール

人口密度の高い東急電鉄沿線に稠密な路線網を持つ都市型のバス事業者である。東急の一大ターミナルである渋谷周辺を拠点とし、不動産開発事業に強みを持つ東急グループの一員として、多摩田園都市などグループでの都市開発に合わせた路線を展開している。
東京急行電鉄直営時代から、貸切車を使用し三菱グループと共同開発したデマンドシステムを採用した都市型デマンドバス「東急コーチ」の運行、都市新バスシステム「東急バス新交通システム」の導入など、バス業界をリードする取り組みを行ってきた。
1991年に東京急行電鉄のバス部門の分社化により設立され、電鉄直営バス事業の全てを引き継いで営業開始した。同業他社で行われたような段階的分社化や、地域ごとの分社化ではなく、東急バス設立・営業開始と同時にバス事業をまるごと分社化している。
大手私鉄系バス事業者では、地域分社化では西日本鉄道（西鉄バス）が1989年から地域分社化を開始しているが、電鉄直営のバス事業を全て分社化したのは東急が最も早かった。なお大手私鉄系では、小田急バス、西武バス、京阪バス、阪急バスが当初から電鉄とは別会社である。その他は電鉄本体にバス事業が残る西日本鉄道を除き、1990年代から2000年代にかけて電鉄本体から分社化してバス専業事業者となっているが、その先鞭を付けたのが東急バスの分社化であった。
さらに1998年には東急バスの子会社（東急の孫会社）として東急トランセを設立、ミニバス路線「東急トランセ代官山線」の運行を開始し、女性ドライバーのみの一括採用や、日本初のFeliCaを搭載した交通系ICカード「トランセカード」の導入など、子会社においても先進的な取り組みを行っている。
路線バス事業では一般路線バスのほか、空港直通バスなどを運行している。都市間高速路線（長距離夜行高速バス）に参入していた時期もあったが、収支状況の悪化により1998年までに全線から撤退した。その後、2016年に子会社の東急トランセにより再参入している。貸切バス事業は1994年より順次縮小を進め、貸切事業も東急トランセが主力となって担っている。
現在は東京都区内、川崎市内、横浜市内のいずれも東急線沿線を中心とした営業区域を持つが、東京都区内の特に城南地域で東急線沿線のエリアでは、一般路線バスを東急バスが独占しているところが多い（目黒区や世田谷区などでは一般路線バスの9割以上が東急バス）。川崎市内や横浜市内は東急バスが路線をほぼ独占している地域（東急東横線、東急田園都市線沿線の住宅地への路線など）と、他社路線と併存している地域が存在する。
2011年には東急バス株式会社創立20周年を迎え、各時代の乗合バス・貸切バスの歴代カラーを再現した復刻塗装バスの運行など、様々な記念行事が開催された（#創立20周年記念仕様を参照）。その一環として、東急バスのイメージキャラクター「ノッテちゃん」が制定された。同社は「たくさんのお客さまにバスに『乗って』」いただきたいという想いから命名された」「東急バス・東急トランセの従業員とその家族からの投票により制定した」と発表している。「ノッテちゃん」は着ぐるみも制作され、東急電鉄のイメージキャラクター「のるるん」と共に東急グループ関連のイベントなどに出演している。他社のイベントでは、2014年9月に開催された都営バス主催のイベントで初出演して以降、各地のバスイベントなどにゲスト出演している。

## 沿革
ここでは、東京急行電鉄時代とその前身事業者のバス事業を含めた沿革について記述する。東京急行電鉄は1922年（大正11年）、目黒蒲田電鉄として設立された。

### 目黒蒲田電鉄のバス事業
目黒蒲田電鉄がバス事業を開始したのは1929年（昭和4年）のことであり、最初の路線は同年6月25日に開通した大井町線である。大井町線は、大井町駅を起点に西へ向かう路線であるが、当初の終点については荏原町車庫前と東洗足の2つの説がある。これは東急が発行した2つの社史においても食い違っているため、どちらが正しいのかの判断が困難であるが、いずれにしても鉄道の大井町線に並行する道路に路線を設けることで、その営業を防衛する意味合いを持つ路線であったことは間違いない。

目黒蒲田電鉄はその後、小山・自由ヶ丘・等々力・下丸子などに路線を拡張したのち、1933年（昭和8年）2月1日に子会社・目蒲乗合を設立し、6月1日にバス事業を同社に譲渡して分社化した。この間の1932年（昭和7年）2月5日に未開業の大森乗合自動車（1931年（昭和6年）3月9日設立）を傘下におさめ、4月25日に開業させているが、同社も1933年（昭和8年）6月1日目蒲乗合が吸収合併した。

#### 池上電気鉄道および周辺事業者の合併・買収

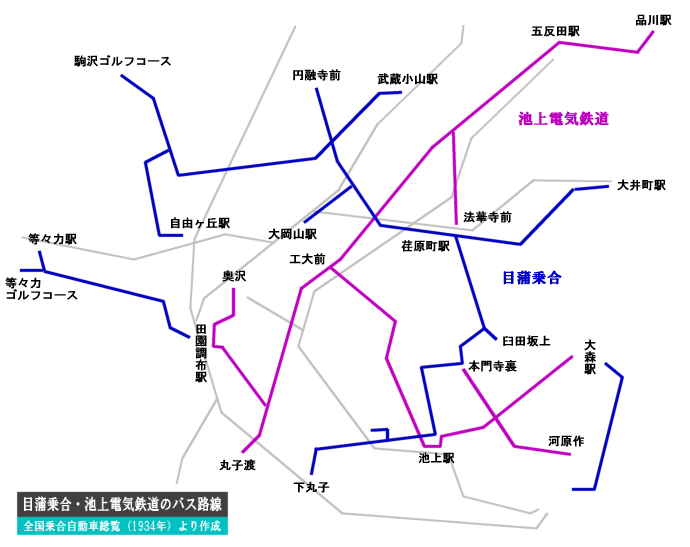
目蒲乗合と池上電気鉄道のバス路線

1934年（昭和9年）10月1日、目黒蒲田電鉄は池上電気鉄道を合併し、同社のバス事業を引き継いだ。池上電気鉄道のバスは1927年9月9日に五反田乗合自動車商会の鏑木悦三から権利を買収のうえ中原街道の五反田駅 - 中延間と平塚橋 - 馬込町（荏原町駅付近）で始まり、その後両端部を丸子渡および品川駅まで延長、さらにいくつかの支線を開通した。1930年（昭和5年）8月7日には池上通りの大森 - 池上間を新たに開業し、1932年4月8日に池上 - 雪ヶ谷間を開通して中原街道と池上通りの連絡をつけた。これらの路線を、池上・中延の2車庫にて運営していた。
目黒蒲田電鉄は旧・池上電気鉄道のバスを継承後、直営で経営していたが、競合区間のある旧・池上電気鉄道路線と目蒲乗合を別会社で経営することは不合理であったため、3年後の1937年（昭和12年）6月1日、目蒲乗合の路線を目黒蒲田電鉄本体に戻し、バス事業を直営に統合した。

同じ年の12月1日、目黒蒲田電鉄は玉川電気鉄道の傘下にあった2つのバス事業者を合併する。東京市目黒区（旧・碑衾町）に拠点を持ち、目黒通り周辺の路線を営業していた目黒自動車運輸と、東京市芝区の国鉄田町駅から芝浦周辺を営業区域とする芝浦乗合自動車である。また、1939年（昭和14年）6月16日には、大井町周辺に路線を有する城南乗合自動車を傘下に収めている。

### 旧・東京横浜電鉄のバス事業
旧・東京横浜電鉄も目黒蒲田電鉄と同じ年の1929年（昭和4年）3月17日にバス事業を開始した。最初の路線は東神奈川 - 六角橋 - 綱島間、東神奈川 - 六角橋 - 川和間の系統であるが、これらは神奈川自動車（1918年（大正7年）4月1日設立）より譲受したもので、前者は現在の東横線に並行する旧・綱島街道を通るものであった。しかし、営業成績は芳しくなく、わずか3ヶ月足らずの6月1日に子会社・東横タクシー（5月28日設立。現・神奈川都市交通とは別会社）を設立し、事業を同社に譲渡してしまっている。

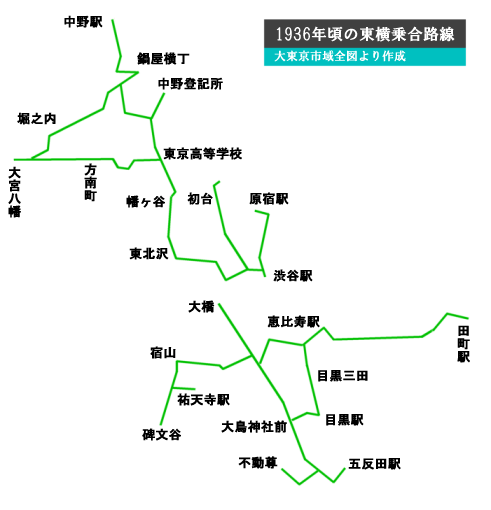
1936年頃の東横乗合のバス路線

また都内では、同年2月16日に大橋 - 大鳥神社前間の免許を得ていたが、これも11月21日に傘下の東横乗合に譲渡したうえで運行させることとした。東横乗合は、恵比寿・田町方面を運行していたヱビス乗合自動車（1927年（昭和2年）3月20日開業）に、同社の姉妹会社で渋谷・中野方面で営業していた代々木乗合自動車（1920年（大正9年）12月25日設立）を合併のうえ、改称したものである。

東横乗合はその後、世界恐慌の影響により業績が悪化しながらも積極的に路線の拡張を進め、1932年（昭和7年）12月8日には杉並の堀ノ内から大宮八幡を経て牟礼より井の頭公園・武蔵小金井に至る人見街道周辺に路線を有する稲垣譲の城西乗合自動車商会（1929年5月20日開業）を買収した。ただし、この線は不調に終わり、1935年（昭和10年）4月8日に大宮八幡以西を帝都電鉄へ譲渡している。

このように2つの子会社により経営されてきた旧・東横のバスであるが、バスの交通機関としての認知度が高まり、業界の活性化が進んだことを受け、段階的に直営化が進められることとなった。1933年（昭和8年）6月1日には、東横タクシーに譲渡していた路線と同年2月に買収した溝ノ口乗合自動車（古家達三経営。別名つるや自動車商会。川崎駅 - 溝ノ口間。1919年（大正8年）9月27日開業）および池田利一経営の路線（綱島乗合自動車。綱島 - 千年間。1931年（昭和6年）開業）を東京横浜電鉄が吸収し、神奈川県内で直営バス事業を再開した。続いて1936年（昭和11年）6月1日に、貸切バス・タクシー業のみとなっていた東横タクシー、および東京横浜電鉄の子会社で中野・練馬方面に路線を有する大正自動車（1925年（大正14年）3月27日設立）の2社を東横乗合が合併し、さらに11月1日に東京横浜電鉄が東横乗合を吸収したことにより、直営化による統合が完了した。

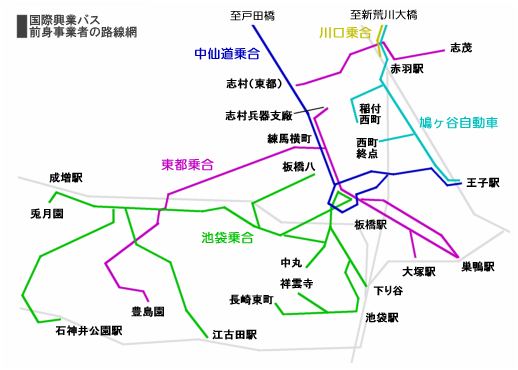
1936年頃の国際興業バス前身事業者の路線網

なおこの頃、東京横浜電鉄は東京城北地区で運行していた中仙道乗合自動車（1923年12月創業）を1936年（昭和11年）8月24日に、池袋乗合自動車（1925年4月15日創業）を1937年（昭和12年）9月11日に、そして新宿から椎名町、新井薬師周辺と町田市一帯で営業していた関東乗合自動車（1931年12月25日設立。現・関東バス）を1938年（昭和13年）5月17日に、傘下に収めている。

また、神奈川県下では横浜駅から厚木まで運行していた中央相武自動車（1923年（大正12年）3月17日設立）を1937年8月16日に傘下に収め、次いで1938年5月10日には横浜市南部から厚木に至る路線を持つ相武鶴屋自動車も傘下入りした。翌1939年6月16日には相武鶴屋自動車が中央相武自動車を合併して東海道乗合自動車と改称。同年11月16日には秦野自動車（1921年8月24日設立）が傘下入りするが、以降は東海道乗合自動車が東海道線沿線の乗合自動車業者を統合していった。

#### 日本興業の路線継承と玉川電気軌道の合併
その後、東京横浜電鉄は、1936年10月22日に玉川電気鉄道を合併を前提に傘下に収めた。その前段階として1937年6月1日、同社の子会社である日本興業のバス路線（1932年5月30日開業）を吸収した。この路線は、「山手バス」の通称で呼ばれ、渋谷駅南口から南平台町・代官山・公衆通・恵比寿駅・比丘橋を経て笄町の赤十字病院（現・日赤医療センター）前に至るものであった。

そして、翌1938年3月10日に玉川電気鉄道を合併し、同社のバス事業を継承した。玉川電気鉄道のバス事業への進出は早く、1927年12月16日に軌道線に並行する道玄坂上 - 新町三丁目間を開通したのが始まりである。その後、1929年10月28日に淡島通り周辺に路線を持つ日東乗合自動車（1925年12月22日開業）を合併、さらに1931年10月19日に八木哲から世田谷通り上の三軒茶屋 - 調布（国領）間（世田谷乗合自動車）を譲り受け、翌1932年10月21日には同個人より神奈川県内の路線（玉川 - 市ヶ尾間、中山 - 市ヶ尾 - 柿生間、上丸子 - 勝田間）も継承した。東京横浜電鉄による合併時の路線網は、渋谷・広尾から世田谷・調布方面、さらには神奈川県の柿生・中山・勝田周辺にまでおよぶ広大なものであった。

ちなみに、玉川電気鉄道は国際興業バスの前身となる東都乗合自動車（1935年8月10日、京王電気軌道との共同出資で設立）と鳩ヶ谷自動車（1916年6月19日創業）にも出資していた。この結果、この二社も東京横浜電鉄の関係会社となった。

### 東横・目蒲の合併 - 大東急へ
1939年（昭和14年）10月1日、目黒蒲田電鉄は東京横浜電鉄を合併し、同月16日、東京横浜電鉄に商号変更した。これにより、現在の東急バスにつながる路線の経営が一元化されたわけであるが、この時点では山手線内や芝浦地区のほか、中野・練馬方面にも路線を有していた。

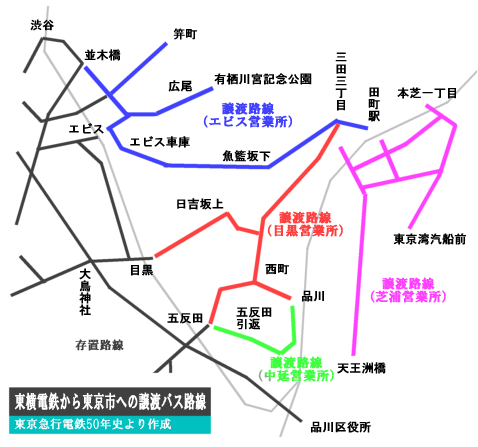
東急から東京市への譲渡バス路線

その後、戦時下に公布された陸上交通事業調整法により、旧東京市内のバス路線に対する調整が命じられ、 1942年（昭和17年）2月1日、一部路線を東京市電気局（現・東京都交通局）に譲渡した。このとき対象となった路線は、右図の通りである。

戦時の統制下では、一方で東京横浜電鉄による周辺事業者の統合も進み、同年5月1日、京浜電気鉄道と小田急電鉄を合併して、社名を東京急行電鉄に変更した。また同日には城南乗合自動車の路線を吸収した。同年12月1日には、東京市蒲田区（現・大田区）を拠点に営業していた旧・京浜電気鉄道系の梅森蒲田自動車も吸収した。
その後、1944年（昭和19年）5月31日には京王電気軌道を合併。また、同年8月1日には東急が府中乗合自動車商会（1932年1月13日設立）を買収して路線を吸収した。
京王の合併に伴い東都乗合自動車と鳩ヶ谷自動車が正式に東急傘下に入ると、12月30日に路線網が重複する中仙道乗合自動車と鳩ヶ谷自動車が東都乗合自動車に合併。また、京王傘下だった中野乗合自動車（1925年11月10日創業）、昭和自動車商会（1927年3月15日創業）、進運乗合自動車（1920年2月創業）も東急傘下となり、1945年1月1日にこの三社は関東乗合自動車に合併。神奈川県中西部では1943年4月8日に藤沢自動車（1931年2月20日設立）が、同月28日には伊勢原自動車（1920年3月6日設立）が相次いで東急傘下に入り、1944年6月16日に東海道乗合自動車を存続会社として合併、神奈川中央乗合自動車（現・神奈川中央交通）となった。神奈川県西部でも、1942年5月30日に富士箱根自動車（1914年8月15日富士屋自働車として創業）と足柄自動車（1919年7月8日創業）が東急の傘下に入った上で、同じく東急傘下となっていた箱根登山鉄道（現・小田急箱根、バス事業は箱根登山バスへ分社化）へ1944年7月31日に合併して五島が同社の社長を兼務することになった。

静岡県でも、1941年3月10日より東京横浜電鉄の傘下に入っていた静岡電気鉄道（1919年5月1日創業）を中心に1943年5月15日に県中部の藤相鉄道・中遠鉄道・静岡乗合自動車・静岡交通自動車の各社が取り纏められ、静岡鉄道が誕生した。これにより、東急本体、関東乗合自動車、東都乗合自動車、神奈川中央乗合自動車、箱根登山鉄道、静岡鉄道の6社で東京都、神奈川県、埼玉県、そして遠く静岡県にまでおよぶ巨大バス事業者グループが完成した。
しかし、この頃にはすでに物資不足のため、路線休止や代燃車での運行を余儀なくされる状態であった。

### 戦後の復旧
終戦時において休止バス路線は実に7割近くにも及び、戦後数年間は依然として車両や燃料の不足が続いていた。このため、大森駅 - 池上駅間に電気自動車を導入したり、神奈川県内の一部路線の運行を神奈中共々横浜市交通局（横浜市営バス）に委託したりするなどの措置がとられ、復旧が急がれた。
一方、路線の新設も徐々に始まり、1947年にはGHQの指導により、都営バスとの相互乗り入れによる都心直通路線の運行が始まった。都心直通路線は、駒沢・都立高校・洗足池の自社鉄道線3駅を起点とするものに始まり、のちに小田急線や京王線の駅にも拡大した。

その後、東京駅 - 横浜駅間、渋谷駅 - 江ノ島間の長距離路線が相次いで開業し、1953年（昭和28年）、淡島営業所の代田線を最後に休止路線の復旧をほぼ完了した。

この頃には、都営バスなどとともに超大型のトレーラーバスを運行したとの記録も残っている。しかし1950年（昭和25年）、京浜急行電鉄で運行中のトレーラーバスから出火し多数の死傷者を出した事故の後、東急はトレーラーバスの使用をやめた。

### 大東急解体と各社の離脱
1946年（昭和21年）、東都乗合自動車が東急会長五島慶太の知遇を得ていた小佐野賢治率いる国際商事（現・国際興業）に売却され、東急グループを離脱する。
1947年（昭和22年）には、経営民主化の一環として東急が保有する静岡鉄道株の大半が五島の後を受け社長に就任した川井健太郎ら経営陣に譲渡され、静岡鉄道も東急グループを離脱した。
1948年（昭和23年）には、小田急電鉄・京浜急行電鉄・京王帝都電鉄（現・京王電鉄）が分離され、「大東急」の時代が終焉を告げた。これにより、東急本体直営バス事業の一部が京急、京王に譲渡されることとなったが、都内では両社との境界が戦前の旧・京浜電気鉄道、京王電気軌道時代とは異なるものとなった。

京急に対しては東京都大田区の国鉄東海道線周辺において路線調整が行われ、東側にあった東京横浜電鉄由来の鬼足袋線が京急に、一方で西側にあった梅森蒲田自動車由来の六郷線が東急に引き継がれた。また、川崎市の国鉄東海道線より南側にあり分離時点では休止中だった京浜電気鉄道由来の川崎住宅地線は京急に譲渡されたが、京急の手で再開されることはなく、同年に京急が資本参加した川崎鶴見臨港バスが引き継ぐ形になった。

経営が不安定視されていた京王には京王線以北の中野営業所（旧大正営業所を含む）と管轄下の多数の路線、そして東急が保有していた関東乗合自動車の株式が譲渡されることとなった。しかし東急から送り込まれていた関東乗合自動車社長の柏村毅が分離後も一定の割合の株式を保有し続けたため、関東乗合自動車は京王グループに入らず、事実上東急の衛星企業となった。

なお、旧小田急電鉄の路線については、城西乗合自動車商会から東横乗合を経て帝都電鉄が経営した三鷹線は京王に、小田原急行鉄道が独自に開業し分離時点ではほぼ休止中だった相武台線は小田急にそれぞれ譲渡された。ただし、相武台線はその大部分の運転が再開されずそのまま廃止された。相武台線のエリアは京急の川崎住宅線と同様に、小田急傘下になった神奈川中央交通が引き継ぐ形で運行している。逆に、旧・京王電気軌道の路線のうち、京王線以南に大きく入り込んでいた千歳烏山 - 祖師ヶ谷大蔵間は東急が継承したが、この線は1952年（昭和27年）に小田急バスに無償譲渡されている。

### 昭和30年代以降
昭和30年代には、郊外の世田谷区、目黒区、横浜市などで路線の伸びが著しく、営業所の新設も相次いだ。この頃には東京駅を発着する都営共管の幹線が大田・品川・目黒・世田谷の各区から放射状に張り巡らされた他、新宿駅を発着する都営共管路線も存在した。

一方、民営バス同士の共同運行も積極的に行い、国際興業傘下から小田急グループ入りし事業の拡大を進めていた小田急バスとの共同運行を開始する。

京王や京急に対しても影響力を持ち続け、渋谷区北部の路線の多くが京王に譲渡された後も、旧代々木乗合自動車由来の初台線を東急単独で長く維持した他、東急と京王の共管で新宿駅へ乗り入れる系統も運行した。京急とは大井競馬場線の共管で信頼関係を保ち、1958年（昭和33年）、羽田空港 - 田園調布線開通で大田区東部の京急バスエリアへ再進出した。
1961年（昭和36年）4月15日、他社に先駆けて路線バスにワンマンカーを導入した。1966年（昭和41年）、東急田園都市線の溝の口 - 長津田間が開業する。東京急行電鉄バスは横浜市営と神奈中が基盤を固めつつあった横浜市緑区（現・青葉区）の田園都市線沿線に本格進出し、鉄道駅と住宅地を結ぶ路線に経営資源を集中投入、多摩田園都市発展の基礎を作った。その皮切りとなった中山線は神奈中が単独運行していたところへ横浜市営共々参戦し、東急・市営・神奈中の3社共管路線が生まれた。その後横浜市営バスや小田急バスとの2社共管路線が増え、神奈中との2社共管も始まる。そして1983年（昭和58年）の十日市場線で横浜市旭区にも進出した。

川崎市内でも、高津区、宮前区、中原区を中心として川崎市バスとともに駅間連絡や住宅地輸送の路線の展開が進められていき、川崎市バスとの共管路線も設定された。その一例が鷺沼線であり、1966年（昭和41年）の田園都市線開業により運行区間が鷺沼駅 - 小杉駅間となって以降、川崎市バスとの共管路線となった。一方で、東横線以東のエリアは川崎市バスや川崎鶴見臨港バスが既に多数の路線を運行することで基盤を固めていたため、東急バスの運行路線は川崎線や鹿島田線、駒岡線など僅かにとどまった。

都内では都心への新たな通勤手段として、首都高速道路経由路線が開通。1967年（昭和42年）には環七通りの開通に合わせて都営共管の環七線が誕生、東京都中野区、杉並区に再進出するなど、この時期は各地で目ざましい発展が見られた。翌1969年（昭和44年）の玉川線廃止に合わせ、渋谷 - 二子玉川・上町間で代替輸送を開始し、1977年（昭和52年）の新玉川線（現・田園都市線）開通まで続けた。

しかし、昭和40年代半ばころを境に輸送量は減少に転じることとなり、特に都内では新たな鉄道の開通や渋滞の悪化によりバス離れが急速に進んだ。そこへ共同運行している都営バスの経営再建計画がのしかかってくる。昭和50年代に入ると都心直通路線が国鉄山手線を境に分断されるなどの大幅な路線整理が行われ、東京駅直通は自由が丘線が残るのみとなって東京都中央区から撤退。また渋谷 - 調布線と二子玉川 - 調布線が小田急単独に変更されて東京都狛江市・調布市から撤退。それに加え環七線が新代田駅で分断されたことで中野・杉並・新宿の3区からも撤退した。
この過程で旧池上電気鉄道由来の中延や駒沢など、都内の営業所を一部廃止。入れ替わりに青葉台や虹が丘など、急速な発展を見せていた神奈川県内の拠点が増強された。玉電代替用に投入され、新玉川線開通で余剰となった大型長尺車は多くが神奈川県内に転出していった。

### 東急バスの設立
1988年（昭和63年）、東京急行電鉄は折からの長距離バスブームに乗る形で、同社初の本格的な都市間高速バス「ミルキーウェイ」和歌山線の運行を開始する。
1990年（平成2年）には、電車の運転が終了した後の深夜に渋谷から鉄道沿線へ帰宅する乗客を狙った深夜急行バス「ミッドナイトアロー青葉台線」を投入するなど、積極的な事業展開を見せる。
しかし、この頃東京急行電鉄のバス事業は一時、赤字に転落していた。東急は戦前の旧東京横浜電鉄・目黒蒲田電鉄時代にバス部門を一度独立させて数年で元に戻すという苦い経験をしたが、バスの社会的地位や事業規模、企業としての採算意識は戦前とは比べ物にならないほど高まっていた。
そこでバス部門を完全独立採算とし、企業としての自立と経営の安定を確立するべく、1991年（平成3年）、完全子会社東急バス株式会社を設立、事業を移譲した。この結果、バス部門の収支は程なくして黒字に転じ、東急バスも設立以来、黒字基調を維持している。この頃に車両の表記が「東京急行」から「東急バス」に変更された。
さらに、バス事業の規制緩和を前にした1998年（平成10年）、コスト高が指摘されていた都市間長距離路線から撤退。事業を再び東京・神奈川両都県に絞り込む。そして、運転手の人件費削減を狙って分離子会社東急トランセを設立。女性乗務員（サービスプロバイダー）を登用した代官山地区での運行を開始する。東急トランセは続けて翌1999年（平成11年）、下馬営業所の野沢線を皮切りに東急バスの路線の受託運行を開始した。

### 公営各局のリストラとともに
東京急行電鉄自動車部から独立して東急バスになり安定的な収益体質を確立したが、それでも時代の変化に合わせた路線の見直しを常に行っている。
2002年（平成14年）、横浜市長に当選した中田宏は市営バスの事業規模適正化路線を打ち出す。公営企業を維持することを前提としながらも、一部路線の民間への移譲など大胆な施策に取り組んだ。

この過程で、東急バスは2006年（平成18年）の43系統（虹が丘営業所が所管）、翌2007年（平成19年）の3系統（新羽営業所が所管、後に青葉台営業所に移管）、118系統（青葉台営業所が所管）という合わせて3路線を引き受けたものの、そのうちの一つである川和線は一部区間の廃止が前提であった。この結果、東急バスは旧神奈川自動車以来の伝統があった横浜市神奈川区、西区から撤退。JR横浜駅西口への定期路線乗り入れが消滅した。
川崎市バスからも2008年（平成20年）までに溝02系統との重複区間が多かった溝03系統のうち小杉駅方向と、東急バスと共同運行を行っていた向01系統の2路線を引き受けたが、2007年にはJR川崎駅の乗り場付け替えで川崎市川崎区から撤退した。

東京都との間では安定した関係を維持していたが、2013年（平成25年）3月31日をもって最後まで共管で残った自由が丘線から都営が撤退し、翌4月1日より東急バス単独になった。また同時に、環七線のうち新宿駅発着の都営便と大森操車所発着の東急便が重複運行していた区間から都営が撤退、新代田駅での乗り換えに一本化された。この結果、東京駅南口への東急の乗り入れこそ存続するものの終戦直後から66年間続いた都営バスと東急の共同運行がすべて消滅した。同時に都営バスは目黒区から撤退、同区は東京23区で唯一都営バスの走らない区となった(なお現在も都営が乗り入れを行なっている目黒駅は品川区にある。)。

### 東急トランセ合併・消滅
関東の大手私鉄系乗合バスは、元々別会社だった西武バスと小田急バスを除けば、1991年の当社を皮切りに鉄道本体からの独立が進み、1990年代後半にはさらに細分化が進んだ。

しかし、労働可能人口の減少に伴う運転手不足や、事業の細分化により非効率な運用が生じるなどの問題点があり、京浜急行バスが2018年、京王バスが2020年に分離子会社体制を解消。東武バスは2021年、一部の地域子会社を統合した。東急バスもこの例に漏れず、東急トランセを本体に吸収合併することにし、2024年4月1日付で合併。東急トランセは消滅会社となった。

## 年譜

### 目蒲・東横のバス事業
- 1920年（大正9年）：代々木乗合自動車、渋谷 - 三角橋[注釈 3]間で乗合バスを営業開始[15]（現在の京王バスの路線）。
- 1923年（大正12年）4月：目黒自動車運輸、乗合バスを営業開始。田町駅 - 高輪警察署前 - 日吉坂上 - 目黒駅 - 自由ヶ丘間ほかを運行。
- 1925年（大正14年）：代々木乗合自動車、池ノ上 - 淡島間へ路線延長[15]。のち幡ヶ谷自動車を買収し幡ヶ谷・中野へ進出[15]。渋谷駅 - 幡ヶ谷 - 中野駅（現在の京王バスの路線）などを運行。
- 1927年（昭和2年）
  - 9月：池上電気鉄道、五反田 - 中延 - 馬込間で乗合バス事業を開始[15]。
  - 12月：玉川電気鉄道、道玄坂 - 新町間で乗合バス営業を開始[15]。

玉川電気鉄道は、のち宮益坂下 - 大道南（現：桜新町）間、宮益坂下 - 駒沢 - 玉川間など沿線に路線を展開[15]。バス車庫を淡島、世田谷、溝ノ口に置いた[15]。
- 1928年（昭和3年）
  - 池上電気鉄道、馬込 - 丸子多摩川へ路線延長[15]。
  - エビス乗合自動車、田町駅 - 白金三光町 - 恵比寿駅間（現在の都営バスの路線）でバス営業開始[15]。
- 1929年（昭和4年）
  - 池上電気鉄道、五反田 - 品川間へ路線延長[15]。品川駅 - 五反田駅 - 中延間ほかを運行。
  - 3月17日：東京横浜電鉄、神奈川自動車からバス・タクシーの営業権を譲受、東神奈川 - 川和間、六角橋 - 綱島の路線を譲受しバス事業を開業[15]。
  - 5月：大正自動車設立。中野坂上 - 中野駅 - 沼袋 - 練馬駅間を開業（現在の京王バスの路線）[15]。
  - 5月：東京横浜電鉄、全額出資で東横タクシーを設立（現在の神奈川都市交通とは別会社）[15]。
  - 6月1日：東京横浜電鉄、バス事業を東横タクシーへ譲渡[15]。
  - 6月25日：目黒蒲田電鉄、大井町駅 - 荏原町車庫前間（東洗足との説もある[15]）で乗合バス事業を開始[15]。のち武蔵小山 - 上野毛間を開業[15]。
  - 8月：東京横浜電鉄、エビス乗合自動車および代々木乗合自動車を傘下に収める[15]。
  - 11月21日：エビス乗合自動車、代々木乗合自動車を合併して東横乗合と社名変更[15]。
- 1930年（昭和5年）1月：芝浦乗合自動車設立。田町駅 - 天王洲橋間ほかを運行[15]（現在の都営バスの路線）。
- 1932年（昭和7年）
  - 2月：目黒蒲田電鉄、大森乗合自動車（未開業。大森駅 - 梅屋敷通り間。現在の京浜急行バスの路線）を傘下に収め、4月25日に開業させる[15]。
  - 12月8日：東横乗合、城西乗合自動車商会（堀ノ内 - 牟礼 - 武蔵小金井間、牟礼 - 井の頭公園間。現在の京王バスの路線）を買収[15]。
- 1933年（昭和8年）
  - 2月：東京横浜電鉄、溝ノ口乗合自動車（古家達三経営。川崎駅 - 溝ノ口間、明治製菓前 - 妙光寺前間）、池田利一の営業権（綱島 - 千年間）を買収[15]。
  - 2月：目黒蒲田電鉄、全額出資で目蒲乗合を設立[15]。
  - 6月1日 目黒蒲田電鉄、バス事業を目蒲乗合へ譲渡[15]。
  - 6月1日 東京横浜電鉄、東横タクシーよりバス事業を譲受し、直営を再開[15]。
  - 8月1日 目蒲乗合、大森乗合自動車を合併。
- 1934年（昭和9年）10月1日：目黒蒲田電鉄、池上電気鉄道を合併。同社バス路線を承継し、目黒蒲田電鉄のバス直営が再開される[15]。池上電気鉄道から承継したバス路線には目蒲乗合との競合路線や相互乗り入れ路線も多かった[15]。
- 1935年（昭和10年）
  - 4月8日：東横乗合、旧城西乗合自動車商会の路線を帝都電鉄へ譲渡[15]。
  - 7月26日：東京横浜電鉄、大正自動車（児玉衛一経営）を傘下に収める[15]。
  - 6月1日：東横乗合、大正自動車と東横タクシーを合併。東横タクシーからは観光バス事業を承継。
- 1936年（昭和11年）
  - 11月1日：東京横浜電鉄、東横乗合を合併しバス事業を一本化[15]。
- 1937年（昭和12年）
  - 6月1日：目黒蒲田電鉄、目蒲乗合からバス事業を譲受しバス事業を一本化。
  - 6月1日：東京横浜電鉄、玉川電気鉄道傘下の日本興業（通称・山手バス。渋谷駅南口 - 赤十字病院前ほか他）の路線を譲受。
  - 12月1日：目黒蒲田電鉄、玉川電気鉄道傘下の目黒自動車運輸および芝浦乗合自動車を合併[15]。
  - 12月27日：玉川電気鉄道、バス淡島営業所を開設[16]。
- 1938年（昭和13年）4月1日：東京横浜電鉄、玉川電気鉄道を合併[17]。玉川電気鉄道のバス路線（渋谷駅 - 溝ノ口 - 荏田 - 市ヶ尾間他）を承継。

### 大東急時代
- 1938年（昭和13年）4月2日：陸上交通事業調整法が公布（8月施行）[15]。
- 1939年（昭和14年）
  - 6月16日：目黒蒲田電鉄、城南乗合自動車（大井町駅 - 立会川 - 原町 - 馬込町間、大井町駅東口 - 仙台坂 - 青物横丁間、原町 - 大森山王間）を傘下に収める。
  - 10月1日：目黒蒲田電鉄が東京横浜電鉄を合併し、10月16日付で目黒蒲田電鉄が東京横浜電鉄へ改称。陸上交通事業調整法に基づく戦時統合における東京西南ブロックの統合主体となる。
- 1940年（昭和15年）6月12日：東京横浜電鉄、小杉営業所を開設（のちの川崎営業所。設置の経緯は東急バス川崎営業所#沿革を参照）。
- 1941年（昭和16年）7月15日：陸上交通事業調整法に基づく戦時統合のため、東京市内に対する命令が発出され、市内バス路線は東京市（現：東京都交通局）へ譲渡または管理委託することとなる[15]。
- 1942年（昭和17年）
  - 2月1日：東京横浜電鉄、山手線以内を中心とする15路線を東京市（現在の都営バス）へ譲渡[15]。

東京市への路線譲渡により、東京横浜電鉄のバスは池上・中延・神明・目黒・中野・世田谷・小杉の7営業所（58路線）体制となる[15]。
  - 5月1日：東京横浜電鉄、京浜電気鉄道、小田急電鉄を合併し、東京急行電鉄に改称[15]。京浜、小田急両社のバス事業を承継[15]、城南乗合自動車のバス事業を吸収[15]。
  - 12月1日：東京急行電鉄、旧京浜電気鉄道系の梅森蒲田自動車（蒲田駅 - 六郷土手間他）のバス事業を吸収。
- 1944年（昭和19年）
  - 5月31日：東京急行電鉄、京王電気軌道を合併し、同社バス事業を承継。「大東急」が成立[15]。
  - 8月1日：府中乗合自動車商会（現在の京王バスの路線）を傘下に収め、同時に事業を吸収。[15]。
  - 大東急時代のバス営業所については「大東急#バス営業所」を参照。

### 終戦 - 1960年代
- 1947年（昭和22年）
  - 6月25日：東京都交通局と協定し、駒沢 - 築地間、洗足 - 東京駅間、都立高校（現在の都立大学駅） - 東京駅間の三路線で都心相互乗り入れを実施。
  - 7月11日：横浜市交通局と臨時運転契約を結び、8月1日から東神奈川 - 川和間、8月16日から横浜駅 - 杉田間（現在の横浜京急バスの路線）でそれぞれ横浜市営バスによる代理運行が行われる。
  - 9月13日：大森駅 - 池上駅間で電気自動車を導入。
- 1948年（昭和23年）
  - 5月26日：日本遊覧自動車（後の日本交通観光バス、現在のニッコー観光バス）に観光バスの営業権を譲渡。
  - 6月1日：京王帝都電鉄、小田急電鉄、京浜急行電鉄を設立して分離（大東急解体）。京王線以北のバス路線を京王に、東海道線以南のバス路線を京急にそれぞれ譲渡。
- 1953年（昭和28年）7月22日：観光バス事業に再進出。
- 1954年（昭和29年）6月26日：江ノ島鎌倉観光（現在の江ノ島電鉄）との共同運行による、渋谷駅 - 江の島間の江の島線運行開始。
- 1956年（昭和31年）3月16日：戦後初の増設営業所として瀬田営業所が開設。
- 1959年（昭和34年）3月3日：弦巻営業所が開設。
- 1961年（昭和36年）
  - 4月15日 大森駅 - 馬込循環線でワンマンカーの運行を開始。
  - 7月1日 渋谷駅 - 長野駅間の長距離バス長野線を運行開始。
- 1962年（昭和37年）
  - 4月1日：川崎営業所に続く神奈川県内2番目の営業所として、日吉営業所が開設[15]。川崎営業所から一部路線を移管される。
  - 10月20日：神奈川県内3番目の営業所として、高津営業所が開設[15]。
- 1964年（昭和39年）10月1日：東京オリンピック輸送のため、駒沢営業所が開設[15]。
- 1966年（昭和41年）
  - 4月18日：東急バス新羽営業所が開設[15]、日吉営業所から一部路線を移管される。
  - 4月：第三京浜道路経由の渋谷駅 - 横浜駅西口間運行開始。江の島線も第三京浜経由に変更。
- 1967年（昭和42年）12月25日：首都高速3号渋谷線経由の高速通勤バス、桜新町 - 東京駅南口間運行開始。
- 1969年（昭和44年）：東急玉川線（玉電）廃止によるバス代替のため、大橋営業所が開設。

### 1970年代 - 1980年代
- 1971年（昭和46年）6月30日：長野線を廃止。
- 1973年6月（昭和48年）：乗合バスが全車ワンマン化。
- 1974年（昭和49年）：江の島線を廃止。
- 1975年（昭和50年）12月24日：デマンドバス「東急コーチ」自由が丘線（自由が丘駅 - 駒沢）運行開始[15]。貸切扱いで運行。
- 1981年（昭和56年）6月23日：青葉台営業所が開設[15]、高津営業所から一部路線を移管される。
- 1982年 第三京浜経由の京浜線（二子玉川園駅 - 横浜駅西口間）廃止。
- 1984年（昭和59年）3月15日：駒沢営業所が営業終了[15]。
- 1986年（昭和61年）
  - 都市新バスシステム「東急バス新交通システム」を目黒営業所管内で導入。
  - 8月23日：虹が丘営業所が開設[15]、高津営業所・青葉台営業所から一部路線を移管される。
- 1987年（昭和62年）5月16日：高速通勤バスの運行を取り止め。
- 1988年（昭和63年）
  - 10月25日：夜間高速バス「ミルキーウェイ」和歌山線（渋谷 - 和歌山）、酒田線（渋谷 - 鶴岡・酒田）を運行開始、夜行高速バスへ参入[15]。
  - 12月21日：夜間高速バス「ミルキーウェイ」出雲線（渋谷 - 出雲）運行開始。
- 1989年（平成元年）
  - 3月3日：夜間高速バス「ミルキーウェイ」姫路線（渋谷 - 神戸・姫路）運行開始。
  - 7月3日：深夜急行バス「ミッドナイトアロー」渋谷駅 - 青葉台駅間運行開始。

### 東急バス・東急トランセ設立
- 1991年（平成3年）
  - 5月21日：東京急行電鉄の100%子会社として 東急バス株式会社を設立。東京急行電鉄のバス事業を継承。
  - 10月1日：東急バス株式会社が営業開始。
- 1993年（平成5年）
  - 10月31日：日吉営業所を廃止。
  - 11月1日：日吉営業所を移転し、東山田営業所を開設。
- 1998年（平成10年）
  - 4月1日：東急バスの100%子会社として東急トランセを設立。
  - 7月28日：東急トランセ代官山循環線を運行開始[18]、同路線にトランセカードを導入。
  - 9月30日：夜間高速バスから撤退。
  - 10月1日：空港連絡バス「たまプラーザ駅 - 羽田空港」を運行開始。
- 2001年（平成13年）3月1日：東急コーチのデマンド運行を廃止し一般路線バスへ転換。東急コーチの呼称は継続使用。
- 2002年（平成14年）：大橋ジャンクション建設工事のため、大橋営業所が廃止。
- 2003年（平成15年）4月16日：空港連絡バス「新百合ヶ丘駅 - たまプラーザ駅 - 成田空港」運行開始。
- 2005年（平成17年）12月1日：パソコン・携帯電話から閲覧可能なバスロケーションシステム「東急バスナビ」を路線バス全線（一部路線を除く）に導入[19]。
- 2006年（平成18年）11月16日：川和線市03系統（市が尾駅 - 横浜駅西口）の区間廃止（又口橋 - 横浜駅西口が廃止）に伴い、東急バスの横浜駅西口乗り入れ路線が消滅。
- 2007年（平成19年）7月12日：空港連絡バス「センター北・センター南 - 羽田空港」運行開始。
- 2008年（平成20年）
  - 3月30日 横浜市営地下鉄グリーンライン開業に伴い、日吉駅・綱島駅・港北ニュータウン発着路線を再編。路線の新設・廃止・ルート変更、停留所の新設・移設・停留所名の変更など、再編の内容は多岐にわたる（東急バス東山田営業所も参照）。
  - 7月18日：空港連絡バス「中山駅・センター南 - 成田空港」運行開始。
  - 9月8日：大橋ジャンクション建設工事の本格化により、本社を目黒区大橋一丁目の大橋東急ビル（大橋営業所に併設）から、目黒区東山三丁目の東急池尻大橋ビルへ移転。
- 2009年（平成21年）4月24日：空港連絡バス「二子玉川駅 - 羽田空港」運行開始。

### 2010年代以降
- 2010年（平成22年）9月30日：川崎営業所が営業を終了。
- 2011年（平成23年）
  - 東急バス設立20周年を迎える。これを記念してイメージキャラクター「ノッテちゃん」誕生。20周年記念復刻塗装バスを各営業所に導入。
  - 3月16日 武蔵小杉駅（横須賀線口）- 羽田空港間運行開始。
  - 11月1日 通勤高速バス「TOKYU E-Liner」虹が丘営業所→渋谷駅を運行開始。
- 2012年（平成24年）11月1日：深夜急行バス「ミッドナイトアロー」渋谷駅→宮前平駅を運行開始。
- 2013年（平成25年）
  - 3月31日：自由が丘線東98系統（東京駅丸の内南口 - 等々力操車所）における都営バスとの共同運行を終了。都営バスは撤退、東急バス単独運行となる。これにより、1947年以来66年間にわたり続いた東京都交通局との共同運行が全て終了した。
  - 7月16日：東京空港交通単独で運行していた「成田空港～渋谷駅（マークシティ・セルリアンタワー）」の路線を二子玉川駅まで延伸の上、新羽営業所と共管とする。
- 2014年（平成26年）10月14日：実際にバスで使用されている本物の降車ボタンが作成できる工作キット「降車ボタン&工作キットセット」を発売。
- 2015年（平成27年）12月1日：空港連絡バス「二子玉川駅 - 羽田空港」を、二子玉川ライズ・楽天クリムゾンハウスまで延伸[20]
- 2016年（平成28年）12月17日：空港連絡バス「大崎駅 - 羽田空港」を運行開始。
- 2022年（令和4年）
  - 7月31日：深夜急行バス「ミッドナイトアロー」全路線と通勤高速バス「TOKYU E-Liner」虹が丘営業所→渋谷駅を廃止[21]。
  - 11月1日：高速バス「横浜駅西口⇔新横浜駅⇔たまプラーザ駅⇔軽井沢⇔北軽井沢⇔草津温泉」（共同運行会社、相鉄バス・上田バス）を運行開始（たまプラーザ駅は改正前、二子玉川駅・渋谷マークシティ線から鞍替えした。高速バスとは言え、横浜駅西口への東急バス乗り入れは川和線・市03系統が区間短縮して以来、16年ぶりの事。[22][23][24]
- 2023年（令和5年）
  - 3月16日
    - 川崎市内のバス路線運賃を改定[25]。
    - オープントップバスを用いた定期観光バス「SHIBUYA STREET RIDE」の運行を開始[26]。

  - 4月14日：同日開業の東急歌舞伎町タワーより羽田空港・成田空港への空港連絡バスを東京空港交通と運行開始[27]。新宿区への東急バス乗り入れは1984年の環七線・森91系統の新代田駅分割以来39年ぶり。
- 2024年（令和6年）
  - 3月24日：乗合バス（東京都内・川崎市内・横浜市内）の運賃改定[28]
  - 4月1日：子会社である東急トランセを吸収合併。
- 2025年
  - 10月1日（予定）：乗合バス路線の上限運賃改定（川崎市内）申請および実施運賃変更（東京都内、川崎・横浜市内）届出[29]

## 営業所
営業所は、都内に7か所、神奈川県内に5か所があり、各営業所とも敷地内または直近にバス車庫を有する。東急バスには支所・分車庫等は存在せず、規模の小さい車庫も営業所として独立している。営業所数は都内の方が多いが、多くのニュータウンを抱える神奈川県内の方が1営業所あたりの規模は大きい。
以下、営業所名の後の括弧内のアルファベットは、社内で用いられる営業所記号である。
- 淡島営業所 (A) 東京都世田谷区三宿二丁目39-1
- 下馬営業所 (SI) 東京都世田谷区下馬一丁目3-2
- 弦巻営業所 (T) 東京都世田谷区弦巻四丁目29-23
- 瀬田営業所 (S) 東京都世田谷区上野毛四丁目38-3
- 目黒営業所 (M) 東京都目黒区目黒本町一丁目14-18
- 荏原営業所 (E) 東京都品川区二葉四丁目27-1
- 池上営業所 (I) 東京都大田区中央七丁目1-1
- 高津営業所 (TA) 川崎市高津区溝口五丁目14-1
- 新羽営業所 (NI) 横浜市港北区新羽町1927
- 青葉台営業所 (AO) 横浜市青葉区さつきが丘7
- 虹が丘営業所 (NJ) 川崎市麻生区王禅寺963-8
- 東山田営業所 (H) 横浜市都筑区東山田四丁目35-1

### 廃止営業所
- 不動前営業所 (3100)
不動前営業所は、山手通り沿い、東京都目黒区下目黒二丁目の現・不動尊参道停留所前に置かれた営業所で、東横乗合をルーツとする中目黒営業所の移転により1940年7月9日に開設された。1969年5月7日、大橋営業所の開設とともに廃止され、跡地は東名急行バスの車庫として使われたのち、現在は東急不動前ビル（MEGURO CUEビル）が建っている。
- 中延営業所 (N)
中延営業所は、品川区旗の台一丁目の中原街道沿いに置かれた営業所で、戦前の池上電気鉄道の乗合自動車をルーツとする。『東急バス10年のあゆみ』によれば、開設日は1947年6月25日となっている。
都営バスとの共管路線である雪が谷線（丸子橋 - 東京駅八重洲口、東90。後の品川駅 - 丸子橋、品90）をはじめ、上池上循環線（大森駅 - 夫婦坂 - 上池上 - 池上駅 - 大森駅、森06・07）等の中原街道周辺路線や、遊園地線（二子玉川園駅 - 多摩川園、玉11）を受け持っていた。
青葉台営業所への移転を名目として1981年6月21日に廃止。跡地には、かつて東急バスやグループの他社がフランチャイズとして参加していたTSUTAYA旗の台店が建っていたが（土地は2009年に他者へ売却）[30]、2016年12月15日に閉店[31]。その跡地には近隣に本部がある昭和大学の創立90周年事業として2019年に「昭和大学上條記念館」が建設された[32]。
- 駒沢営業所 (K)
駒沢営業所は、世田谷区駒沢四丁目の現・駒沢公園西口停留所前に置かれた営業所で、東京オリンピック輸送を主な目的として1964年10月1日に開設された。
宿91（新宿駅西口 - 大森操車所）や蒲13（代田四丁目 - 蒲田駅）、東急コーチ自由が丘線などを担当していた。
1984年3月16日に廃止され、跡地はバス折返所として使われたのち、現在は他企業に賃貸している。
- 日吉営業所 (H)
神奈川県内2番目の営業所として、1962年4月1日に港北区日吉四丁目に開設。
日吉駅再開発に伴い、1993年10月31日をもって廃止された。跡地はバス折返所となっている。
翌11月1日、日吉営業所を移転する形で東山田営業所が開設。営業所記号の「H」は引き継がれた。
- 大橋営業所 (O)
東京都目黒区大橋一丁目の東急玉川線（玉電）大橋車庫跡地にあった営業所で、玉電廃止に伴い代替輸送を受け持つため、1969年5月7日に開設された。
首都高速道路中央環状新宿線の大橋ジャンクション建設により立ち退きとなり、2002年9月16日に廃止された。
- 川崎営業所 (KA)
不動前営業所と同じく東横乗合をルーツとする営業所。溝ノ口営業所から新丸子営業所を経て、2度目の移転で1940年6月12日に開設された。所在地は神奈川県川崎市中原区小杉御殿町。
2010年10月1日に廃止され「小杉折返所」となったが、2011年6月末をもって小杉折返所も廃止。跡地には7階建てマンション「ジオ・イニシア武蔵小杉」が建設された。

### 営業所の変遷

#### 新・東横電鉄時代
1939年の目蒲・東横合併による新・東京横浜電鉄成立時において、営業所は東京13箇所、神奈川県2箇所の計15箇所があった。すなわち、エビス、代々木、中目黒、中野、大正、世田谷、淡島、新丸子、神奈川（以上、旧東横より継承）、池上、中延、神明、大森、下目黒、芝浦（以上目蒲より継続）である。その後、1940年に運用の効率化を図るべく、下目黒営業所（権之助坂）を目黒営業所（清水）に、中目黒営業所を不動前営業所に、新丸子営業所を小杉営業所に、それぞれ移転・改称した。また同年には、代々木営業所も三角橋から代々木本町へ移転している。

#### 大東急時代
1942年（昭和17年）の大東急誕生で、京浜電気鉄道、小田急電鉄、城南乗合自動車が東京横浜電鉄に合併し、これらの営業所も東急管下に入った。遅れて合同した梅森蒲田自動車も含め、旧京浜電気鉄道の事業所を中心に東京・神奈川両府県で実に30カ所近い拠点を持つ大事業者となった。この時の営業所は、次の通りである。
（東京横浜電鉄由来）エビス、代々木、不動前、中野、大正、世田谷、淡島、池上、中延、神明、大森、下目黒、小杉、神奈川

（京浜電気鉄道由来）高輪、雑色、川崎、横浜、田浦、平坂、衣笠、堀之内、浦賀、逗子、三崎、鎌倉、大船

（城南乗合自動車由来）荏原

（梅森蒲田自動車由来）梅森

（小田急電鉄由来）相武台

しかし、ほぼ同時に国鉄山手線内の路線を東京市に譲渡した際には、芝浦営業所が廃止され、他の営業所も編成替えが行われた。

その後、雑色が大鳥居と改称して高輪を吸収したり、大船と鎌倉、田浦と平坂と堀之内が統合したりするなど、旧京浜電気鉄道由来の営業所を中心に目まぐるしく変化していく。そんな中、京王電気軌道を合併したことで八王子など多摩地域の営業所も手にした。

#### 新生・東急電鉄時代
終戦を経て、1948年にはいわゆる大東急が再編成された。この際、旧・京浜電気鉄道、京王電気軌道のバス事業がそれぞれ京浜急行電鉄、京王帝都電鉄に引き継がれたのに加え、両社との新たなエリア境界を京王線、東海道線とすることが定められ、両線の外側を走る路線も両社に譲渡された。
この結果、旧京浜電気鉄道の営業所だった高輪、雑色、川崎、横浜、衣笠、堀之内、三崎、久里浜（当初は三崎の支所扱い）、逗子、鎌倉の10カ所が京急に譲渡され、八王子と国分寺は京王帝都に譲渡された。加えて東京横浜電鉄由来だった営業所のうち、中野営業所（大正営業所含む）が京王帝都に譲渡され、旧大森乗合自動車由来の大森営業所は所管していた鬼足袋線が京浜急行高輪営業所へ譲渡されるにあたって廃止された。
さらに、戦中・戦後の混乱の中で、旧東京横浜電鉄由来の営業所でも恵比寿、代々木、世田谷、神奈川の各営業所が休廃止され、それぞれ近隣の営業所に統合された。その結果、新生・東京急行電鉄のバス部門は淡島、目黒、不動前、中延、神明、池上、川崎（小杉から改称）の7営業所体制で再スタートが切られることとなった。
戦後は、休止路線の復旧や新線の開通が進められ、昭和30年代から営業所数は再び増加するようになる。世田谷区内では、1956年に瀬田営業所が開設され、多摩川流域を走る路線が移管された。続いて1959年には弦巻営業所が開設され、世田谷通りの路線などが移管された。1964年には、東京オリンピックの輸送等に対応するため、駒沢営業所が開設され、神奈川県内でも路線数の増加に伴い、1962年に日吉営業所、高津営業所が相次いで新設されている。
1966年には田園都市線が長津田へと延伸されたのを受け、新羽営業所が開設され、延伸後の各駅を結ぶ路線の運行を開始した。1969年（昭和44年）に玉川線が廃止されると、その大橋車庫跡地に大橋営業所が開設され、玉川線代替路線の運行を開始するとともに、同時に廃止された不動前営業所の路線を引き継いだ。
昭和40年代から50年代にかけて、多摩田園都市ではニュータウンと田園都市線各駅を結ぶ路線が急速に発達した。これらの多くは、高津営業所が長い回送距離を伴って担当しており、非効率であったため、田園都市内の新たな拠点として、1981年に青葉台営業所が、1986年に虹が丘営業所が開設された。なお、都内では同時期に路線の整理が行われ、青葉台営業所開設と引き換えに中延営業所が、1984年に駒沢営業所が廃止されている。

#### 東急バス時代
東急バス発足の翌年、1993年（平成5年）には日吉営業所が廃止され、東山田営業所が新設された。これは、日吉営業所の敷地が東横線の線増工事のため収容されることとなったのに加え、宅地造成の進む港北ニュータウンへ輸送拠点を移したほうが有利との判断からであった。
1999年（平成11年）に全線の運行を東急トランセに委託する下馬営業所が開設された。
東急玉川線大橋車庫（1969年廃止）の跡地は東急バス大橋営業所となっていたが、大橋ジャンクション建設工事のため立ち退きとなり、2002年に大橋営業所が廃止された。この際に、2010年（平成22年）に川崎営業所が廃止され、現在の12の営業所体制になる。

## 運賃・乗車券類

### 運賃制度
以下、断りなき場合は大人現金運賃とする。
関東の大手私鉄系バス会社で、全ての路線が前乗り運賃先払いで整理券方式の路線がないのは、東急バス（東急トランセを含む）と小田急バスのみである。関東の民営バスでは関東バスや川崎鶴見臨港バス（京急グループ）も該当する。一般路線の運賃も、ごく一部を除いて東京都内・横浜市内・川崎市内とも230円均一である（下記例外を除き、各区市をまたがる場合も含む）。
なお、川崎市内については2022年10月1日に川崎市営バスが運賃改定したため、両社局が並走する区間では東急バスが10円安い二重運賃（210円）となっていたが、東急バスも2023年3月16日から運賃220円に改定した。これにより都内・横浜市内とまたがる路線も含め基本的に運賃220円均一となった。
2024年3月24日から東京都区内・川崎市内・横浜市内の運賃が大人230円（IC・現金同額）、小人IC115円、現金120円となった。
均一運賃と異なる運賃制度としては五反田線（反01系統）で、五反田駅 - 本門寺裏間と多摩川大橋 - 川崎駅ラゾーナ広場間の相互間で利用する場合に適用される「都内・川崎市内渡り運賃」（運賃280円）があるほか、横浜市内では恩田線（青55系統）で、杉山神社前 - 恩田駅間に限り対キロ区間制（運賃210円）が適用されている（東急バスでは唯一。同区間のみの定期券の設定もある）。
学校の長期休暇期間には、現金に限り一般路線バスの小児普通運賃を50円とする「こども現金50円キャンペーン」を実施していたが、2022年夏は中止となった。

### 定期券
東急バス全線定期券、川崎市内全線定期券と、他事業者の路線バスと並走している区間で利用できる共通定期券（路線・系統は指定されており、指定されている路線・系統のみ利用可能）が発売されている。なお、2023年3月16日の川崎市内運賃改定後は川崎市内全線定期券は東急バス全線定期券に統合された。また、以前は東京都内と横浜市内では近距離定期券を発売していたが2018年3月17日の定期運賃改定時に廃止されている。
ICカード「PASMO」・「Suica」に発売でき、乗車時に運賃箱の読み取り機にタッチすることで利用できる。各定期券売り場（一部ではクレジットカード取り扱いあり）のほか、東急線各駅（一部駅を除く）の券売機でも購入可能となっている。
「東急バス全線定期券」は東急バスの一般路線全てで利用可能。羽田空港・成田空港アクセスバス、東京ディズニーリゾート直行バス、溝の口駅 - 新横浜駅直行バス、渋谷区コミュニティバス（ハチ公バス）、大田区コミュニティバス（たまちゃんバス）、東急トランセ代官山循環を除く。他社との並行区間や共同運行路線では東急バス運行便のみ利用可能。深夜バスは半額（通常運賃相当額を現金かICカードで支払い）で乗車可能。
なお、2024年3月24日の運賃改定に伴い、横浜市営バスにおいて共通定期券の取り扱い継続が困難であることから、前日をもって横浜市営バス・神奈川中央交通との共通定期券が全て廃止された。

### 一日乗車券
「東急バスIC1日乗車券」を発売している。ICカードPASMO・Suicaに書き込む形で、利用当日にバス車内のみで発売。大人540円、小人280円。
東京都内、川崎市内、横浜市内の東急バス全線で利用可能。羽田空港・成田空港アクセスバス、東京ディズニーリゾート直行バス、溝の口駅 - 新横浜駅直行バスを除く。他社との並行区間や共同運行路線では東急バス運行便のみ利用可能。深夜バスは半額（通常運賃相当額を現金かICカードで支払い）で乗車可能。
2014年9月1日より、渋谷区コミュニティバス（ハチ公バス）の東急バス運行区間に限り利用可能となった。
2015年4月1日より、東急トランセ代官山循環線でも1日乗車券が利用可能となった。
2013年12月20日までは、磁気カード式「東急バス1日乗車券」をバス車内・営業所・案内所で発売していた（大人500円、小人250円）。磁気カードの券面は中央に東急バスの車両（日産ディーゼル製ノンステップバス）の写真と「Tokyu One-day Ticket」のロゴがデザインされたもので、大人用がピンク、小人用がブルーと色分けされていた。磁気カード式1日乗車券に限り、小人運賃50円実施期間中は1日乗車券の発売額が小人150円となっていたが廃止された。

### 鉄道・バス共通一日乗車券
2018年4月27日より、東急電鉄と東急バス共通の一日乗車券「東急線・東急バス 一日乗り放題きっぷ」を発売した。当初は同年8月31日までの期間限定として発売されたが、好評につき発売期間が2回延長され、2019年4月1日以降も発売継続されている。
大人1090円(Q SKIP限定価格1040円)、小人560円。東急電鉄各駅（東急世田谷線・こどもの国線を除く）の自動券売機で販売する。東急バス車内では販売していないため、東急バスを最初に利用する場合は、バス乗車時にPASMO・Suicaで「東急バスIC1日乗車券」を先に購入してから、東急電鉄の駅窓口に「バスIC1日乗車券」が書き込まれたPASMO・Suicaを提示すると、差額（大人550円・小人280円）で「東急線・東急バス 一日乗り放題きっぷ」を購入できる。

### 福祉優待制度
横浜市が発行する敬老特別乗車証・福祉特別乗車券や川崎市が発行するふれあいフリーパスなどが利用可能。

### 福祉割引制度
身体障害者手帳・療育手帳を所持する人には、普通運賃は5割引、定期運賃は3割引が適用される。但し、東京都が発行する精神障害者保健福祉手帳を持つ人には、普通運賃が5割引適用される。(東京都内を運行する路線バス限定)
介護人が割引を受ける場合は、以下の条件に当てはまる方に適用する。
- 身体障害者手帳・療育手帳に旅客運賃減額欄に「第一種」といった記載
- 療育手帳「A」・「1・2度」・「1級」
- 12歳未満の手帳所持者介護人としての利用

## 車両

### メーカー

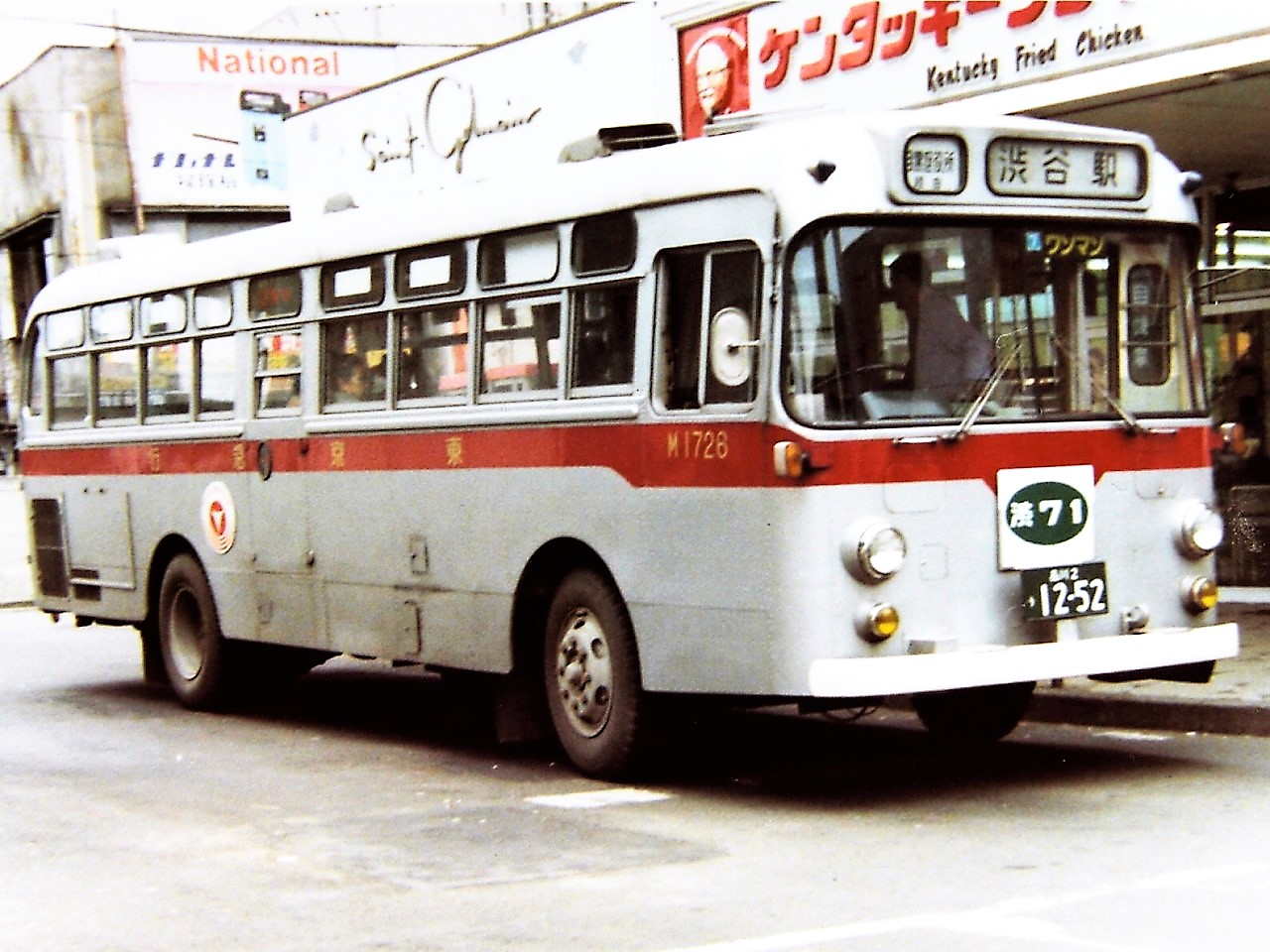
日産ディーゼル・4R94 1968年式 金産自工製車体（M1726）
目蒲線（当時）洗足駅前にて

1970年代以前は、東急グループ内の完成車メーカーである東急くろがね工業（現・日産工機）を日産自動車へ売却した縁などから日産グループとの関係が深く、全車両の半分近くを民生デイゼル（後の日産ディーゼル、現・UDトラックス）が占めていた時期もあった。
2020年（令和2年）現在は日野自動車、いすゞ自動車、三菱ふそうトラック・バスの3メーカーとまとまった取引があるが、2023年（令和5年）にEVモーターズ・ジャパン、続けて2024年（令和6年）3月、中国・BYD社製の電気バスを導入した。

### 路線車

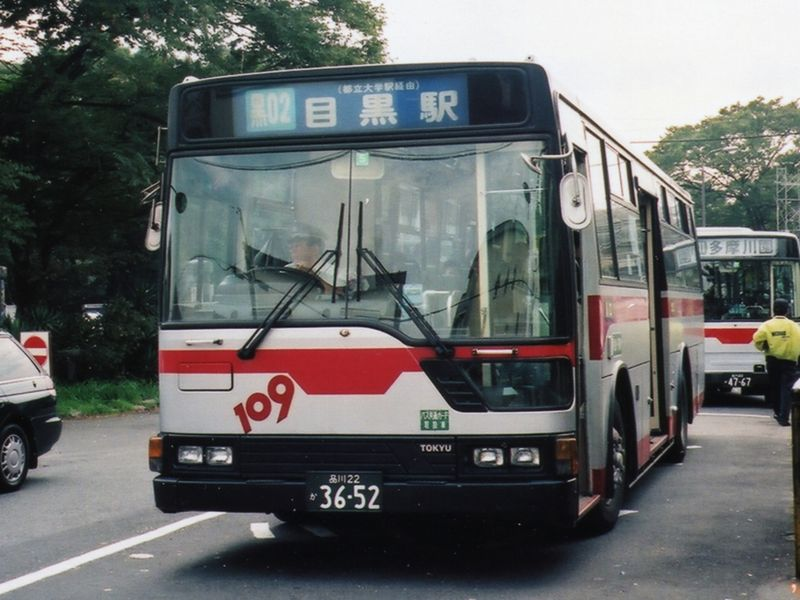
三菱製「109車」（M875）
東急バス新交通システム専用車

一般路線車の塗装は、銀色に赤色の帯を配するデザインが基本である。このコンセプトは長らく変わっておらず、昭和20年代にはすでに銀と赤を基調とした塗装が施されていた。初期の車両には車体裾部に水色、赤帯上下に黄色が配されていたが、1968年に塗装作業の簡略化のため、赤帯を窓下に1本回すだけのシンプルなデザインとなり、東急電鉄のステンレス電車のイメージとも一致するこの銀と赤2色塗りの時代が長く続くこととなった。
その後、1985年に目黒通りに導入された「東急バス新交通システム」対応車（109車）、1986年に導入された初代ロマンス車をきっかけとして、再び塗装の一部にアクセントを加えた車両が導入されるようになった。これらの車両は幹線路線を走る機会の多い優等車両であることから、設備の向上だけでなく外観においても差別化が図られており、ロマンス車には金色が、109車には窓上と裾部に赤帯がそれぞれ追加された。
1997年から導入されたノンステップ車（109車を除く）には側面中ドア付近の裾と窓上に青帯がそれぞれ追加され、翌1998年から導入されたワンステップ車には車体裾に赤帯が追加された。このためツーステップ車の導入が終了した1999年以降、銀色に赤帯のみの車両は一部を除き投入されていなかったが、2012年度導入のワンステップ車からは、銀色に赤帯を窓下に1本回すのみの塗装に変更された。
また、東急バスでは全ての車内広告を一定期間1つの顧客に統一する車両を「TOQ-BOX」として運行してきた。最晩年は2001年度、2006年度導入車の一部がTOQ-BOXとして運用されており、過去には2005年度、2002年度、1997年度、1993年度、1987年度導入車のいずれも一部において運用例がある。2013年2月までに、TOQ-BOXとして運用されていた全ての車両が終了となり、古参車は廃車、引き続き残存する車両も装飾が解除された。
一般路線車は、ホイールベース5メートル未満のいわゆる短尺車が多くを占めているが、大量の通勤・通学輸送に対応した標準尺・長尺車も度々納車されている。標準尺車は、玉電代替輸送が行われていた1970年代には大橋や駒沢といった都内の営業所にも配備されていたが、新玉川線（現・田園都市線）開業後に多くが神奈川県内へ転出し、同線沿線の青葉台・虹が丘両営業所に集約された。
このほか、狭隘路線用の中型車・小型車（渋谷区のコミュニティバス「ハチ公バス」も含む）、貸切輸送や高速走行に適したロマンス車、東急コーチ専用車両などがある。また、環境に配慮したハイブリッド車、CNG（圧縮天然ガス）車も使用されているほか、高速車、企業・学校輸送用の特定車、観光車などが少数ある。
高津営業所には、安全運転訓練車として、ドライブレコーダー・乗務員運転動作測定・車内アナウンス測定・エコドライブ測定機能を装備した日産ディーゼル・PKG-RA274KAN改（車番TA8730）が在籍している。自家用ナンバーのため、営業路線で運行されることはない。
路線車には、長らくフォグランプが装備されなかったが、2001年度導入分（200番台）より装備されるようになった。2008年6月頃から、安全対策のため路線車の後部に黄色の蛍光テープを貼り付け、2009年からは全車を対象にドライブレコーダーを装備するようになった。
業務提携を結んだ日東タイヤがかつて東急グループだったこともあり、2021年現在でもTOYO TIRE製品を使用するほか、ラッピングバスの出稿、及び新製品のテストなどで関係がある。
リーマン・ショックに端を発する景気後退の影響から、自動車排出ガス規制によって車検が通らなくなる1997年度車（1600番台）の67台が置き換え対象であるにもかかわらず、2009年度新車（900番台）は、『HOTほっとTOKYU』7月号の公式発表で30台と発表された。そのため、2009年度から都内を中心に一部ダイヤで減便を行っており、減便で余剰となった車両を置き換え対象車のある営業所へ転属させ、経年車の置き換えに充当している。
『HOTほっとTOKYU』毎年7月号（2017年は6月号）で、年度の新車導入台数が公式発表されている。
- 2010年度の新車（1000番台）-28台
- 2011年度の新車（1100番台）-34台 (PDF)
- 2012年度の新車（1200番台）-75台 (PDF)
- 2013年度の新車（1300番台）-74台 (PDF)
- 2014年度の新車（1400番台）-74台 (PDF)
- 2015年度の新車（1500番台）-70台 (PDF)
- 2016年度の新車（1600番台）-67台 (PDF)
- 2017年度の新車（1700番台）-65台 (PDF)

### 高速車・貸切車
高速車は銀色に2色の帯が斜めに入り、ロゴが記載される。このデザインは昭和末期から平成初期に運行していた夜行高速バス専用車「ミルキーウェイ」で採用されていたものがベースで、帯は青と水色だった。主に空港リムジンバスとして運行される車両はマゼンタと藤色の帯にTOKYU Limousineのロゴ、通勤高速バスとして運行される車両は緑と黄緑の帯にTOKYU BUS Highway Linerのロゴが採用される。三菱ふそう・エアロバス／エアロエースシリーズが中心だが、空港リムジンでは日野・セレガやいすゞ・ガーラも少数導入されている。空港リムジン運行初期には貸切からの転用車や他社からの中古車も使用されていた。通勤高速バスは三菱ふそう・エアロスターのロマンス車が導入されている。
2014年のセンター北 - 富士急ハイランド線では、貸切車の白地に青・赤・橙を配色パターンを変えて採用、2016年の夜行高速バス「パイレーツ」や2018年の成田空港 - 渋谷・二子玉川線"Tokyu Bus Super Cabin"にも採用される。
貸切車は白地に赤と金帯を採用していたが、1980年代後半のスーパーハイデッカー"SSマーキュリー109"（三菱ふそう・エアロクィーン）投入後は現在の白地に青・赤・橙の帯となった。ハイグレード貸切車「東急トランセプレミアム」では銀色をベースに和風のグラフィックパターンを採用する。現在は観光貸切バスの運行は東急トランセが行っている。

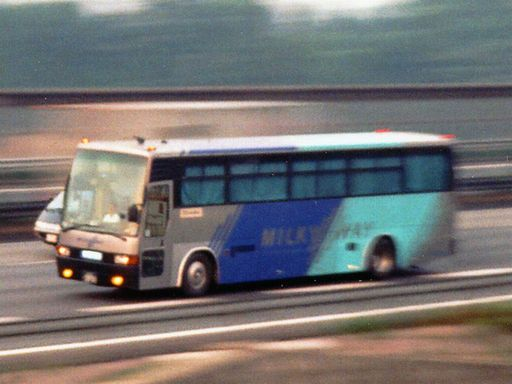
三菱ふそう製夜行高速車
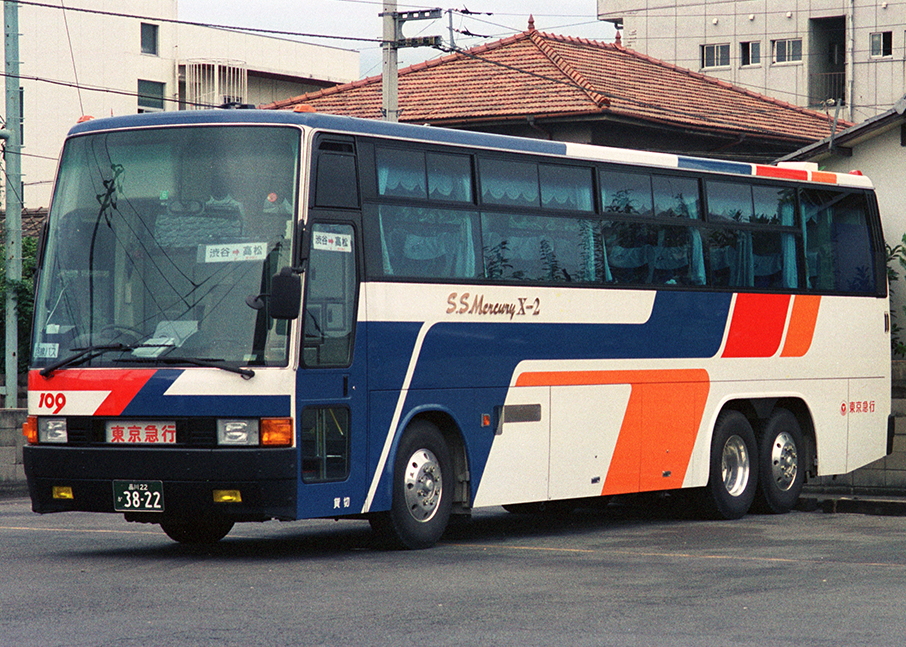
三菱ふそう製貸切車 "SSマーキュリーＸ-２"
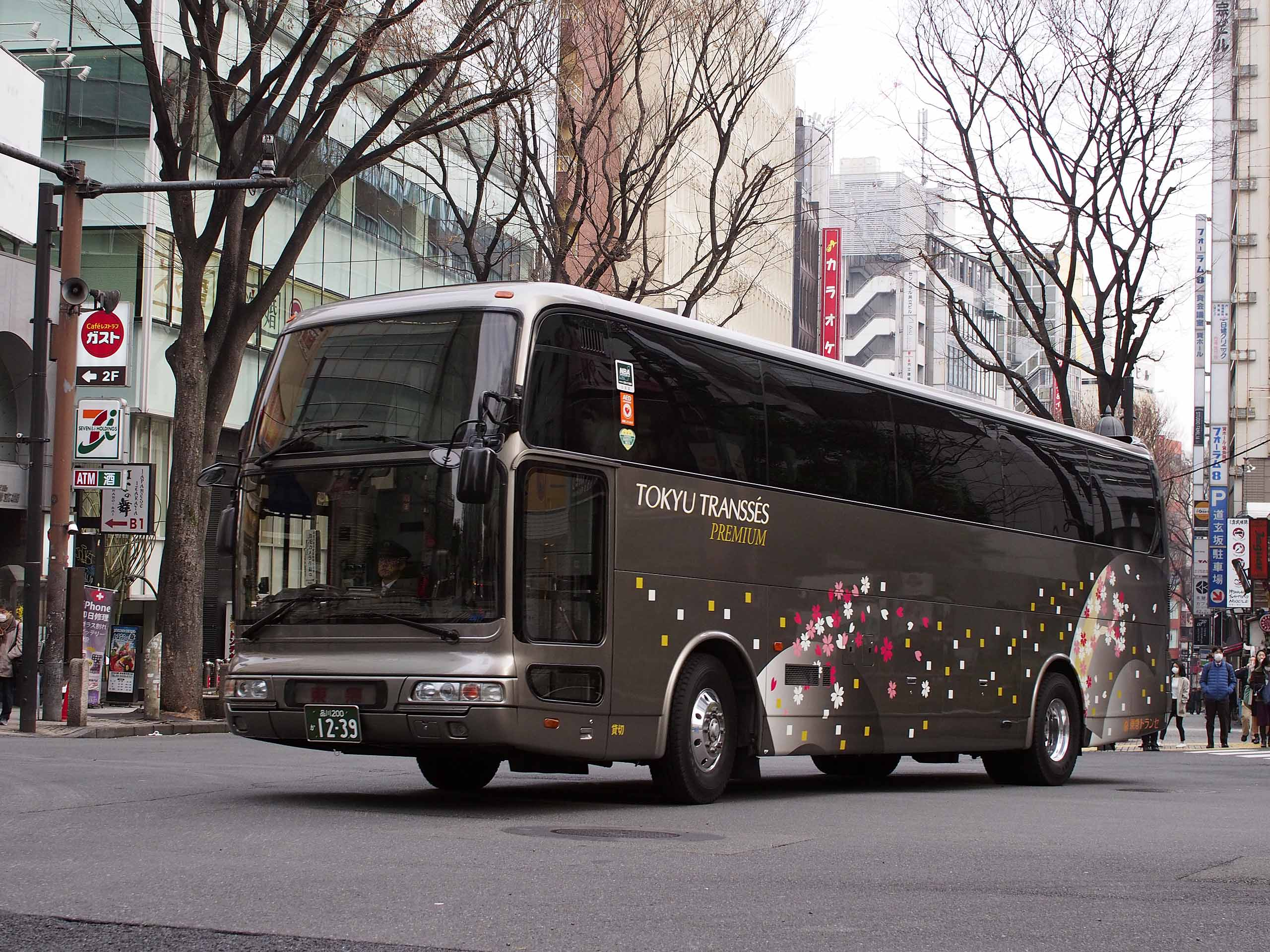
三菱ふそう製貸切車「東急トランセプレミアム」(SI2277・廃車)
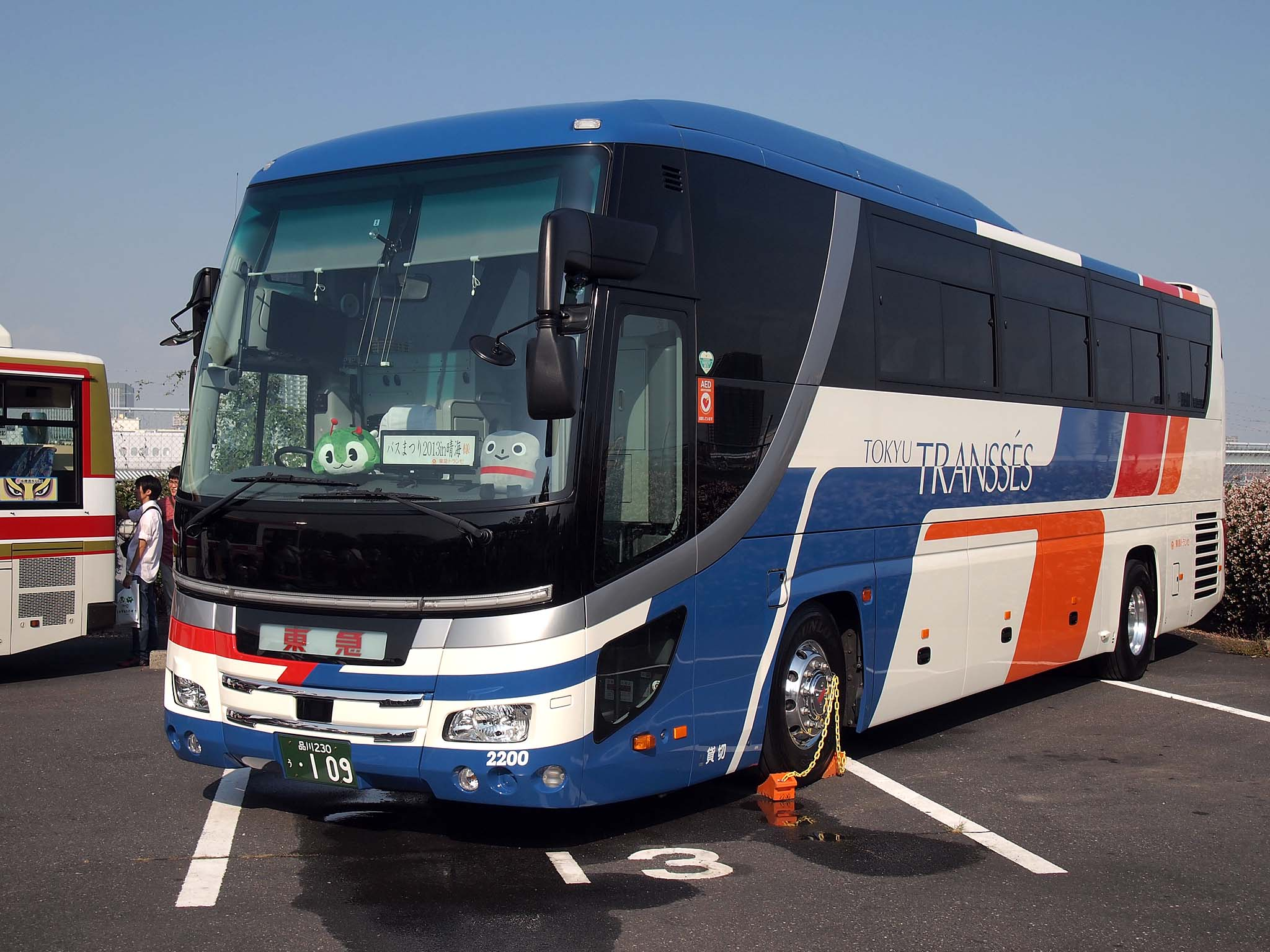
日野製貸切車 (S2200)
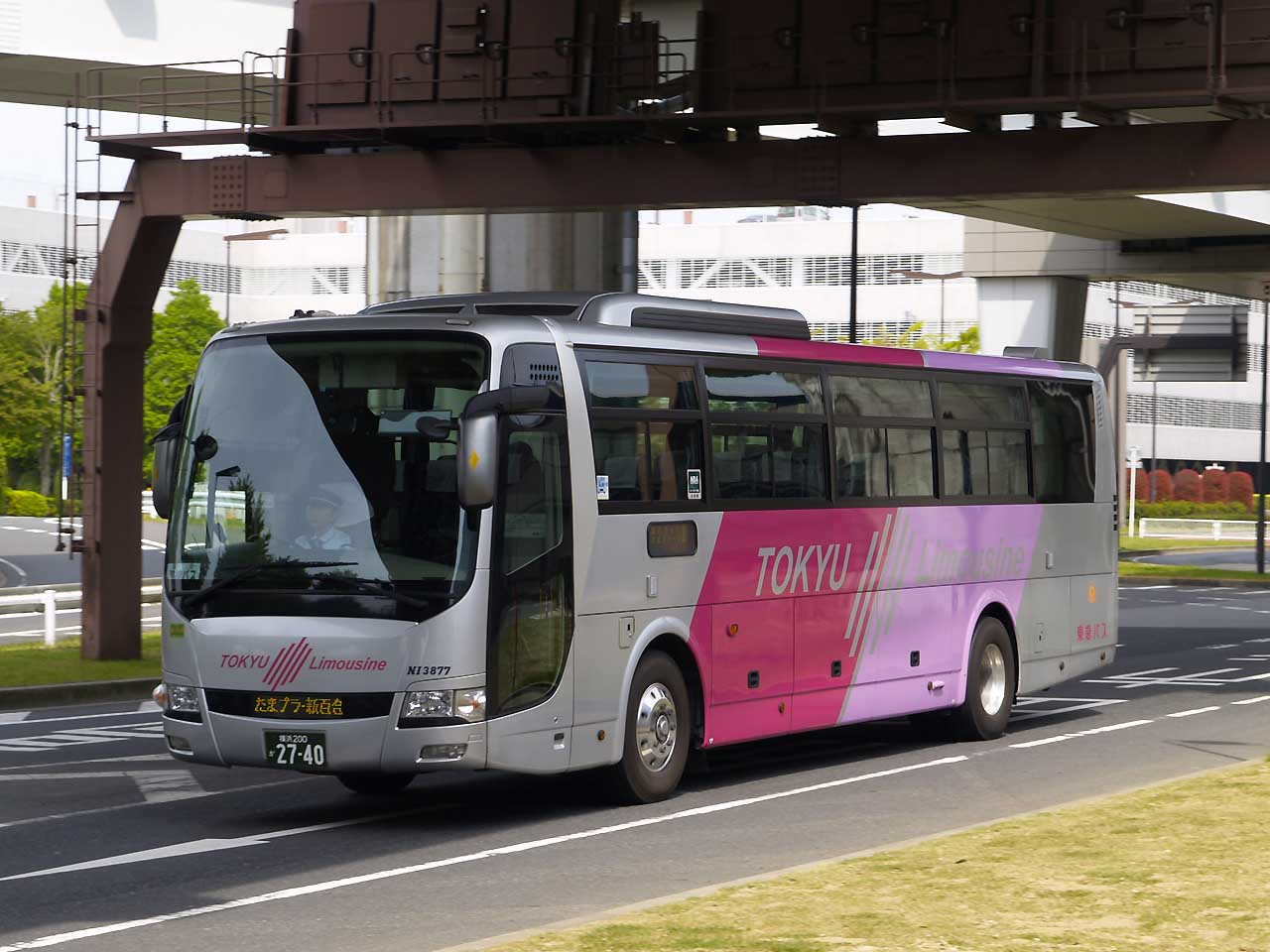
三菱ふそう製高速車 (NI3877)
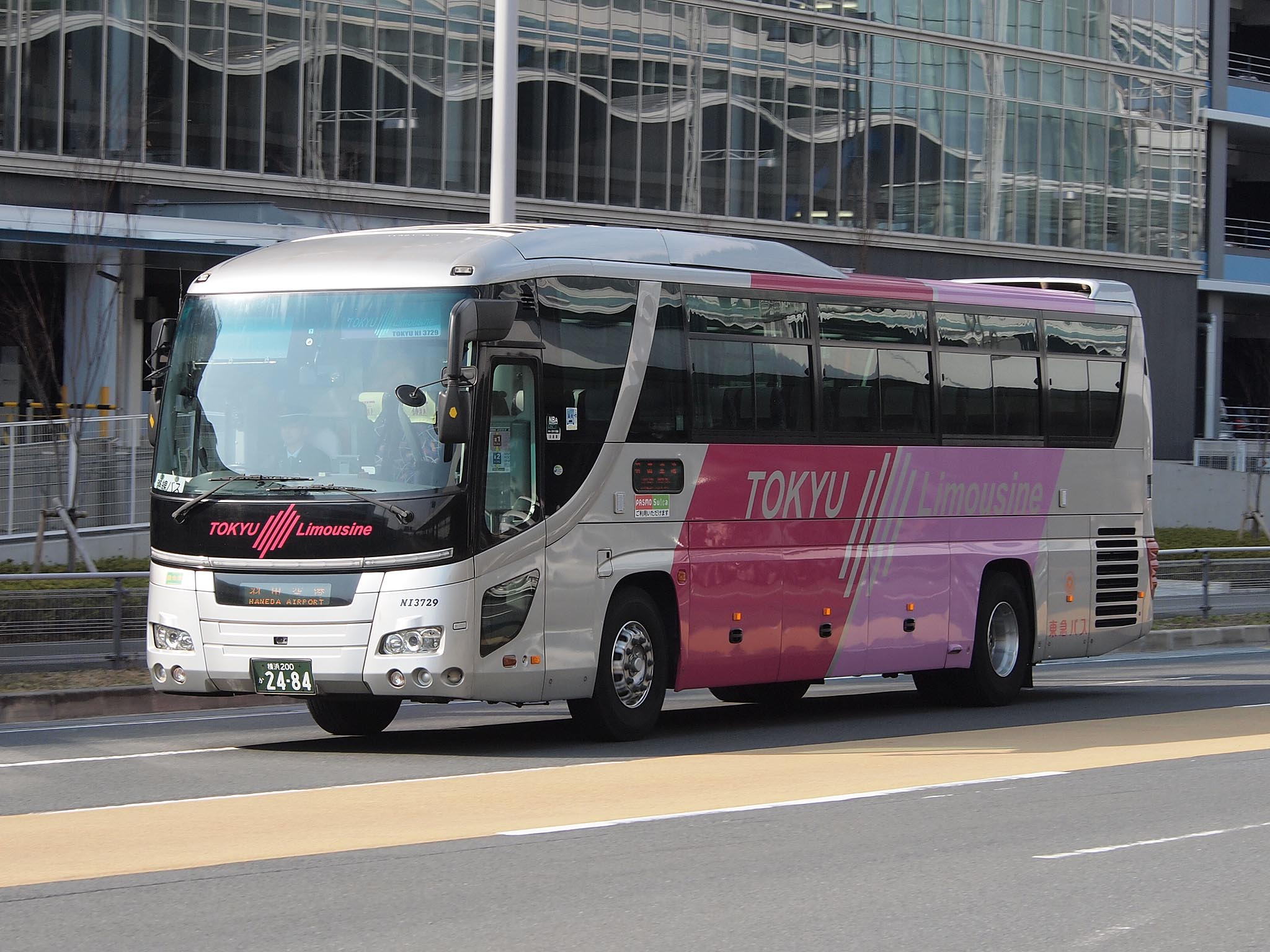
日野製高速車 (NI3729・廃車)
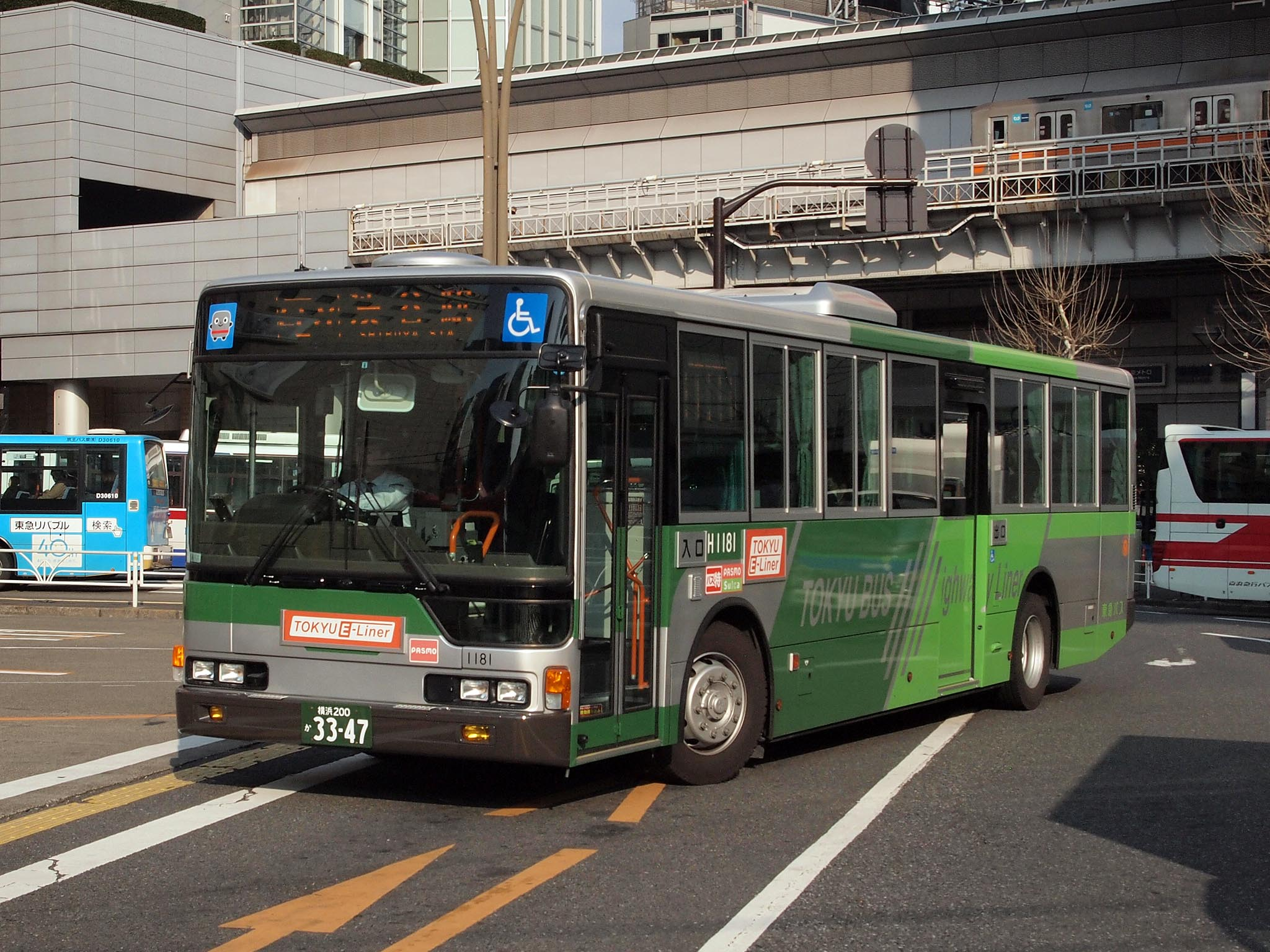
通勤高速バス塗装(H1181)
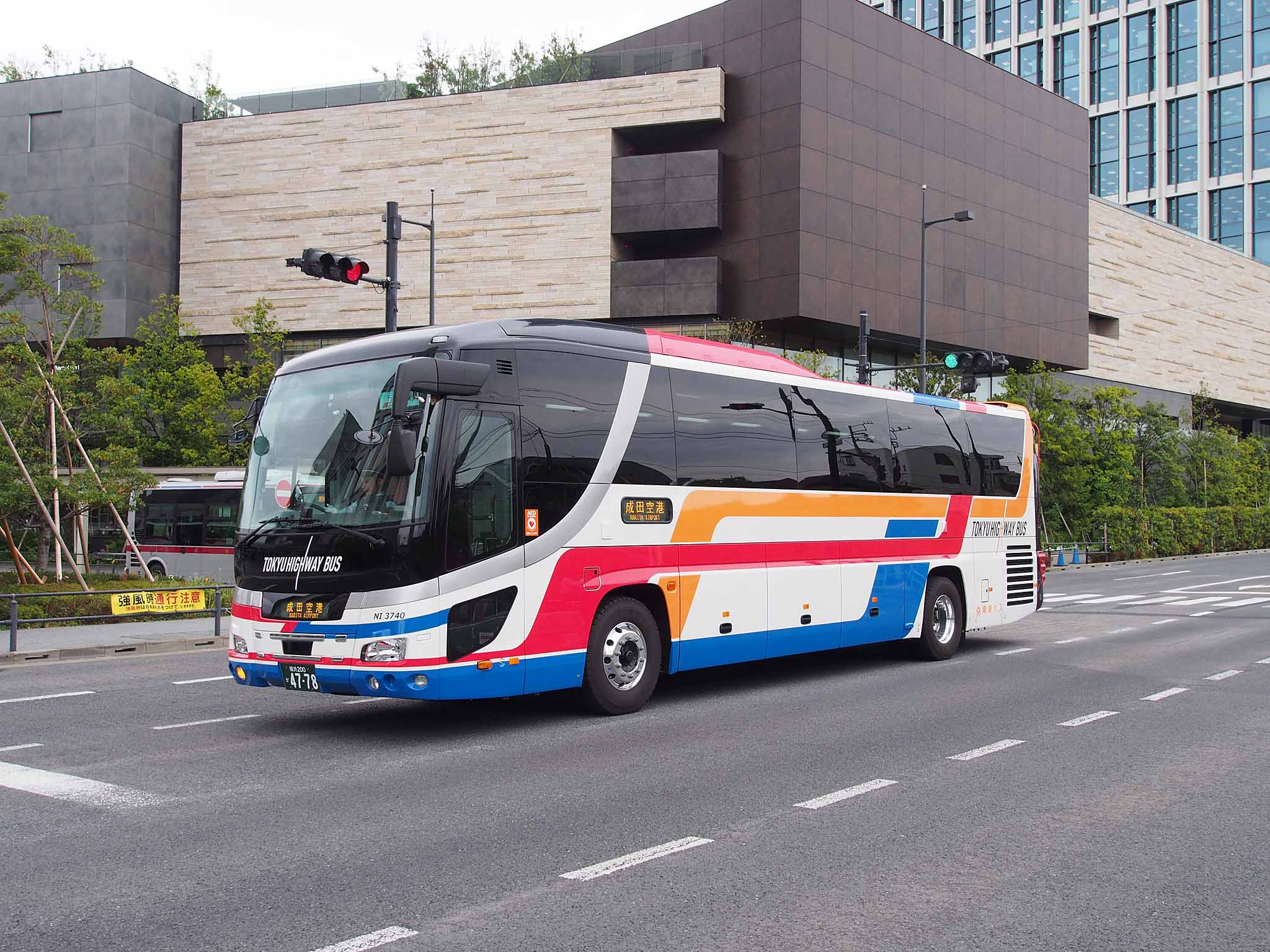
いすゞ製高速車 "Tokyu Bus Super Cabin"(NI3740)

### 創立20周年記念仕様
| 「ノッテちゃん」ラッピングバス (A1360) |  | 「ノッテちゃん」ラッピングバス (A1360) |
| 「ノッテちゃん」ラッピングバス (A1360) |  |                                        |

2011年の東急バス創立20周年を記念して、各年代の塗装を復刻した記念塗装車が導入された。路線車のほか、高速車でも夜間高速バス「ミルキーウェイ」塗装を復刻した記念塗装車が導入された。
また同時に、イメージキャラクター「ノッテちゃん」の顔を描いたステッカー（都営バス「みんくる」ステッカーと同様のもの）を、路線バス前面の行先表示器左側スペースへ貼り付けるようになった。このステッカーは顔の表情によって数種類のバリエーションがある。「ノッテちゃん」ラッピングバスも運行開始された。
・NJ657-2020年5月に廃車
・A1360-2019年にラッピング解除
・NI1512-2021年にラッピング解除
・TA1446-2020年にラッピング解除
・NJ1974-2020年よりラッピング開始
創立20周年記念塗装車

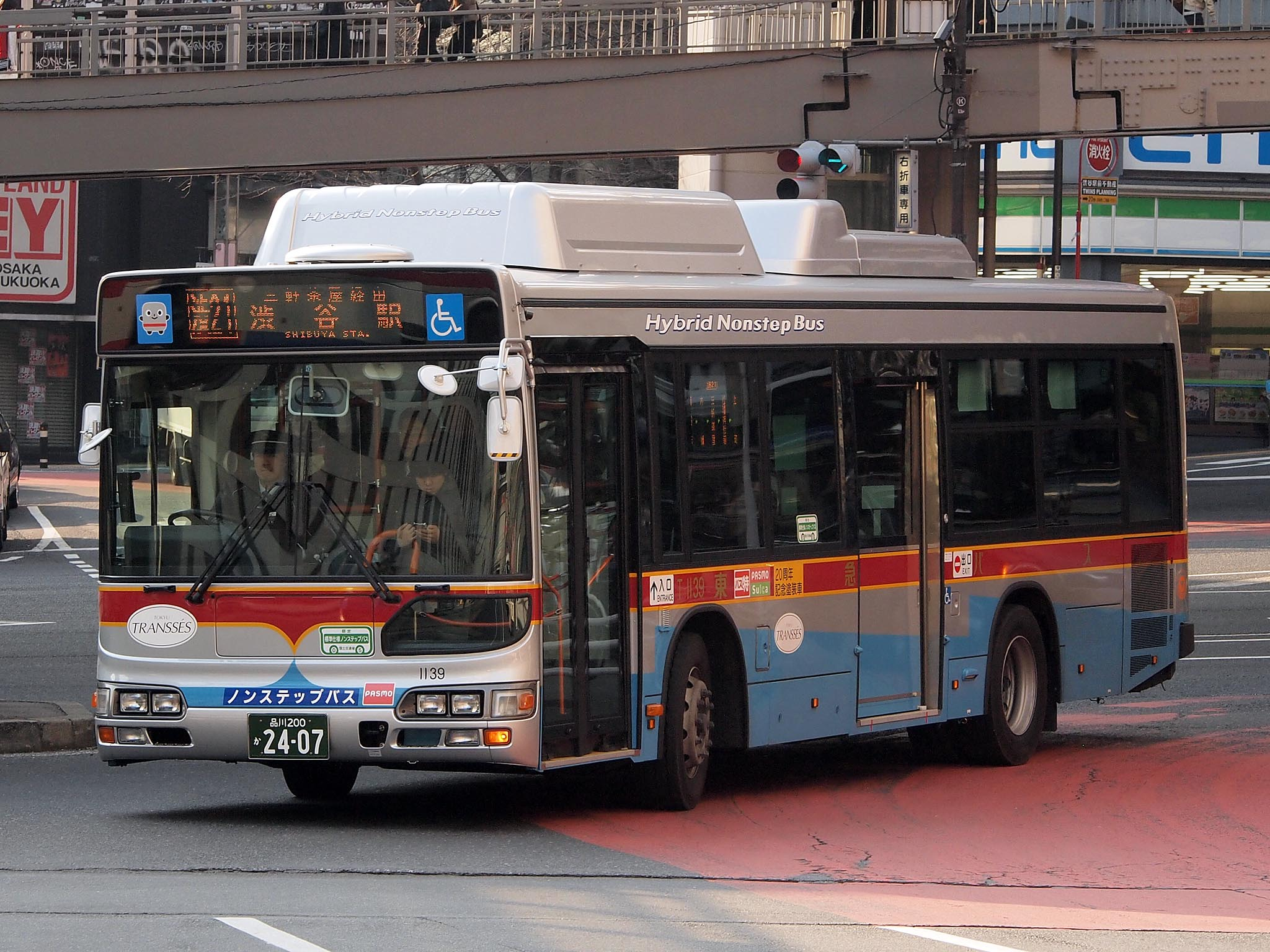
路線バス旧塗装 (T1139)
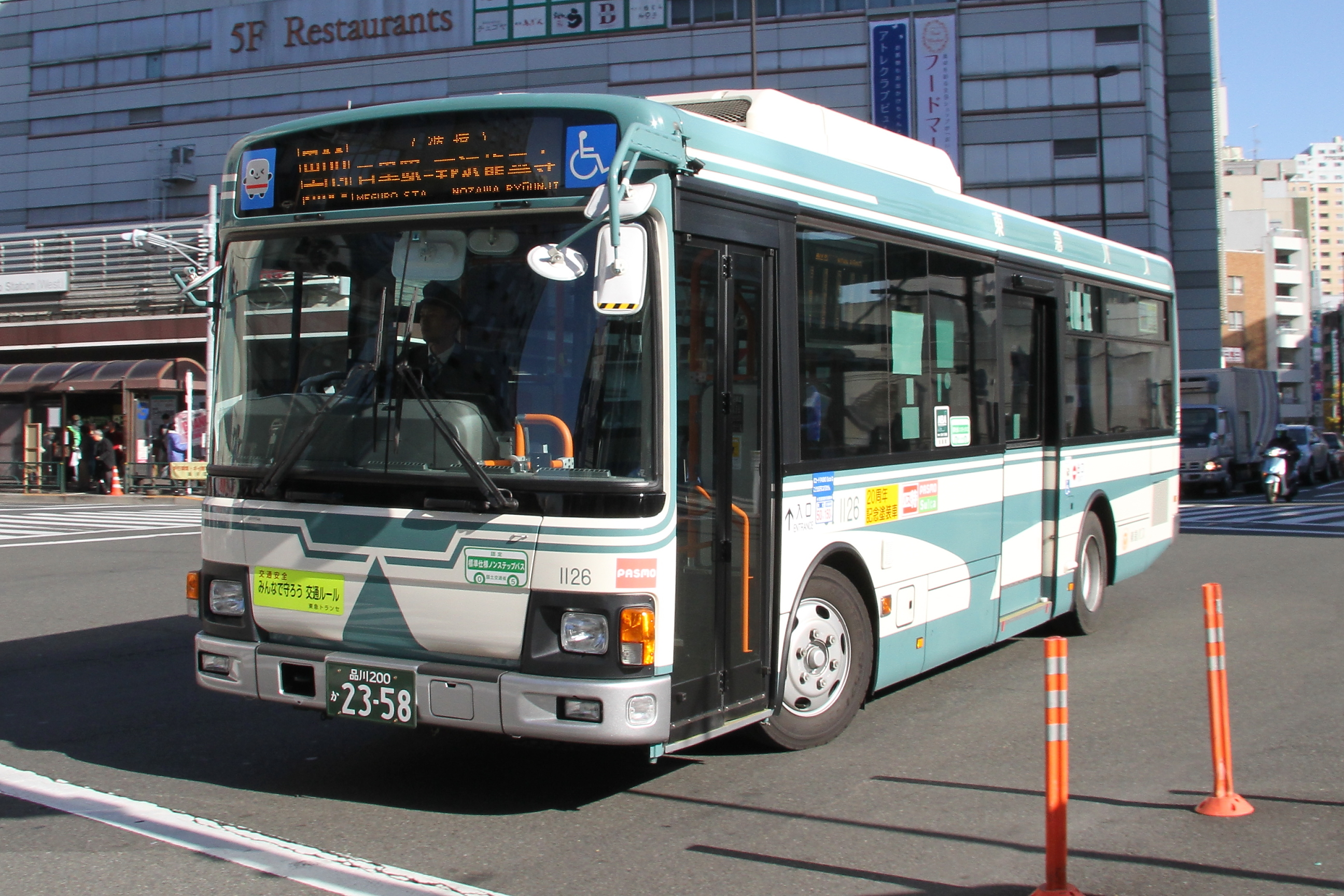
初代観光塗装 (SI1126)
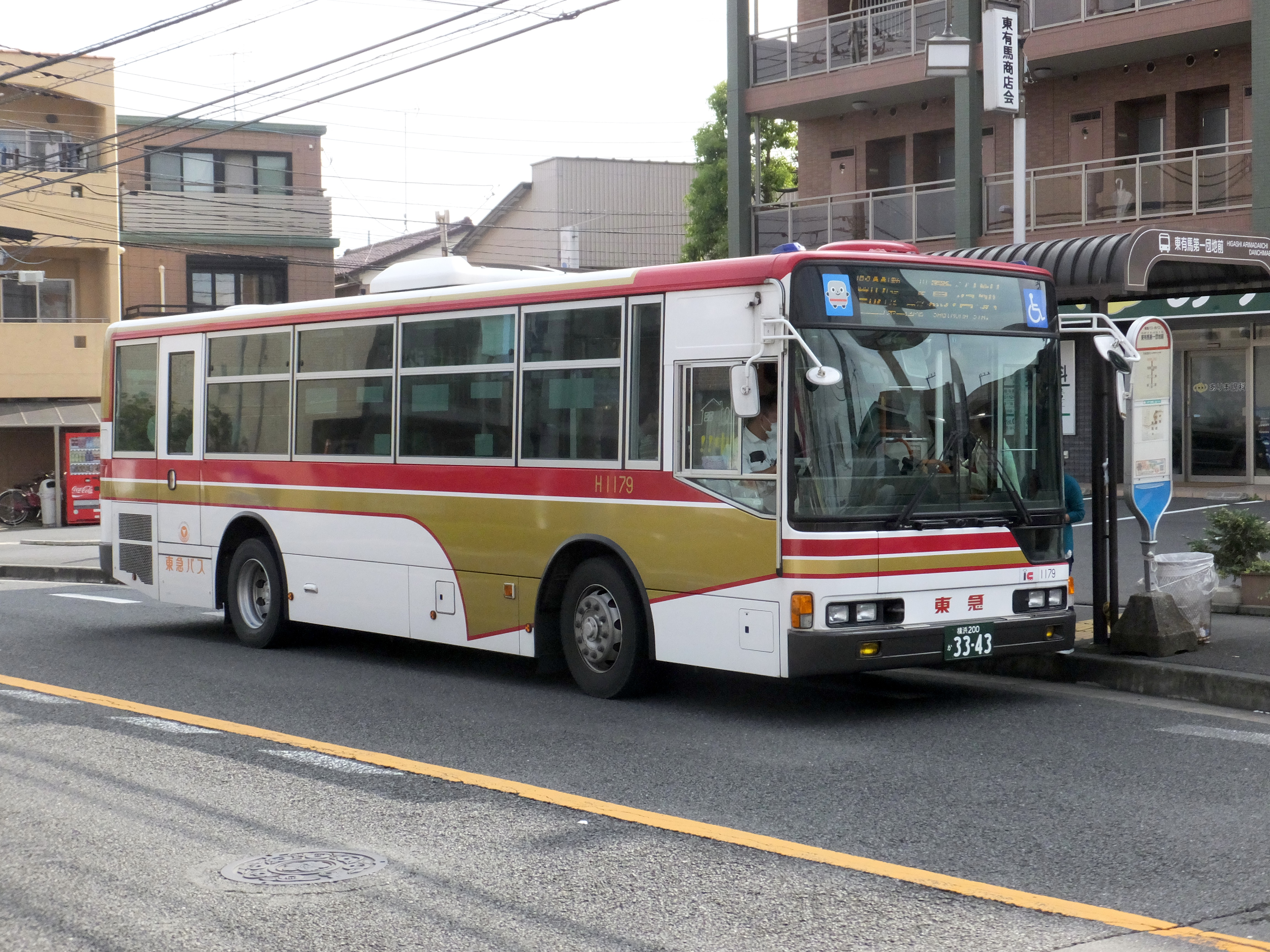
2代目観光塗装 (H1179)
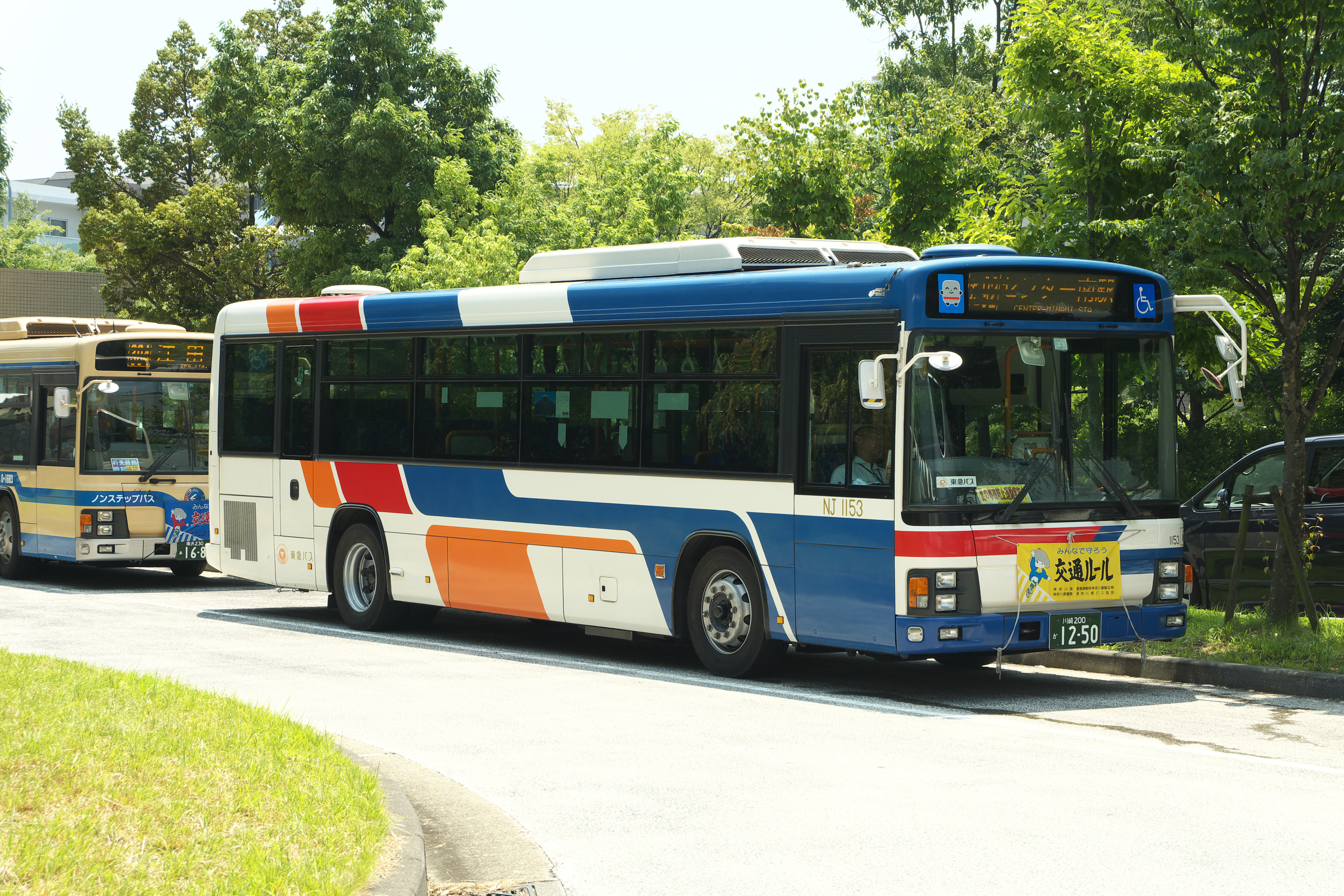
観光塗装 マーキュリーカラー (NJ1153)
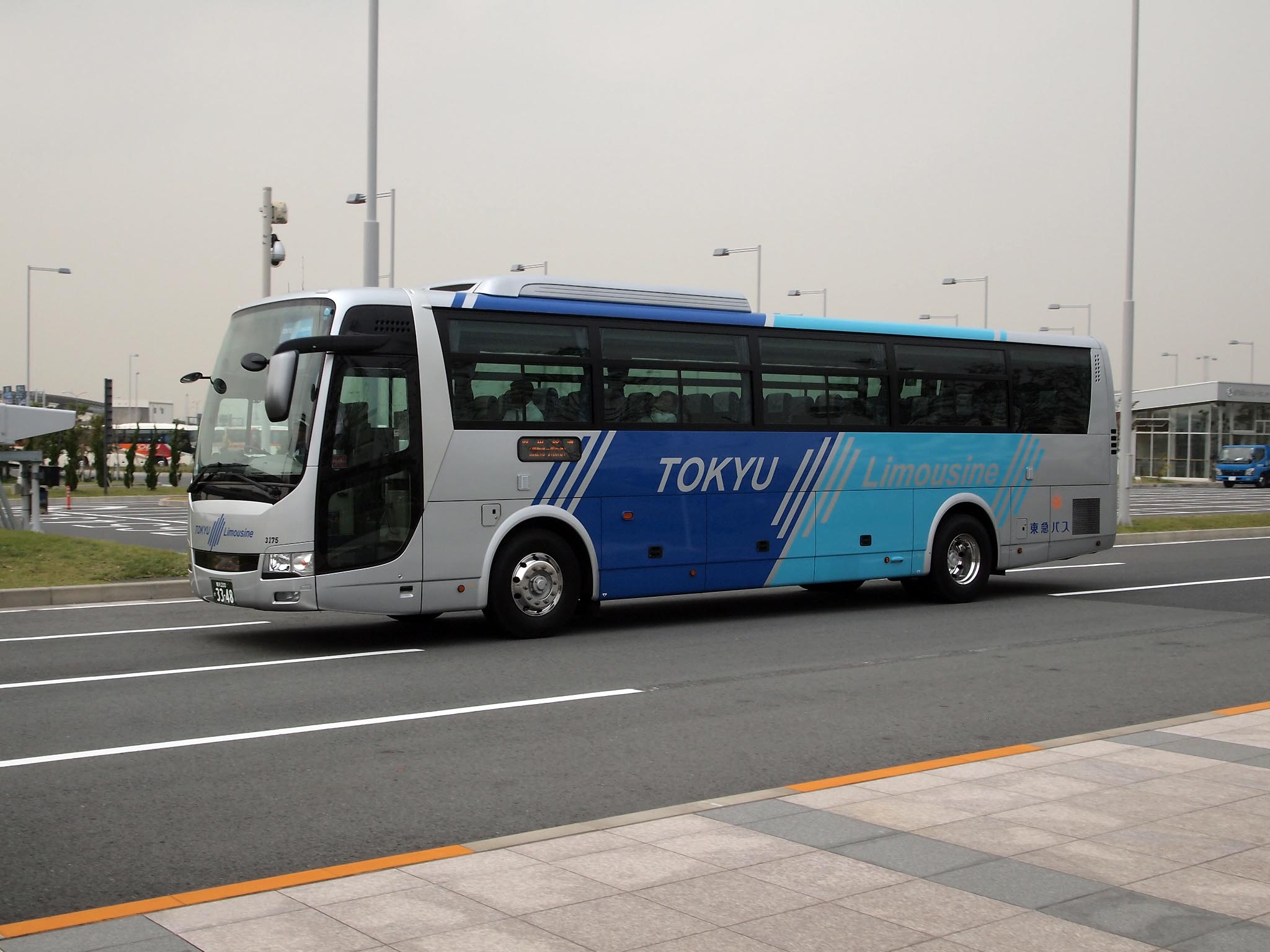
ミルキーウェイ塗装 (NI3175)

### 使用年数と車体再生
東急バスの車両は、首都圏の排出ガス規制の関係から、原則として新車導入後12年〜15年間使用されたのち除籍となる。2022年現在は、15年使用が原則化しているが、新型コロナウイルス感染拡大による経営環境の厳しさの影響もあり、新車導入を抑制しているため、15年以上使用されている個体も少なくない。
2005年度までは、15年間の使用を原則とし、この間4 - 6年目に車内外再生、10年目に車体再々生と呼ばれるリニューアル工事が実施されていた。しかし、8都県市ディーゼル規制の開始等による規制強化を受け、12年使用が原則化したことにより、再生時期が見直され、10年目の車体再々生に関しては、2005年度の1400番台を最後に廃止となった。なお、これらのリニューアル工事は、川崎市中原区今井上町にある東急テクノシステムで実施されている。これにより、東急バスの車体は、廃車時まで非常に綺麗な状態を保っていることも特徴である。
2008年秋季以降は、従来は車内まで行っていた再生工事を簡略化し、褪色した赤帯部分の再塗装（西工車体車と痛みの激しい車両は車体腰部全体を再塗装）と、車内は座席のクリーニングなど補修程度とする、簡易的な再生工事（車体補助修繕）が中心だった時期もある。
2022年現在は1400〜1600番台を中心に再生工事が行われており車体全体の再塗装と車内の傷んだ部分の補修を中心に再生工事が施されている。
2012年度以降は、新車導入から12年にも満たない車両に早めの除籍が発生していたが、近年は前述の通り、新型コロナウイルス感染拡大による経営環境の厳しさから、新車導入を抑制しており、再び15年以上の長期にわたり使用している車両が目立っている（2025年1月現在）。なお、東急バスで最も長く在籍していた、新羽営業所のNI323号車(日野・ブルーリボンシティ)は、2023年12月に除籍されている。そのため、(2025年1月現在)は、青葉台営業所のAO575号車が最も長く在籍している。

### 廃車車両の譲渡
東急バスで役目を終えた車両は、グループ会社ほか全国の地方事業者に譲渡され、引き続き使用されている。
夜行用車両は夜行バス運行の撤退(現在は愛媛県・今治行を運行)に伴い、車齢の若い車両については北海道北見バス（ドリーミントオホーツク号・特急釧北号）や宗谷バス（特急わっかない号）に譲渡されたほか、プリンセスロード号が神姫バスの単独運行となったため同社へ譲渡された車両もある。
元東急バス車両の譲渡先としては、北海道のじょうてつなどのグループ会社、長野県の草軽交通・上田バス、新潟県の越後交通（本社）・越後交通（旧：北越後観光バス）・南越後観光バス、北海道の函館バス・宗谷バス・北海道北見バスなどのかつて東急グループだった事業者へまとまった台数を譲渡することがほとんどであり、譲渡から漏れた車両はほとんど解体されていた。グループ外の事業者への譲渡は、新潟交通や一部の自家用などごくわずかであった。
2008年の旧1500番台以降は、東急バス側が除籍車両を中古バス販売事業者へも転売するようになったことからこの法則が崩れ、沿岸バス・士別軌道・道北バス・北海道中央バス・道南バス・岩手県交通・山交バス・ジェイアールバス関東・福島交通・池田バス・関東鉄道・銀河鉄道・掛川バスサービス・京福バス・八晃運輸・中国バス・広島バス・広島交通・広島電鉄・サンデン交通・夜行高速バスの共同運行相手の瀬戸内運輸・堀川バス・亀の井バス・熊本都市バス・熊本電鉄・島原鉄道・南国交通・鹿児島交通・琉球バス交通・那覇バス・東陽バスなど、これまで東急とは全く無縁であった幅広い事業者への譲渡が見られるようになり、北は北海道稚内から、南は沖縄本島まで元東急バス車両が関西地方や中国地方の山陰地区を除く日本全国で大量に見受けられるようになった。とりわけ北海道、東北、北関東、信越、中国、九州・沖縄への譲渡が多い。旧1500番台以降の車両では、一部車両（CNG車のS398とS399のみ解体）を除き、全車が日本国内への譲渡を果たしていたが、令和時代以降は使用年数の長期化や地方バス事業者での保有台数抑制なども響き1部車両で解体されている個体もある。
2005年度の除籍車両（0・100番台の一部・1200番台）については、地方譲渡が一切行われず、全車廃車解体となった。
2009年から、三菱ふそう・エアロスターノンステップバスの廃車が始まっており、そのうち6台がジェイアールバス関東、2台が函館バスへ譲渡された。
2013年には広島交通にも2台譲渡されており、同社にとって初めてのノンステップバスとなった。

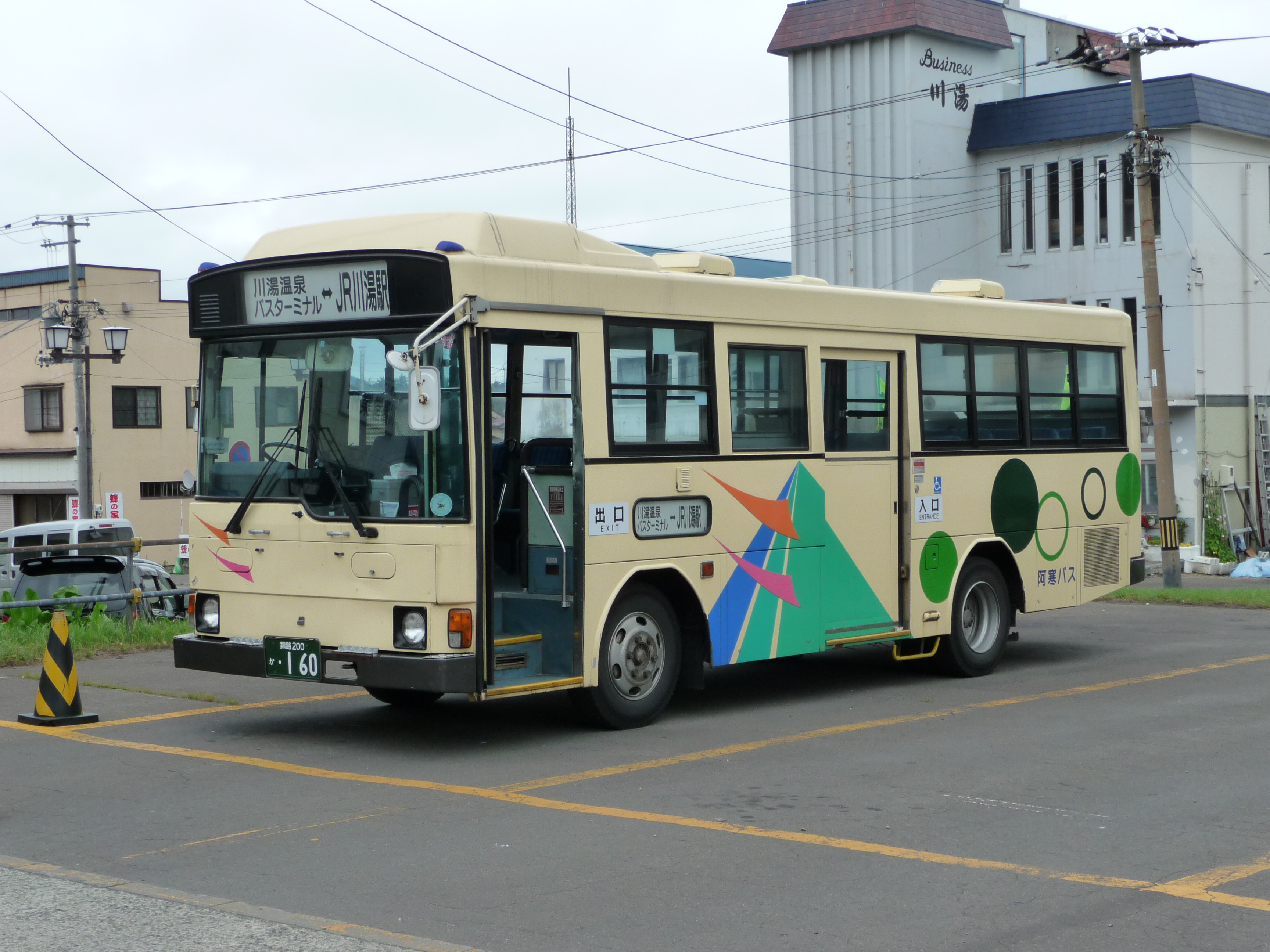
阿寒バスへの譲渡車 (160)
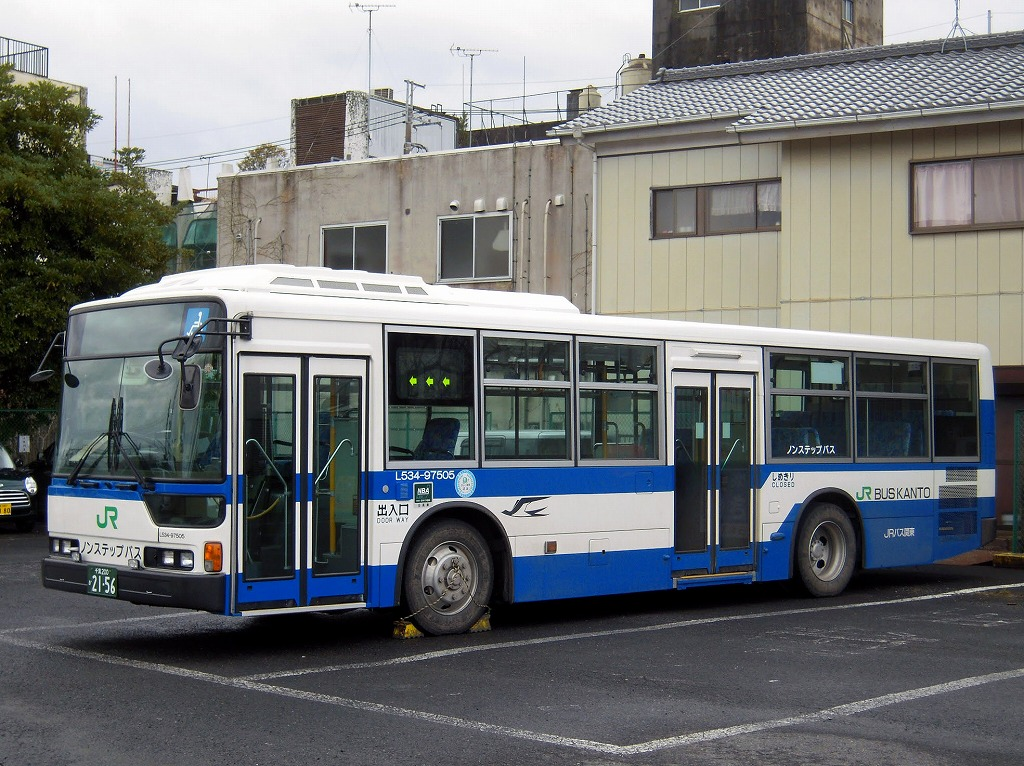
ジェイアールバス関東への譲渡車 (L534-97505)
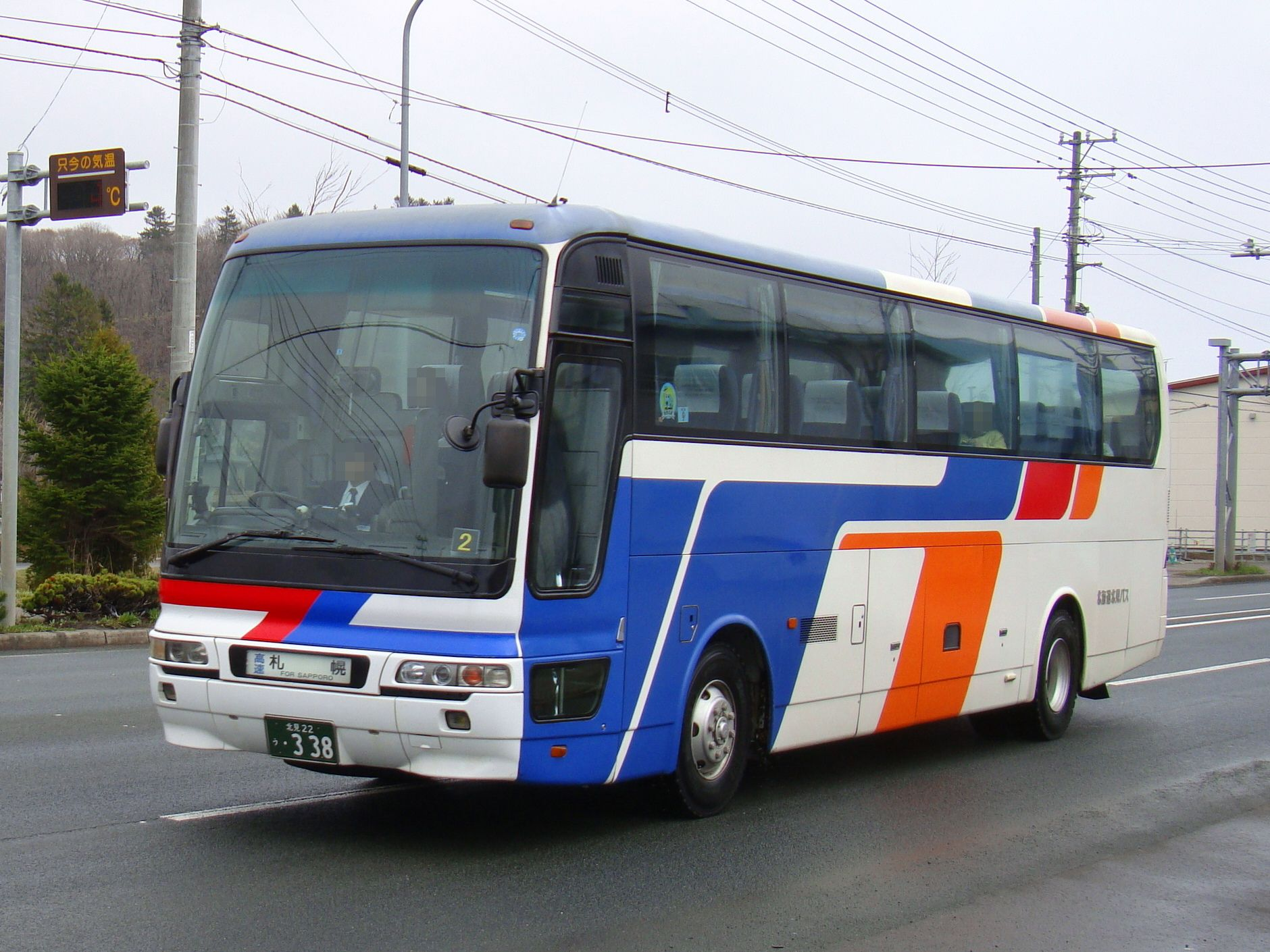
北海道北見バスへの譲渡車 (338)
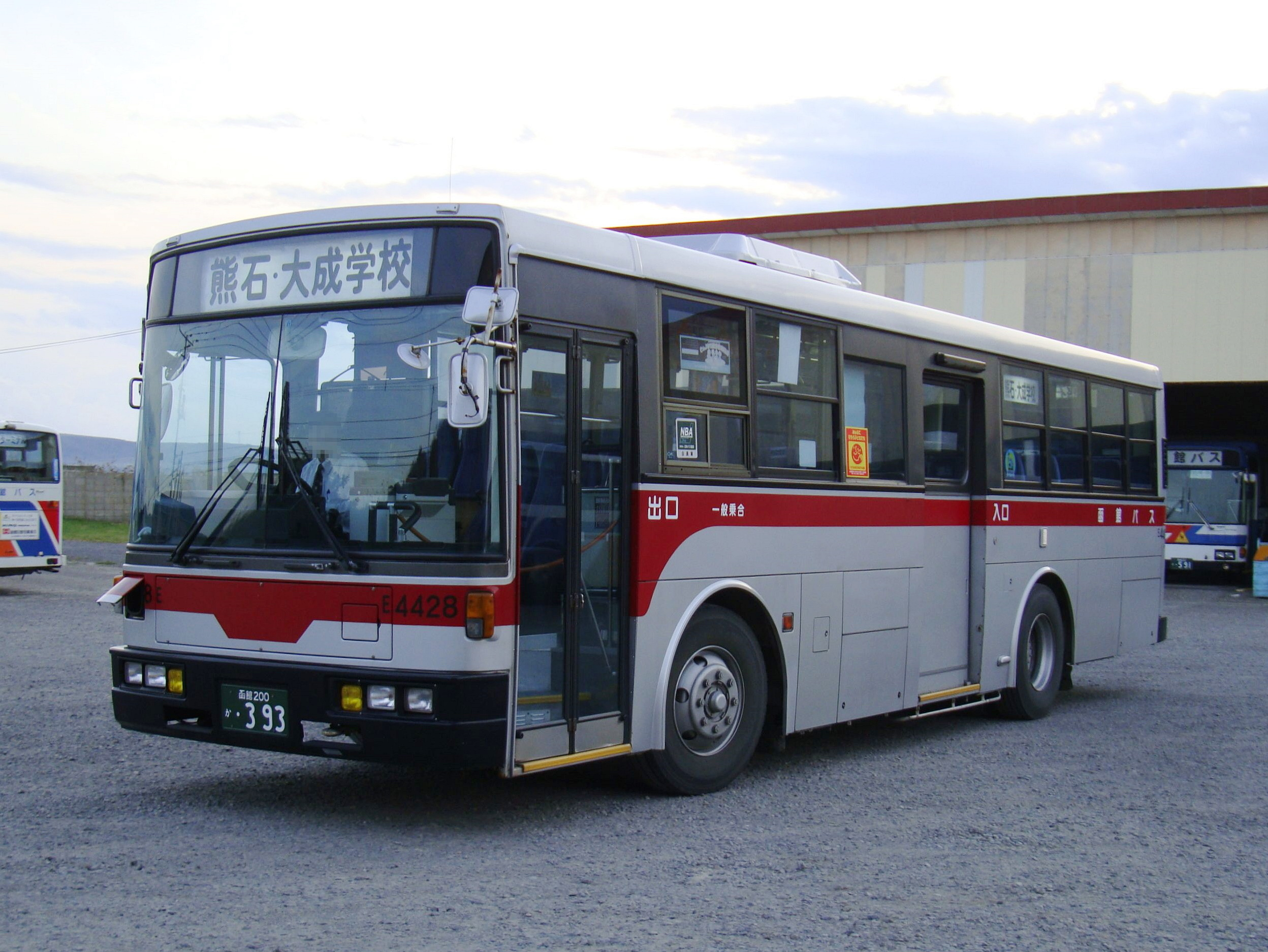
函館バスへの譲渡車 (E4428)

### 社番・車両仕様の推移
| 車体側面とリアウインドウの社番表示の例 |  | 車体側面とリアウインドウの社番表示の例 |
| 車体側面とリアウインドウの社番表示の例 |  |                                        |

東急バスの車両には、1台ごとに社内で使用する車両管理番号（社番）が付与されている。社番は車体側面、車内前部等に表示されており、数字部分は原則として、車両導入より廃車まで変わることがない。
一般路線車の社番は、所属営業所の略号（上記参照）+1 - 4桁の数字で構成され、営業所記号は転属のたびに書き換えられる。営業所記号については#営業所を参照。
一般路線車の社番
| AO     | 4             | 39                   |
| ------ | ------------- | -------------------- |
| 営業所 | 年式（1-2桁） | 固有番号（メーカー） |

上記の画像では、AOが青葉台営業所、439が2003年度の日野車であることを示す。
1980年代に入ってまず行われたのが冷房車の導入で、東急における冷房車の登場は周辺他社局に比べると遅い1981年度である。ただし、冷房装置は、一部の新製車両に試験的に設置されていた。新製の全車が冷房を装備するようになるのは1983年度である。その後、非冷房車のうちエンジン出力の高い車両に冷房の後付け改造（とパワーステアリング化）も実施された。 1979年以降の車両仕様の推移は以下の通り。
- 1979年度（250～314号車）

座席はいすゞ車と三菱車が天龍工業製の大きな手すりを備え座面下にバネを備えたパイプ椅子タイプのシート、UD車と日野車が現行タイプのクッションシートとなる。
当年度導入車は、新製導入時は床が木張りであったが、1985年に冷房改造・ロンリューム床施工・モケット張替え等の車内外再生工事が施工されるようになる。
- 1980年度（315～384号車）200番台と比較し大きな変更点はない。
- 1981年度（385～441号車）

東急初のスケルトンボディ路線車として、日野中型車（K-RJ170AA）を導入。一部に新製冷房車が登場（高津の日野大型車(末期に東山田や大橋に転属)、淡島の三菱中型車のみ）。
前折戸の窓が4枚窓から2枚窓となる。当年式より車内外再生時に優先席が通路向きとなる。
- 1982年度（443～500号車）いすゞ車はフロントマスクがフェイスリフト。UD車は5Eボディとなる。新製冷房車は池上のUD中型車と弦巻のいすゞ大型車のみ。
- 1983年度（501～555号車）モノコックボディ車の導入が当年度で最後となる。全車が新製冷房車となる。いすゞ車は中引戸窓を大型化。
- 1984年度（556～603号車）全メーカーがスケルトンボディとなる。三菱車のみ黒サッシとフィンガーコントロールミッションを初採用。
- 1985年度（旧・600番台）

目黒に「東急バス新交通システム」専用車（三菱ふそうエアロスターP-MP618K）を21台導入、反11小山線と中型車路線を除く目黒通りの路線で運用。
方向幕周りを黒色化。三菱車といすゞ車に中4枚折戸を採用。いすゞ車と三菱車の天龍工業製のパイプ椅子タイプのシートを廃止、全車に新車時から床ロンリューム張り(1979年度車以降にも車内外再生工事で反映)、現行タイプのクッションシート、通路向き優先席を採用。スタンションポール増設。日野車は座席アシストグリップ増設。
- 1986年度（旧・700番台）全車に中扉4枚折戸とフィンガーコントロールトランスミッションを採用。ワンロマ車が一部営業所に配属。UD一般路線車にも座席アシストグリップ増設。
- 1987年度（旧・800番台）

虹が丘・青葉台に団地ラッシュ対策車としてオールロングシートの長尺3扉車を配置。この年代の青葉台配属の長尺3扉車に限り、宗谷バス（2013年除籍）と函館バス（2004年除籍）に譲渡された。一部営業所に貸切用途にも対応する本格ワンロマ車を配置。
正面の「ワンマン」サボ廃止（既存車も車内外再生時に撤去）、「入口」「出口」表記を車体直書き化。降車ボタン形状変更（旧800番台のみボタン部書体が明朝書体）、吊革の形状が三角形に、角型の補助ブレーキランプがバンパー上部に装備されるなど比較的変更点が多い。日野車のみ三菱車に続きサッシが黒色に、日野車のみ降車合図がチャイムに変更。
- 1988年度（旧・900番台）

目黒に中型車を12台配置。UD車は7Eボディにフルモデルチェンジ。
方向幕の書体変更。長尺3扉車は引戸に変更。公式側前中扉間のシートがオールロング優先席化。メーカーが黒色のサッシと降車合図がチャイム音になる。
- 1989年度（旧・1000番台）

日野中型車は側面方向幕位置が車体腰部に、冷房吹出口がグレーから黒になる。
三菱車は冷房吹出し口回りの形状と色が紫に変更。三菱・いすゞの天龍工業シートの形状が変更。
- 1990年度（旧・1100番台）

青葉台と虹が丘のオールロングシートの長尺3扉車はこの年を持って一旦打ち切り。いすゞ短尺車はU-移行を機にビッグマイナーチェンジを受ける。
中4枚折戸が廃止され、引戸に戻る。客室ベンチレーター廃止。スタンションポールを増設。日野車は1800番台までブロンズガラスを採用。
- 1991年度（旧0番台）運転席上ベンチレーターが廃止。三菱車と日野車はサッシ周りの黒部分が増加。UD車と日野車のみこの年代のみ異なる音色の中扉ブザーを装備する。床ロンリューム柄の変更。
- 1992年度（旧・100番台）前中扉間全優先席の廃止で左前輪上の前向き座席が復活。三菱車は方向幕周りの黒色部分を増加。
- 1993年度（旧・1200番台）

この代から新車時からダークブラウン色のバンパーに変更（車体再生時にも既存車にも波及）。車内LED案内表示機を初搭載(虹が丘営業所所属車に限り令和7年1月現在も現行車に載せ替えの上で32年間現役で使われているが令和7年中に新型のLCD案内表示器に更新予定)
1994年度まで一般的なシートを装備した長尺3扉車を再度導入。
日野車は前換気口の開口部が大きくなる。車内外再生時に1700番台と同様の新デザインのモケットシート生地を採用。UD車は純正シートの形状が変更されるが、翌旧1300番台から天龍工業製に変更される。
- 1994年度（旧・1300番台）

東急バスでは初となる日野HIMRを大橋と東山田に導入（O1345・H1346。O1345は大橋営業所廃止時に目黒へ移籍しM1345となる）。この2台にはのちに東急バス10周年を記念して鉄腕アトムのラッピングが施された。
東急バスでは初となる大橋に日野製リフトバスを導入（O1348、大橋営業所廃止時に弦巻へ移籍しT1348となる）。
吊革を5角形に変更、ステップをステンレス化。当年度からUD車は天龍工業製シートに変更。
- 1995年度（旧・1400番台）

日野HIMRを目黒に1台増備（M1428）。
車内外再生前のスタンションポールが降車口部のみ細いタイプに変更（車内外再生時にすべて細いものに交換されたため消滅）。旧1400番台は2024年2月現在も越後交通で日野大型車といすゞ大型車が現役である。
- 1996年度（旧・1500番台）

日野製リフトバスを大橋に1台増備（O1534、大橋営業所廃止時に弦巻へ移籍しT1534となる）。当年度（KC-代）からいすゞ・キュービックにV8エンジン搭載。
全車マーカーランプ廃止（一部の東山田所属車を除く）、テールランプの角型化。優先席部の降車ボタン形状とチャイムを変更。当番台より除籍後の地方譲渡先が大幅に増え、北は北海道稚内市から西は沖縄県糸満市まで日本全国に譲渡車両を見ることができるようになった。
- 1997年度（旧・1600番台）目黒に三菱ふそう・エアロスター大型ノンステップバスを21台導入。三菱車はツーステップ車もフルモデルチェンジを受けた新型を4台導入。日野車はホイールハウス回りの形状変更。
- 1998年度（旧・1700番台）アイドリングストップ装置を搭載し「人と環境にやさしいアイドリングストップバス」のステッカーを貼付（車内外再生時に撤去）。方向幕がローマ字併記の新書体へ変更（既存車の方向幕も新路線開設時や、2001年11月16日の神奈川県内の系統番号付与時に新書体へ変更）。非常口ステッカーをピクトグラム化。シートモケットを変更（1200番台以降の車内外再生工事時にも反映）等、比較的変更点が多い。
- 1999年度（旧・1800番台）当年度を最後に、ツーステップ車の導入を終了。日野車は冷房装置キセの形状変更。車内外再生時に床ロンリュームが黒・スタンションポールがオレンジの600番台に合わせた内装カラースキームを採用。
- 2000年度（旧・1900番台）

当年度以降導入の新車は、一部の小型車を除き全車低床車（ノンステップ・ワンステップ）となる。東急バス初の西日本車体工業製車体のバスを池上に5台配置。当年度は池上のUD車5台と東山田の三菱車5台のみ新製配置。それぞれ新柄モケットが採用されたが、UD車に採用された水色基調のものが800番台まで採用された（1600番台〜1900番台三菱車のモケットも車内外再生時に水色基調のものに交換）。
吊革を優先席付近を除き丸型に変更（300番台までの大半と400番台の一部は後年の車体再生の際に三角形の吊革に交換）。
- 2001年度（旧・200番台）いすゞ車と日野車とUD車はフルモデルチェンジされた新型をノンステップ車で導入。なおUD車は前年はマニュアルトランスミッションで導入するため西日本車体工業製で導入したが、今番台から富士重工ボディ車にもマニュアルトランスミッション車が設定されたため300番台まで富士重工ボディ車での導入となった。またコーチ車の置き換えのため、観光マスクとブロンズガラス（日野車のみ）を採用した高級中型ノンステップ車を瀬田と青葉台に導入。ワンステップのワンロマ車を導入。三菱車を除く全車にフォグランプが追加。
- 2002年度（旧・300番台）いすゞ車は、補助テールランプの廃止と引き換えに、コーナリングランプが追加された。三菱車もフォグランプ標準装備となり、ホイールパーク式サイドブレーキの位置を変更した。また、300番台三菱車は、当年度途中から、メーカー仕様変更により、6M70型ターボエンジン搭載となり、非公式側最後部の窓の下半分が鉄パネルで覆われるようになった。さらに、前扉付近の屋根上に搭載されているベンチレーター（換気扇）仕様も見直され、ツーステップ車から角型が採用されていたいすゞ・日野車のベンチレーターが丸型に変更され、三菱・UD車でベンチレーターの搭載を再開した。以降のベンチレーターは、2024年度の現400番台まで丸型のゴールドキング製に統一して搭載されていた(2025年度車の現500番台から角形ベンチレーター前後搭載に変更)。旧800番台長尺車の置き換えのため虹が丘へ中引戸のいすゞ製標準尺ワンステップ車を4台導入。

2002年8月導入のNI323（日野・ブルーリボンシティ）が、車齢21年4ヶ月の2023年12月除籍時まで1台のみ残存。東急バス史上最長寿記録を更新した。その後NI323は首都圏の企業へ自家用バスとして譲渡された。
- 2003年度（旧・400番台）老朽化した長尺3扉車の置き換えとして、旧1000番台以来の中4枚折戸を採用した長尺ワンステップバスを虹が丘・青葉台に配置。東急バス初の中型長尺車・KL-JP252NANを弦巻に7台配置。

400番台まで全車除籍済み。
- 2004年度（旧・500番台）ワンロマ車にリクライニングシートが復活。いすゞ車は当番台下期にダウンサイジング直6エンジンを搭載したPJ-LV234L1が登場。三菱の大型ノンステップ車のみ側面方向幕の位置が中扉寄りに変更となる(A7701まで継続。8700番台以降は1900番台上期車まで前扉寄り配置)。三菱ふそうのメーカーサンプル車を購入したエアロスターノンステップのA585が登場（2017年2月に除籍され、南越後観光バスに譲渡された）。

- この年代まで2025年1月現在、全車除籍(AO575号車を除く)
- 2005年度（600・6600番台）

長尺ワンステップ車を東山田に初めて導入。2006年3月導入の6600番台からはUVカットガラス（熱反射ガラス）を装備。
内装の配色を大幅変更、オレンジ色のポールが採用され、降車ボタンの形状も変更される。「入口」「出口」表記をピクトグラム化（既存車も一部を除き車体再生時に変更、ワンロマ車はサボで表記するため対象外）。三菱車は6600番台からフォグランプが小型に変更され、上部テールランプが廃止。中ドアより後ろがロングシートの三方シートの最終導入車。
- 2006年度（700・7700番台）車両屋根上に社番表記を追加（営業所記号は省略。例えばM1175号車の場合は「東急バス 1175」と表記）。初期導入車を除き、吊革形状を旧・800番台～1200番台と同じ三角形に変更。優先席付近の吊革は三角形でオレンジ色とする（既存車も車内外再生時に交換(その後の内装再生工事の打ち切りのため吊革交換は廃止)、ワンロマ車は一部車両のみ）。優先席のシートモケット柄を変更。西工車は後期配属車から前中扉間窓が開閉可能となる。
- 2007年度（8700番台）東急バスでは初めて、教習に特化したUD製安全運転訓練車を高津へ新製配置（TA8730）。西工車は冷房吹出し口がメッキとなり下期導入車からは冷房がサーモキング製に変更。三菱ボディ車はUD製エンジンを搭載したPKG代から上部テールランプが復活。UD車ではアシストグリップの一部がオレンジ色となる。
- 2008年度（800番台）いすゞ長尺車のみシートモケットの柄を新デザインへ変更(900番台で本格採用)。西工車はテールランプの形状変更。
- 2009年度（900番台）一部の営業所のノンステップバスで座席削減車両を配置。シートモケットの柄を800番台いすゞ長尺車で採用した柄と、三角形の新デザインの柄に変更。当番台以降は車両によってメーカー問わずこの2種類の柄を交互に使用。その後は三角型の柄が原則三菱車、三日月風模様の柄が原則J-BUS車で使用される。
- 2010年度（1000番台）中扉開閉時のブザー音をチャイムに変更するとともに、泰平電機製のドア開閉ランプを設置。1000番台下期導入車から丸型ベンチレーター（換気扇）を後部にも装備される。UD製車両は当年度導入したノンステ車4台が最後の導入となった。三菱車は下期導入車からビッグマイナーチェンジ車になりオートマチック車を導入。
- 2011年度（1100番台）

東急バス創立20周年を記念し、歴代塗装を復刻した記念塗装車を導入。20周年記念塗装車は次の通り。
- AO1130号車、S685号車、T1139号車：一般路線バス先代塗装 - S685号車は2018年2月に除籍。
- SI1126号車、M1175号車：観光バス初代塗装-SI1126は2020年に瀬田営業所へ転属、2022年に淡島営業所へ。
- H1179号車、I611号車、NI1178号車：観光バス2代目塗装 - I611号車は2018年2月に除籍。
- NJ1153号車、TA1136号車：観光バスマーキュリー塗装
- NI3175号車：高速バスミルキーウェイ塗装 - 現在は貸切車となり塗色変更、2016年にNI3662号車がミルキーウェイ塗装で改めて配置。

レゾナント・システムズ製の右左折警報器（ウィンカーチャイム）を導入、既存車にも車体再生時に順次装備（目黒の中型車など車体再生に関係なく装備した車両もあり）。
- 2012年度（1200番台）当番台よりUDとラックスのバス生産販売撤退によりメーカー車番割り振りが変更となる（日野・00～29、いすゞ・30～59、三菱ふそう・60～89、その他・90～99）。三菱製ワンロマ車が久々の導入となり12台導入される。ワンステップ車はツーステップ時代の赤帯1本のカラーリングに戻る。
- 2013年度（1300番台）仕様的に先代1200番台と比較し大きな変更はない。
- 2014年度（1400番台）

いすゞ大型車は池上のみオートマチック車で導入。三菱・エアロスターがビッグマイナーチェンジを受けた新型を導入。
三菱車のノンステップ車は優先席が先々300番台以来約35年ぶりに前向きに変更。
行先表示器が輝度の上がった新型になったため、側面表示器の緑色が濃くなった。また運転席横に設置されている音声合成装置の操作盤が据置型から埋込型に変更された。
- 2015年度（1500番台）

東急バスでは初めて新型エルガ・新型ブルーリボンを導入。いすゞ・日野の大型車は上期導入の旧型J-BUSボディ車もノンステ車に限り全車オートマチック車での導入となる。当番台よりワンステップ車は虹が丘営業所のみ導入となる。青葉台に桐蔭学園特定用のトップドア仕様車を3台配置。
J-BUS車も新型モデルから優先席が前向きに変更。
2015年に国土交通省の標準仕様ノンステップバスの認定要領が改定され、一部の新車は「標準認定ノンステップバス」ステッカーをピンク色に変更。
- 2016年度（1600番台）仕様的には1500番台と大差ない。
- 2017年度（1700番台）いすゞ車と日野車は、ヘッドライトがディスチャージからLEDに変更される。一部車両で図柄入りナンバープレートを導入。
- 2018年度（1800番台）導入される全車がノンステップバスとなる。これ以降は全てノンステップバス。仕様的には1700番台と大差ない。
- 2019年度（1900番台）燃料電池バス「トヨタ・SORA」を初導入（M1999、M99）。オージ製白色LED方向幕車を試験導入。EDSS搭載車を導入。テールランプが、全車LED式となる。オージ製降車ボタンの形状を変更。下期導入車から側面LED表示の位置を中ドア寄りに変更と、三菱車については前ドア横の危険物持込禁止プレートを東急バスオリジナルの赤いものから汎用品に変更。
- 2020年度（0番台）新型コロナウィルス対策のため、運転席後ろアクリル板を大型化（既存車両も車体再生時期に関係なく後付けで設置）。丸型ベンチレーターが中央部増設により今代のみ3基搭載となる。白色LED方向幕を本格採用。今番台から2023年度まで新型コロナウイルス感染拡大による業績不振等を鑑み新車導入が大幅に縮小。
- 2021年度（100番台）新型コロナウイルス感染拡大渦中の業績不振等を鑑み0番台以上に大幅に新車導入が縮小され、特定車（TA100・KSP専用）と日野ポンチョのみの導入に留まり、一般路線用の大型車は導入されていない。
- 2022年度  引き続き、一部の小型車の新車導入のみに留まり、200番台としての新車導入はされていないが、ハチ公バス神宮の杜ルート増発対応に伴い、EVモーターズ・ジャパン製小型電気バス・F8 series4-Mini Busを2台（A6290、A6291）導入した。これが、東急バスでは初となる電気バス導入となった。また、砧、喜多見地区オンデマンドバス用のトヨタ・ハイエースが3台導入された。
- 2023年度 （300番台） 約4年弱ぶりに、300番台下期として一般大型ディーゼルハイブリッド車が27台全12営業所にまとまった数の新車導入をされる。なお当年式のみ大型路線車については、原則電動化方針により、ディーゼルハイブリッドバスと電気バスのみの導入となっていた（400番台で再び中型車と三菱車のディーゼル車導入が再開）。車両仕様の変化としては、J-BUSボディ車において、一般路線車も天龍工業製シートから一部特定車や100番台（TA100）で採用されていた手すりの大きいメーカー標準型シートに全面的に変更。今代は全車中扉以降二人掛け座席となった他、ハイブリッド車のみの導入のため、構造上丸型ベンチレーター搭載も、前後2基に戻った。なお、虹が丘営業所配置の長尺車（NJ340〜NJ342）のみLED側面表示の位置が前扉寄配置となっている。BYD車に関しては、透明ガラスが600番台以来19年振りに採用される。BYD車のみ非常口前とノンステップ部を除き独自のシートモケット柄とシート形状、及びレシップ製降車ボタンを採用となっている。青葉台営業所に、J-BUS（日野）連接ハイブリッド車6台（AO7300〜AO7305)導入。日野ブルーリボンハイブリッド連節。BYD製大型電気バス（K8 2.0）が、目黒・弦巻・瀬田営業所に導入された。目黒営業所に、BYD製小型電気バス（J6 2.0）を3台（M6391～M6393）導入。同営業所が受託運行するさんまバスが、2024年（令和6年）3月26日から運行を開始した。池上営業所にも、BYD製小型電気バスが（J6 2.0）を1台、たまちゃんバス用に配置される。青葉台営業所に、J-BUS（日野）連接ハイブリッド車6台（AO7300〜AO7305)導入。日野ブルーリボンハイブリッド連節。BYD製大型電気バス（K8 2.0）が、目黒・弦巻・瀬田営業所に導入され目黒車は原則東98自由が丘線で、弦巻車は原則渋05弦巻線と黒07深沢線で、瀬田車は原則玉07二子成城線で運用される。目黒営業所に、BYD製小型電気バス（J6 2.0）を3台（M6391～M6393）導入された。同営業所が受託運行するさんまバスが、2024年（令和6年）3月26日から運行を開始した。池上営業所にも、BYD製小型電気バスが（J6 2.0）を1台、たまちゃんバス用に配置される。
- 2024年度(400番台)今番台より全車丸型ファンの配置は前後に戻される。約4年ぶりに、一般中型車日野レインボーが瀬田営業所に2台導入。いすゞエルガミオも、高津営業所に一台導入された。大型車は、いすゞエルガハイブリッド、三菱ふそうエアロスターが導入された。今代は全車中扉以降一人がけ、二人がけ座席に変更となった。三菱車については上期導入車は1900番台下期車の仕様を踏襲しているが下期導入車からワンロマ車やA585や西工車を除き旧1600番台ツーステップ車以来28年ぶりに窓のサッシが銀サッシから黒サッシに変更となった。

- 2025年度(500番台)  本番台よりBYD車を除くJ-BUS車と三菱車については換気ファンが丸型から角形の換気ファンに変更され前後に装着されるようになる。前寄りの換気ファンについては搭載位置が中央から運転席真上に位置が変更される。

#### 固有番号（メーカー）
社番の下2桁は、下記の通り車両のメーカーによって割り振られている。2002年 - 2008年ごろのように、導入台数が非常に多い時期はこの付番法則が崩れていたが、900番台では導入台数を大幅に縮小したため、標準的な付番法則に戻った。
- 00 - 24：日産ディーゼル
- 25 - 49：日野
- 50 - 74・99（800番台のみ）：いすゞ
- 75 - 99：三菱ふそう

日産ディーゼル（現・UDトラックス）のバス製造が終了した翌年の2012年度導入の1200番台からは付番法則が変更され、同年度以降は下記のように車番が割り振られている。
- 00 - 29：日野
- 30 - 59：いすゞ
- 60 - 89：三菱ふそう
- 90 - 99：EVモーターズ、BYD、トヨタ

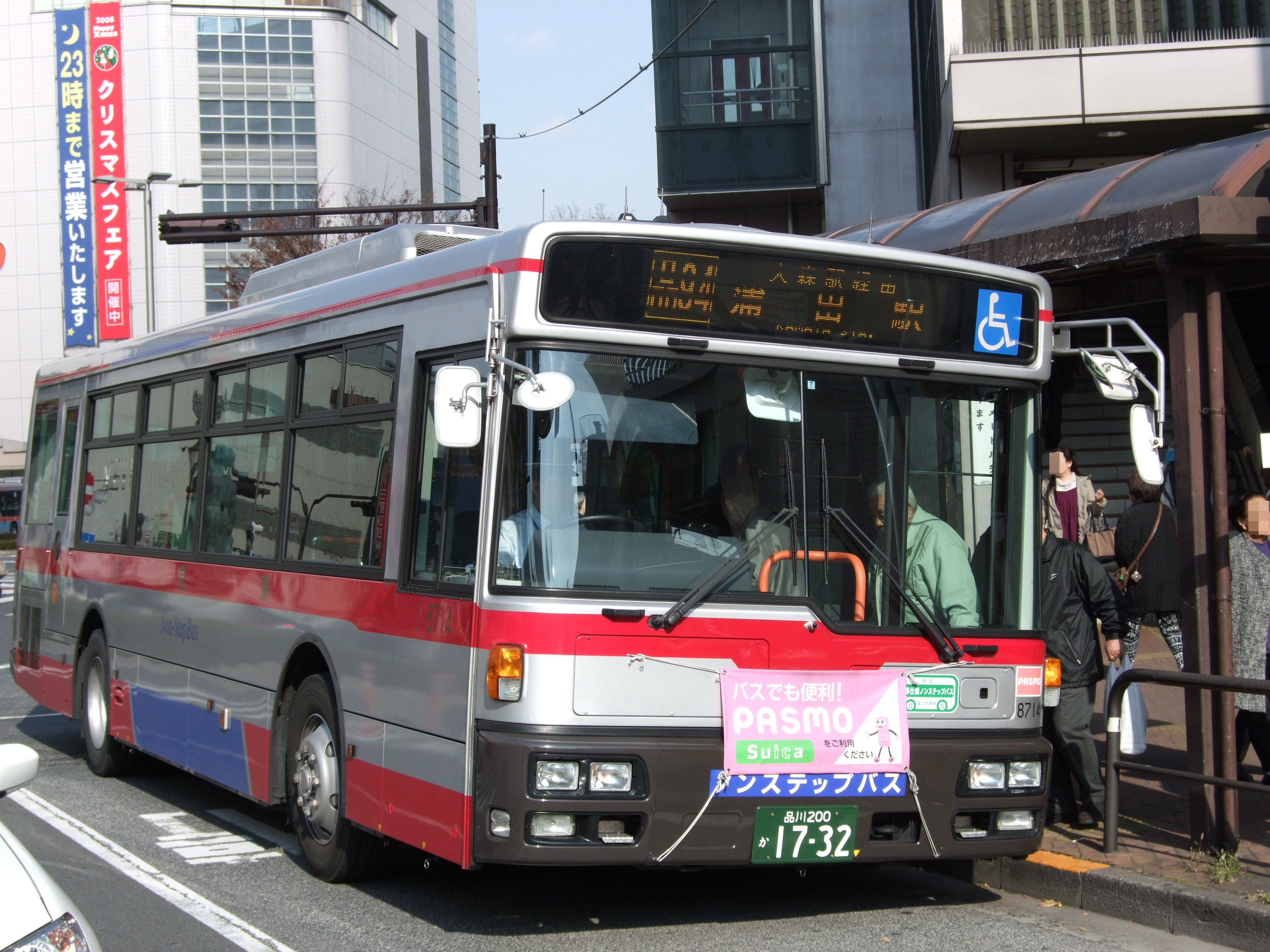
社番「I8714」の車両（池上営業所配置で2007年度に導入した日産ディーゼル製14号車）
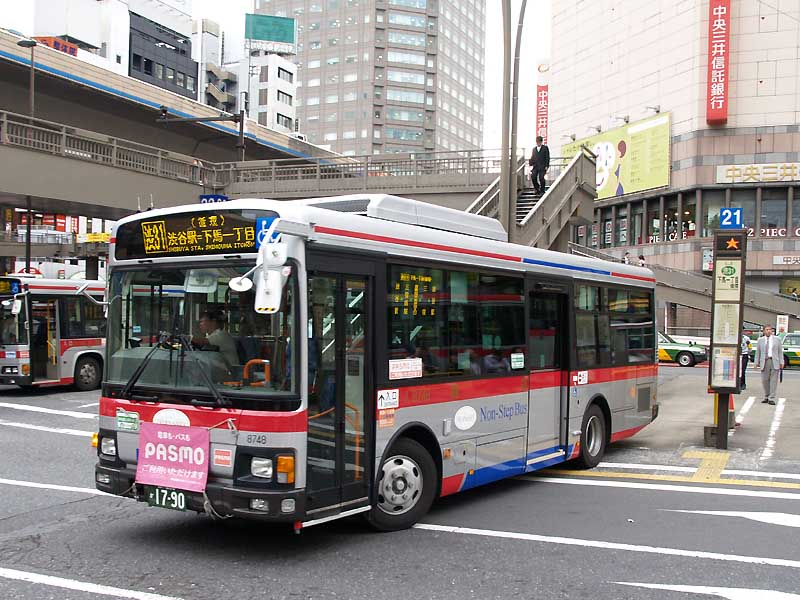
社番「A8748」の車両（淡島営業所配置で2007年度に導入した日野製48号車）
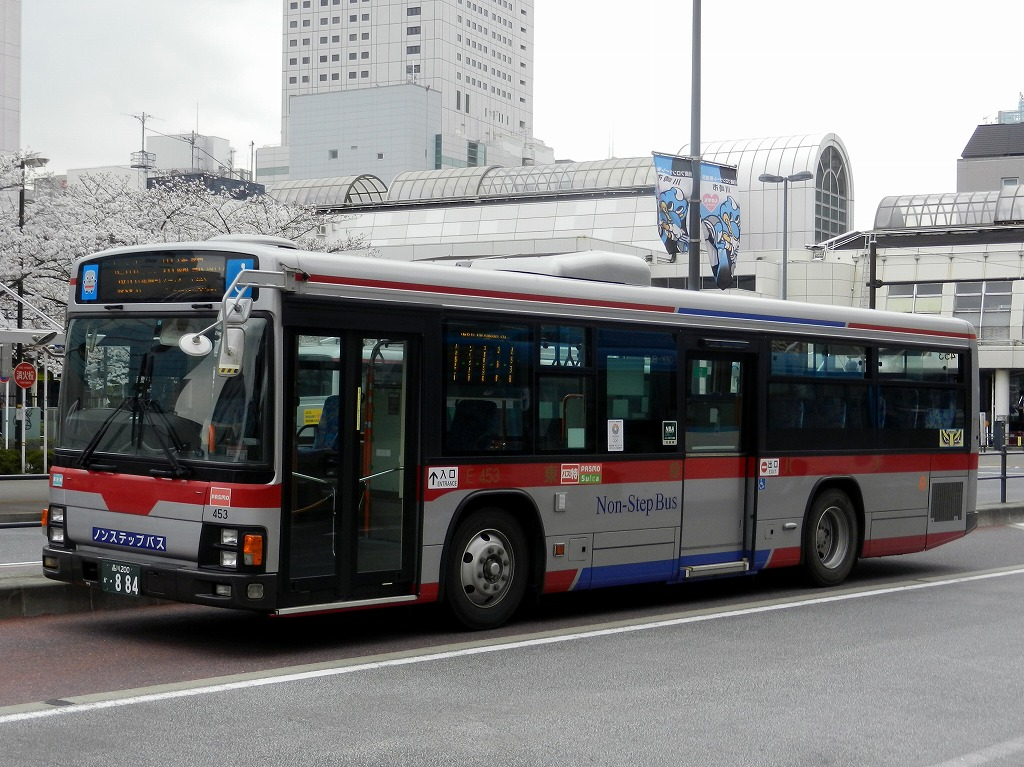
社番「E453」の車両（荏原営業所配置で2003年度に導入したいすゞ製53号車）
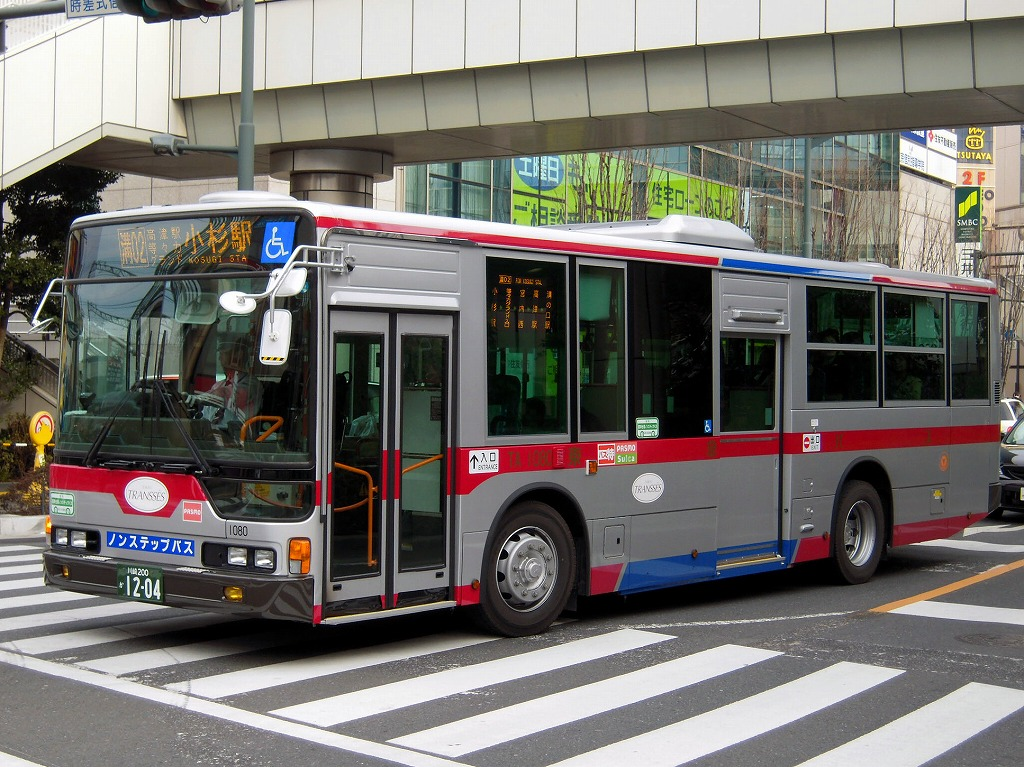
社番「TA1080」の車両（高津営業所配置で2010年度に導入した三菱ふそう製80号車）

#### その他の車両
空港路線車の3000番台、特定輸送車の4000・5000番台は2003年度より使用されており、それ以前は一般路線車と同様の方式であった。
東急コーチ専用車はかつて6000・7000番台が割り振られていたが、デマンド運行が終了した2001年度以降は一般路線車と共通の付番となった。
初代日野・ポンチョのP1 - の社番は便宜上使用されていたものであり、正式には2701からの付番であった（例：P9→2709）。
- 2000番台：貸切車
- 2700番台：初代日野・ポンチョ（P1 - ）
- 3000番台：空港路線車（2003年度以降）
- 3200番台：夜行路線車
- 4000・5000番台：特定輸送専用車（2003年度以降）・事業用車
- 6000・7000番台：東急コーチ（2000年度まで、車体には下2桁のみ表示。6000番台は2011年度以降の小型車（用途問わず）も含む[53]）
- 6700・7800番台：東急トランセ代官山循環線用[53]

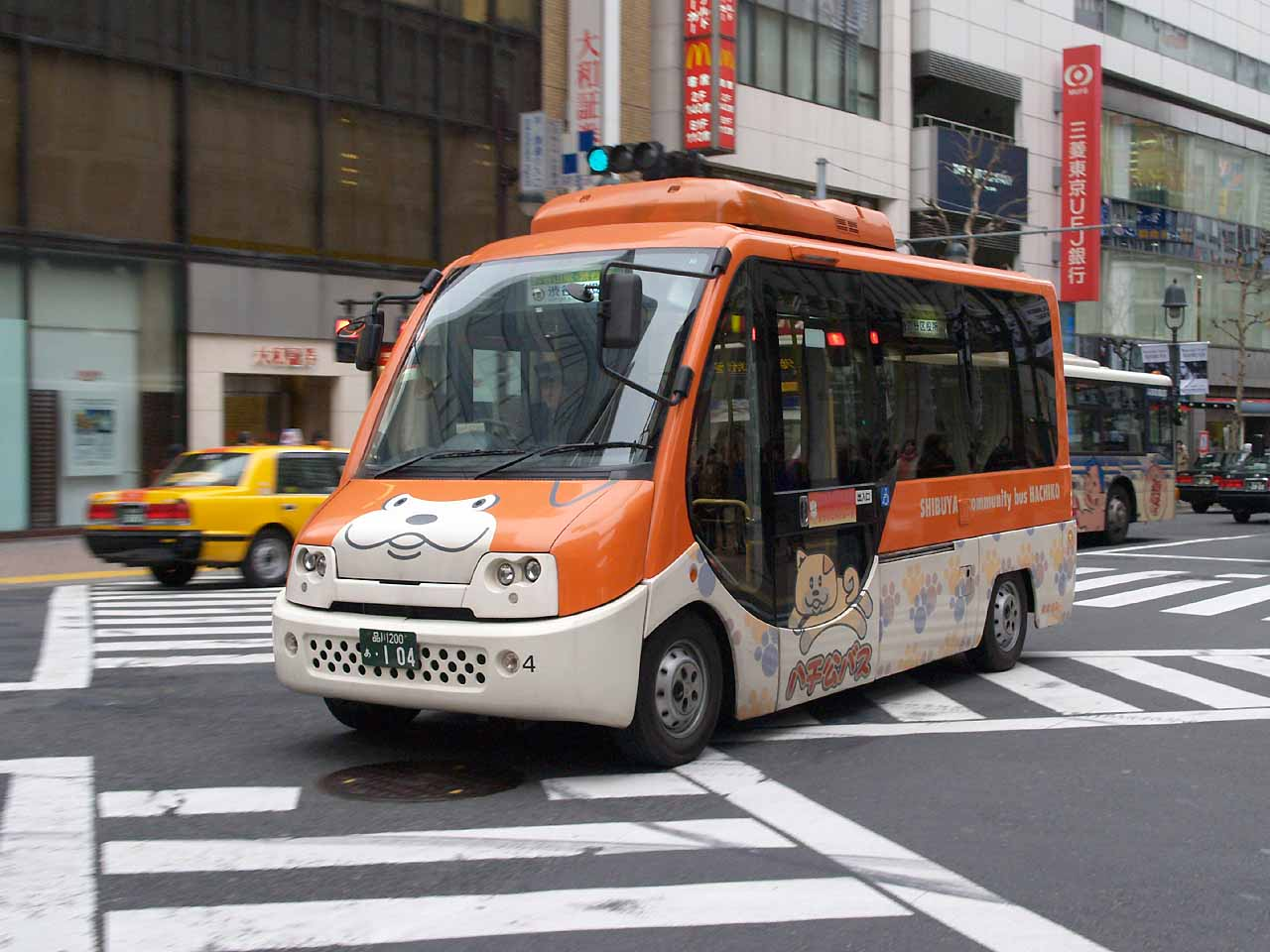
初代ハチ公バス (A2704)
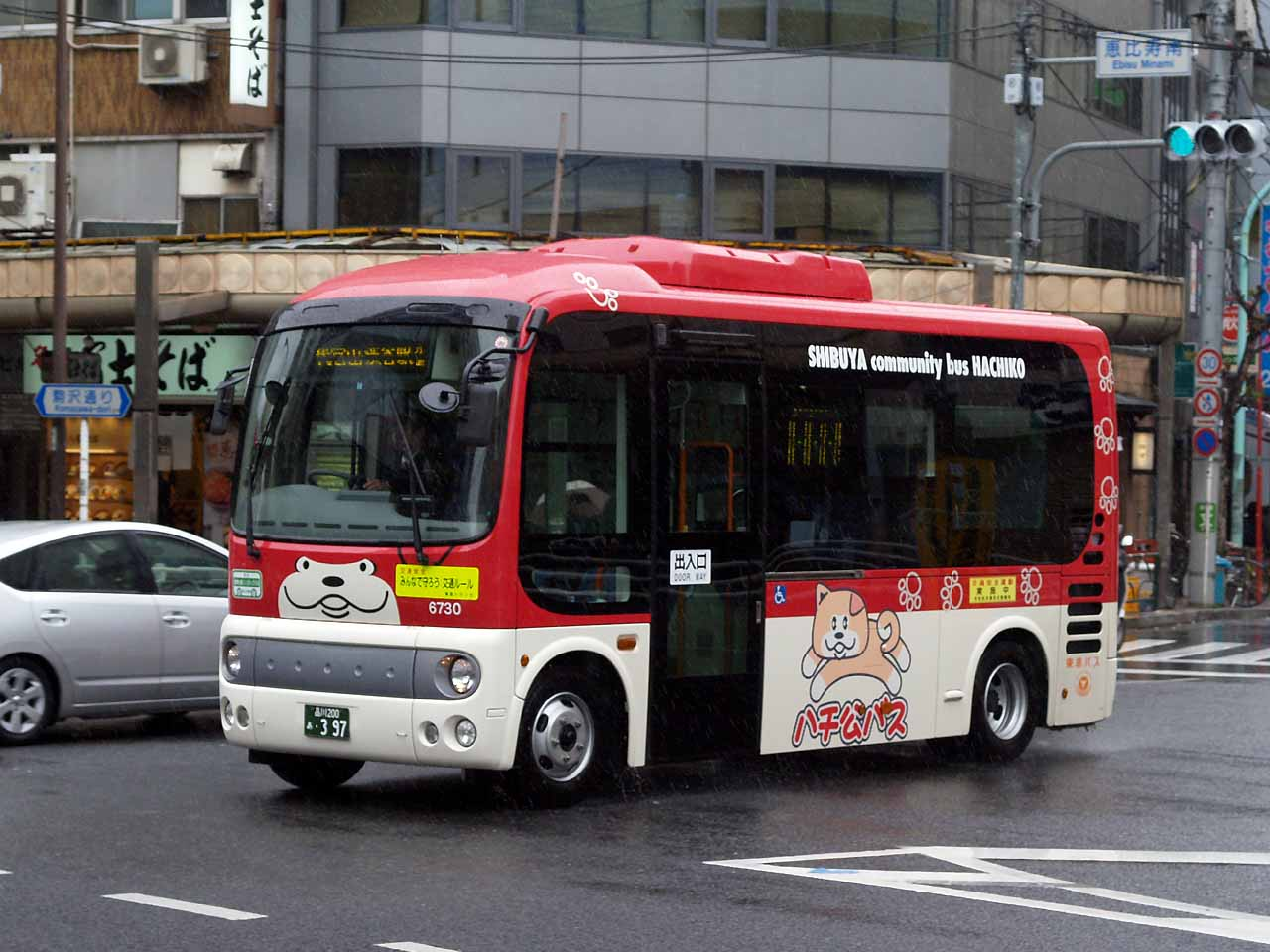
2代目ハチ公バス (A6730)
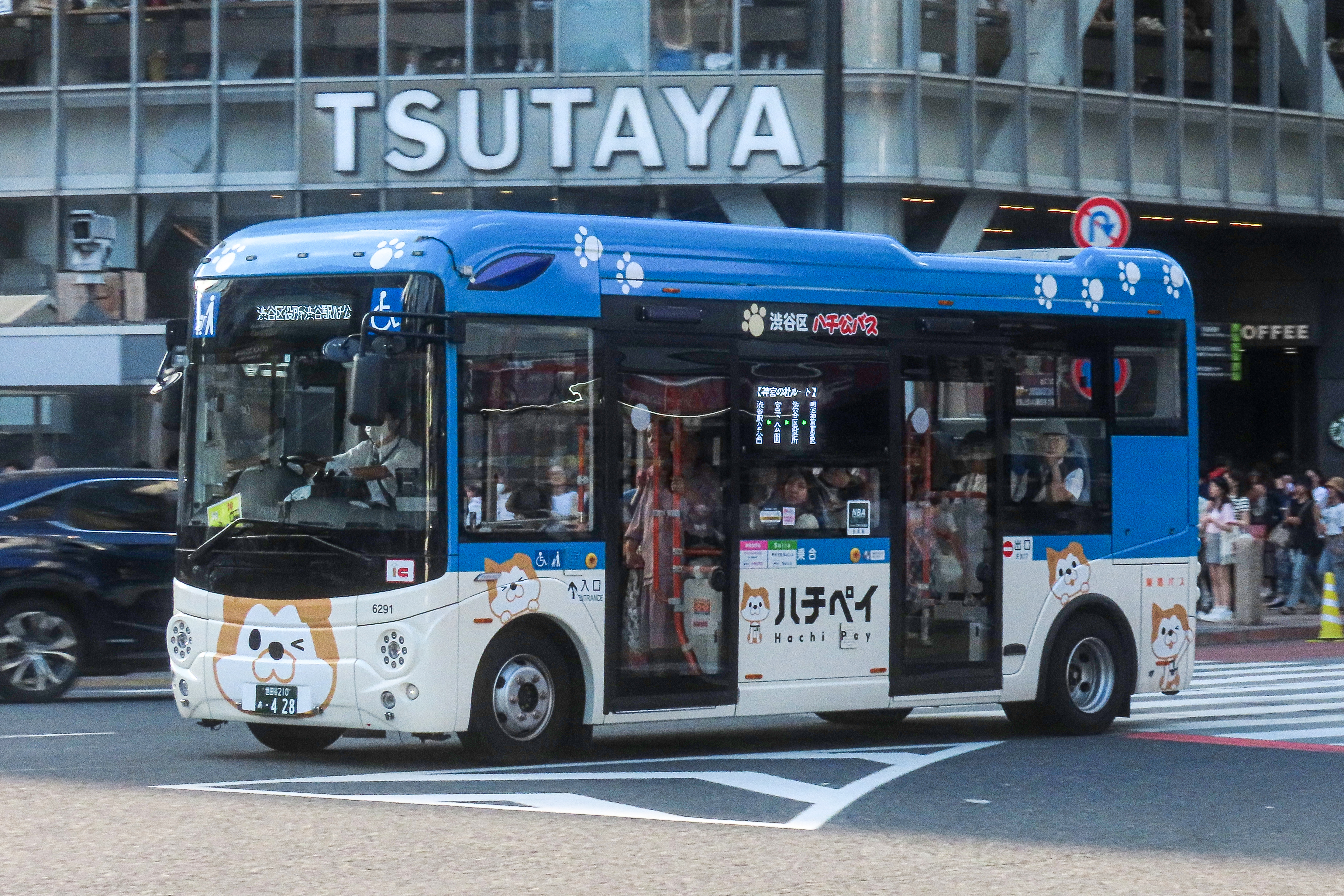
3代目ハチ公バス (A6291)
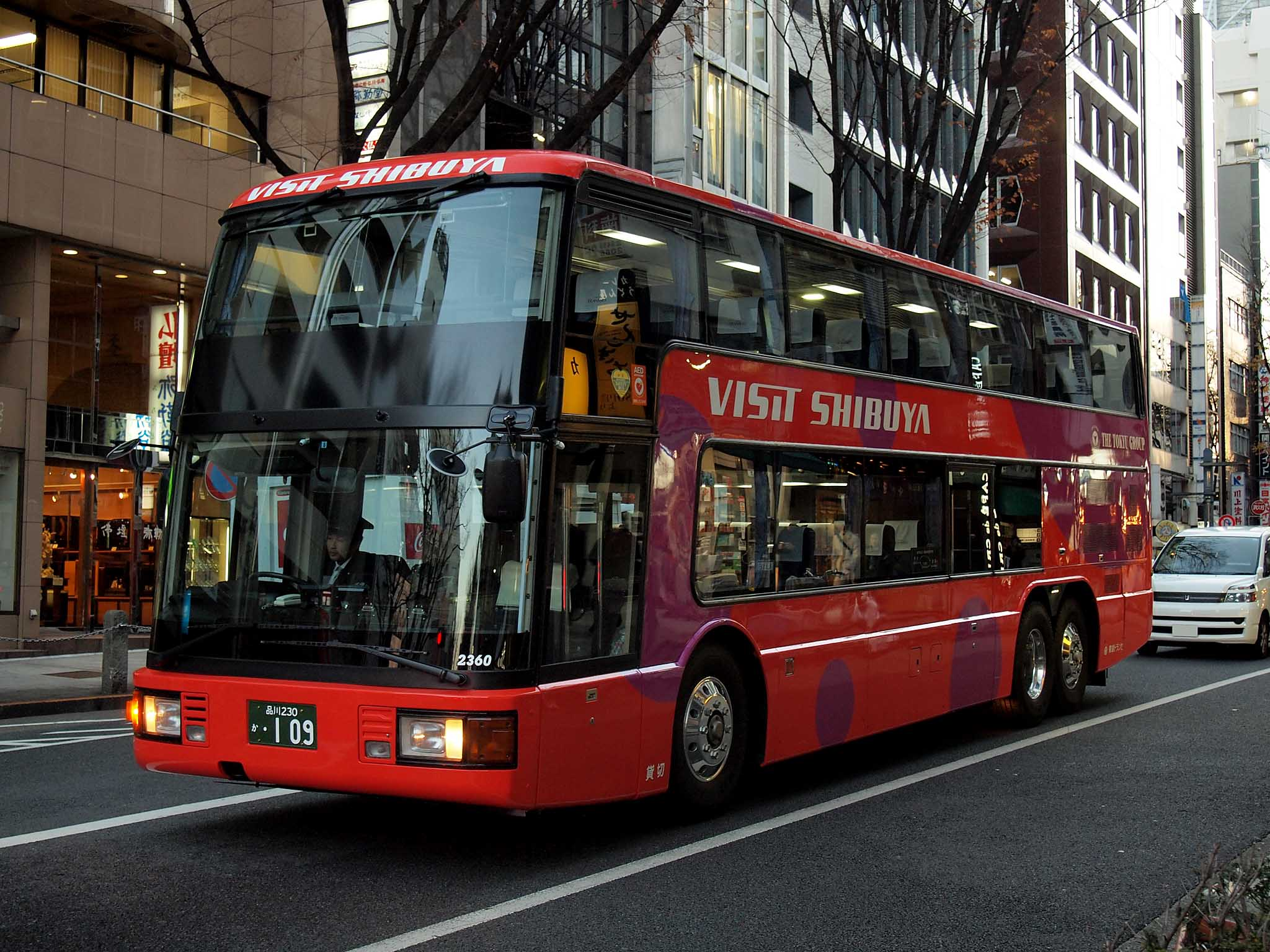
VISIT SHIBUYA号 (S2360)
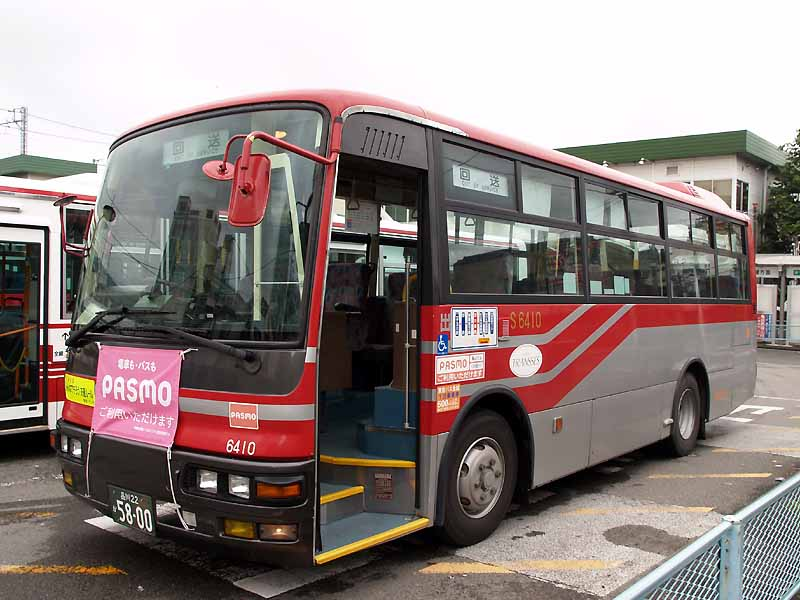
東急コーチ (S6410)
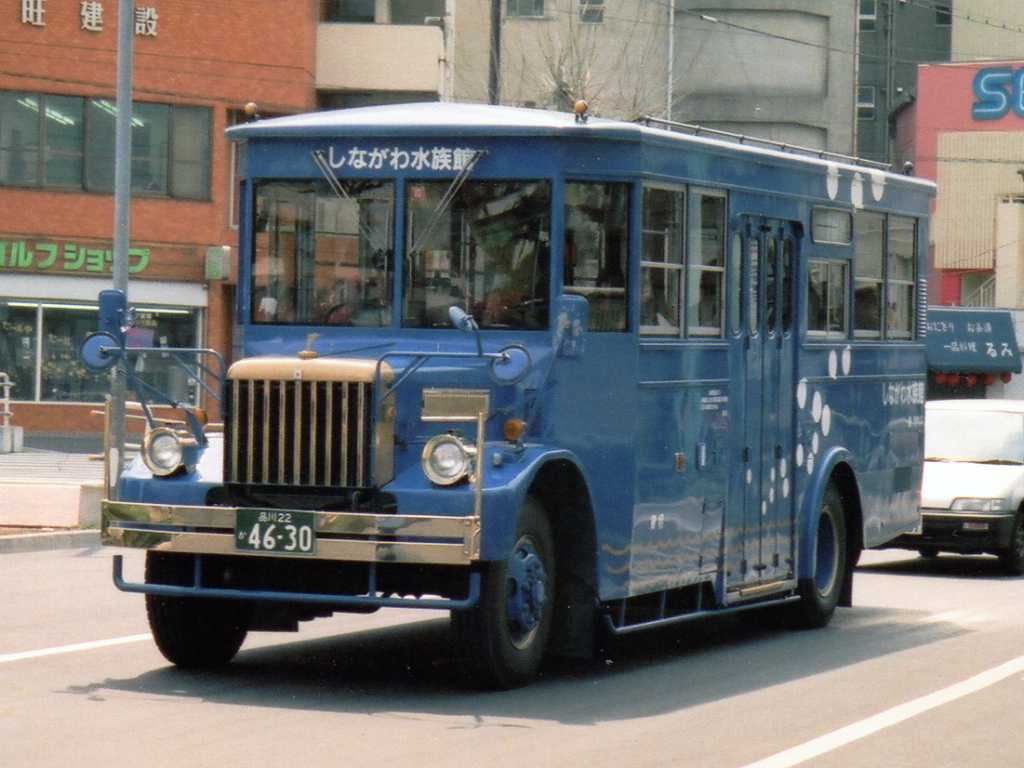
しながわ水族館送迎車 (E6802)
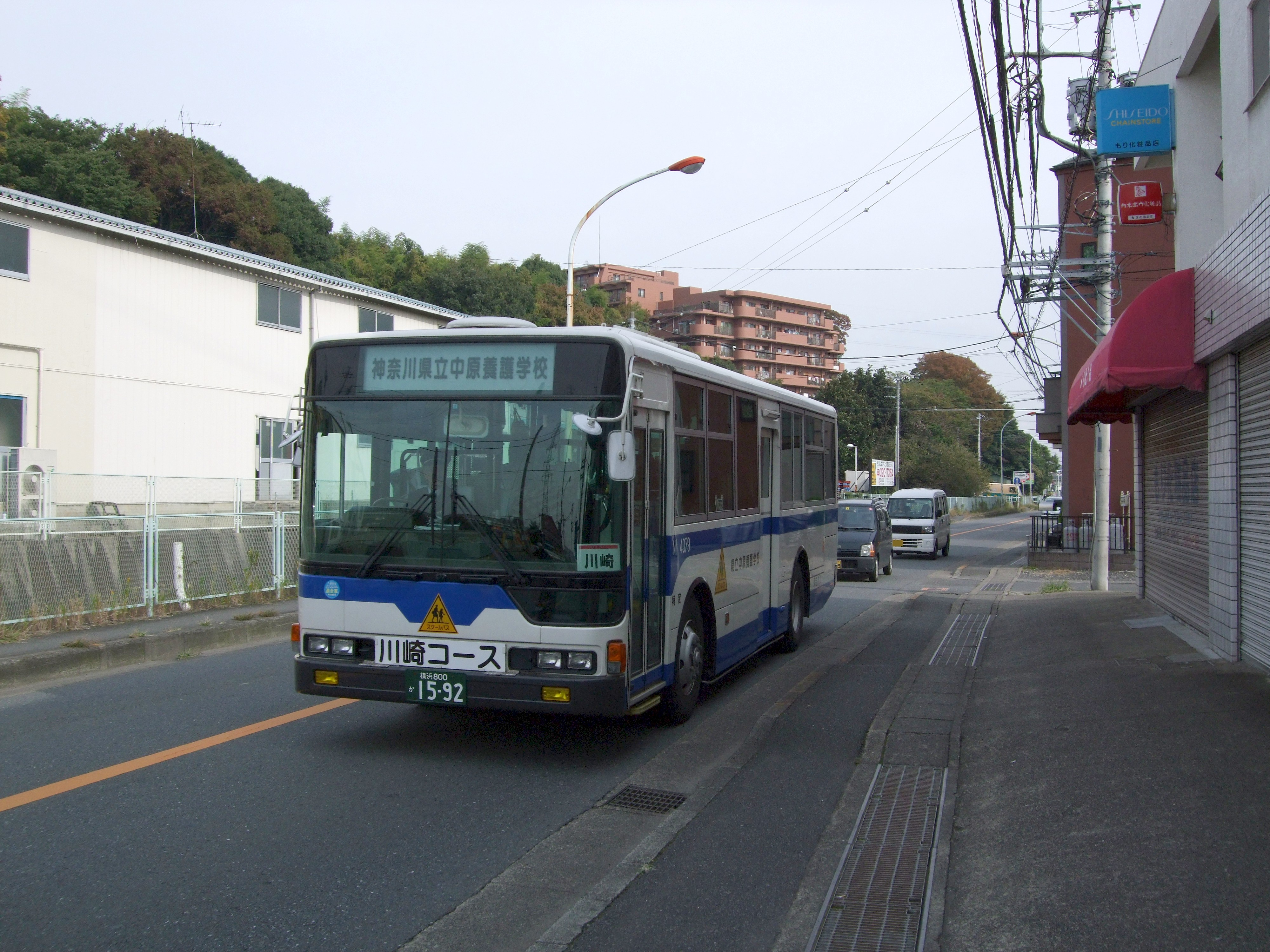
特定車 (NI4079) 神奈川県立中原養護学校スクールバス
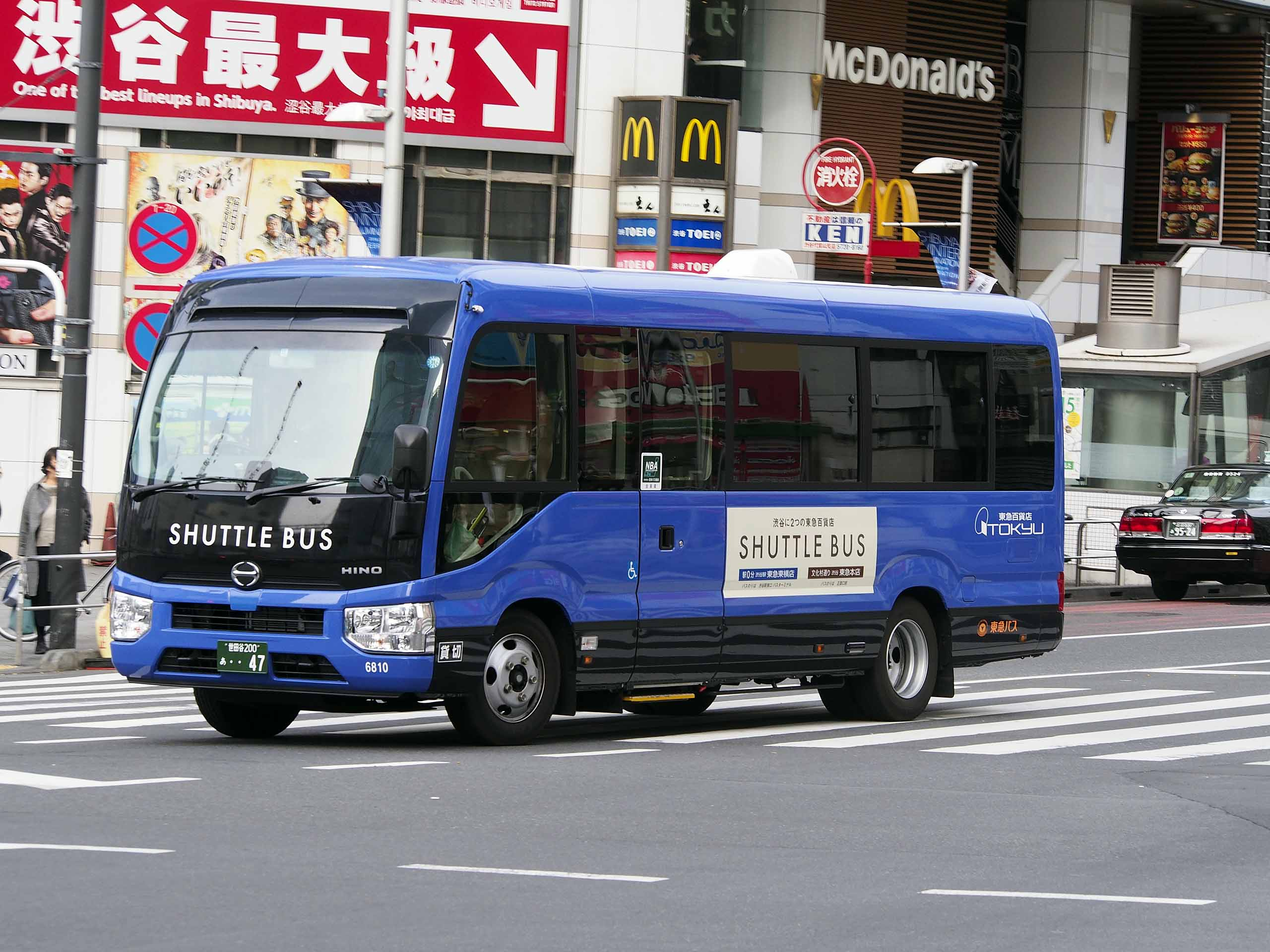
東急百貨店本店送迎バス「シティシャトル」 (A6810) 現行車両
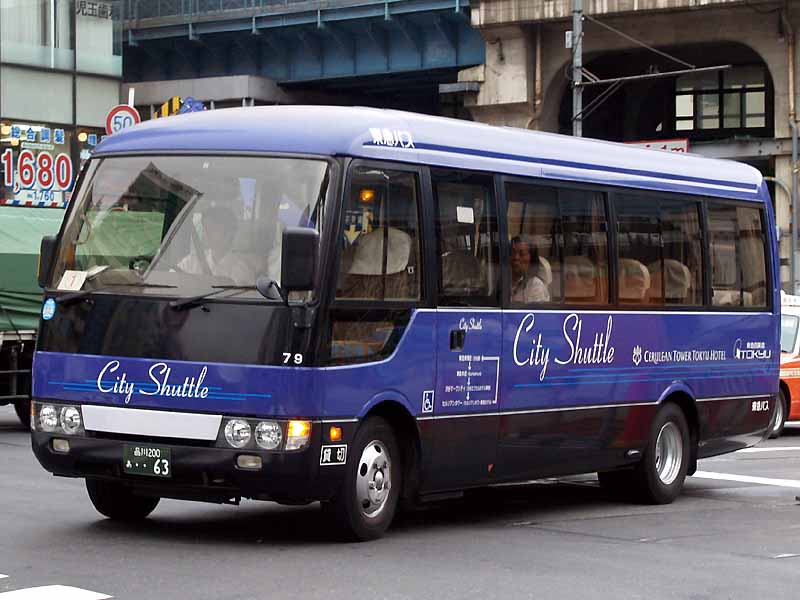
東急百貨店本店送迎バス「シティシャトル」 (A2779) 過去の車両
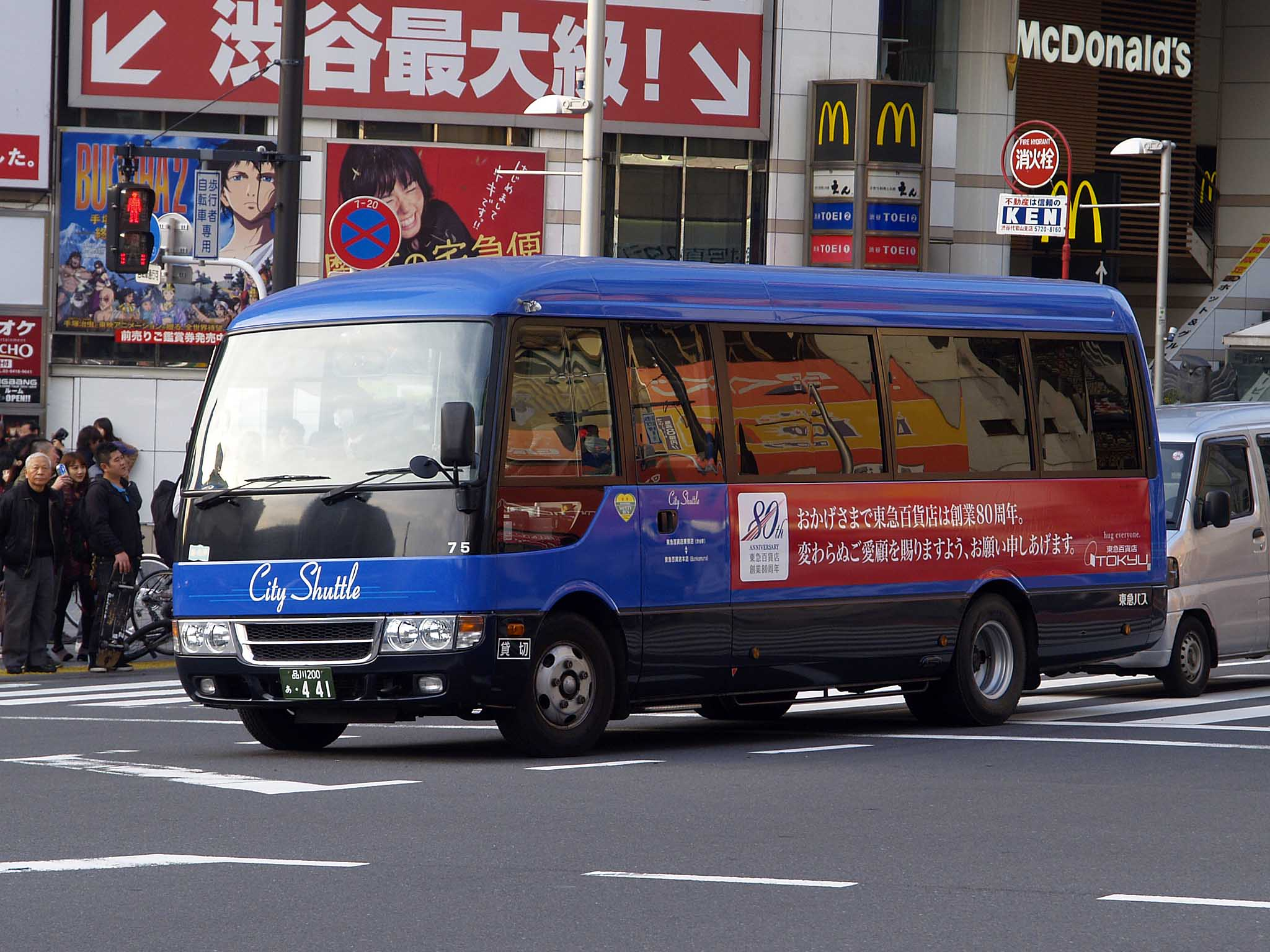
東急百貨店本店送迎バス「シティシャトル」 (A6975) 過去の車両